# Museu Nacional (Rio de Janeiro)
O Museu Nacional, vinculado à Universidade Federal do Rio de Janeiro (UFRJ), é a mais antiga instituição científica do Brasil que, até setembro de 2018, figurou como um dos maiores museus de história natural e de antropologia das Américas. Localiza-se no interior do parque da Quinta da Boa Vista, na cidade do Rio de Janeiro, estando instalado no Palácio de São Cristóvão. O palácio serviu de residência à família real portuguesa de 1808 a 1821, abrigou a família imperial brasileira de 1822 a 1889 e sediou a primeira Assembleia Constituinte Republicana de 1889 a 1891, antes de ser destinado ao uso do museu, em 1892. O edifício é tombado pelo Instituto do Patrimônio Histórico e Artístico Nacional (IPHAN) desde 1938. Fundado por Dom João VI em 6 de junho de 1818 sob a denominação de Museu Real, o museu foi inicialmente instalado no Campo de Santana, reunindo o acervo legado da antiga Casa de História Natural, popularmente chamada "Casa dos Pássaros", criada em 1784 pelo Vice-Rei Dom Luís de Vasconcelos e Sousa, além de outras coleções de mineralogia e zoologia. A criação do museu visava atender aos interesses de promoção do progresso socioeconômico do país através da difusão da educação, da cultura e da ciência. Ainda no século XIX, notabilizou-se como o mais importante museu do seu gênero na América do Sul. Foi incorporado à Universidade Federal do Rio de Janeiro em 1946.
O Museu Nacional abrigava um vasto acervo com mais de 20 milhões de itens, englobando alguns dos mais relevantes registros da memória brasileira no campo das ciências naturais e antropológicas, bem como amplos e diversificados conjuntos de itens provenientes de diversas regiões do planeta, ou produzidos por povos e civilizações antigas. Formado ao longo de mais de dois séculos por meio de coletas, escavações, permutas, aquisições e doações, o acervo era subdividido em coleções de geologia, paleontologia, botânica, zoologia, antropologia biológica (incluindo-se neste núcleo os remanescentes do esqueleto de Luzia, o mais antigo fóssil humano das Américas), arqueologia e etnologia. Foi a principal base para as pesquisas realizada pelos departamentos acadêmicos do museu — que desenvolve atividades em todas as regiões do país e em outras partes do mundo, incluindo o continente antártico. Possui uma das maiores bibliotecas especializadas em ciências naturais do Brasil, com mais de 470 000 volumes e 2 400 obras raras.
No campo do ensino, o museu oferece cursos de extensão, especialização e pós-graduação em diversas áreas do conhecimento, além de realizar exposições temporárias e atividades educacionais voltadas ao público em geral. Administra o Horto Botânico, ao lado do Palácio de São Cristóvão, além do campus avançado na cidade de Santa Teresa, no Espírito Santo — a Estação Biológica de Santa Lúcia, mantida em conjunto com o Museu de Biologia Professor Mello Leitão. Um terceiro espaço no município de Saquarema é utilizado como centro de apoio às pesquisas de campo. Dedica-se, por fim, à produção editorial, destacando-se nessa vertente a edição dos Arquivos do Museu Nacional, o mais antigo periódico científico brasileiro especializado em ciências naturais, publicado desde 1876.
Na noite de 2 de setembro de 2018, um incêndio de grandes proporções atingiu a sede do Museu Nacional, destruindo a quase totalidade do acervo em exposição, uma perda inestimável e incalculável para formação histórica e cultural não só do país mas do mundo. Foram perdidos registros de dialetos e cantos indígenas de comunidades que já se extinguiram, afirmou o historiador Daniel Tutushamum Puri. O edifício que abriga o museu também resultou extremamente danificado, com rachaduras, desabamento de sua cobertura, além da queda de lajes internas.
Em 17 de janeiro de 2019 o Museu Nacional inaugurou sua primeira exposição após o incêndio que destruiu seu acervo. O acervo das pesquisas sobre fósseis de animais marinhos, elaborado por funcionários da instituição, foi exposto no prédio da Casa da Moeda. O público pôde encontrar fósseis de 80 milhões de anos.
Em 2019 o Museu Nacional teve disponível uma verba de 85,4 milhões de reais para uso nas obras de recuperação do acervo e infraestrutura. Essa verba foi recebida após a repercussão do incidente, que provocou manifestações denunciando o descaso do governo, e debates acalorados em redes sociais em torno da manutenção da instituição histórica. Dos R$ 85,4 milhões de reais destinados ao Museu Nacional, R$ 55 milhões virão do Orçamento da União para 2019 que foi aprovado pelo Congresso Nacional em 19 de dezembro de 2018. A verba foi indicada por deputados da bancada do Rio de Janeiro e apresentada como emenda impositiva, aprovada pela Comissão Mista de Orçamento.
Em 2 de setembro de 2022, o Museu Nacional reinaugurou a fachada e o jardim do terraço. Em comemoração dos 200 anos da Independência do Brasil, algumas exposições também foram abertas em diferentes áreas do museu.

## História

### Antecedentes
A instituição remonta ao Museu Real, fundado por Dom João VI (1816-1826) em 1818, numa iniciativa para estimular o conhecimento científico no Brasil. Inicialmente o museu abrigou coleções de materiais botânicos, de animais empalhados, de minerais, de numismática, de obras de arte e de máquinas. Herdou algumas das aves empalhadas da antiga Casa dos Pássaros, primeiro museu de história natural brasileiro, fundado pelo vice-rei Dom Luis de Vasconcelos. A primeira sede do Museu Real localizava-se no Campo de Santana, no centro da cidade, em um prédio mais tarde ocupado pelo Arquivo Nacional.
Com o casamento do príncipe Dom Pedro I com a princesa Maria Leopoldina de Áustria, vieram para o Brasil importantes naturalistas europeus, como Johann Baptiste von Spix e Carl Friedrich Philipp von Martius, que trabalharam para o museu. Outros pesquisadores europeus, como Auguste de Saint-Hilaire e Georg Heinrich von Langsdorff,  contribuíram, ao longo do século XIX, para a coleção de exemplares naturais  e etnológicos da instituição, nas respectivas expedições pelo país.
Particularmente, após a declaração da Independência em 1822 e a nomeação como ministro do Tribunal de José Bonifácio de Andrada e Silva, um reformador iluminado e ele próprio um mineralogista treinados, gestores públicos e museu insistentemente reivindicado para a instituição local uma parte justa dos itens coletados - e, portanto, soltar uma briga eterna entre viajantes estrangeiros e museólogos brasileiros que atingiria o seu pico quando o Império se desfez. Posição do museu neste debate implícito na territorialidade, entretanto, foi enfraquecido pelo fato de que bem na segunda metade do século, a fim de adquirir coleções, que tinha pouca escolha que não para comprá-las de estrangeiros especialistas, como a coleção de minerais Werner, comprada do geólogo alemão Pabst von Ohain em 1818 em 12 mil réis.[carece de fontes?]

### Segundo Reinado

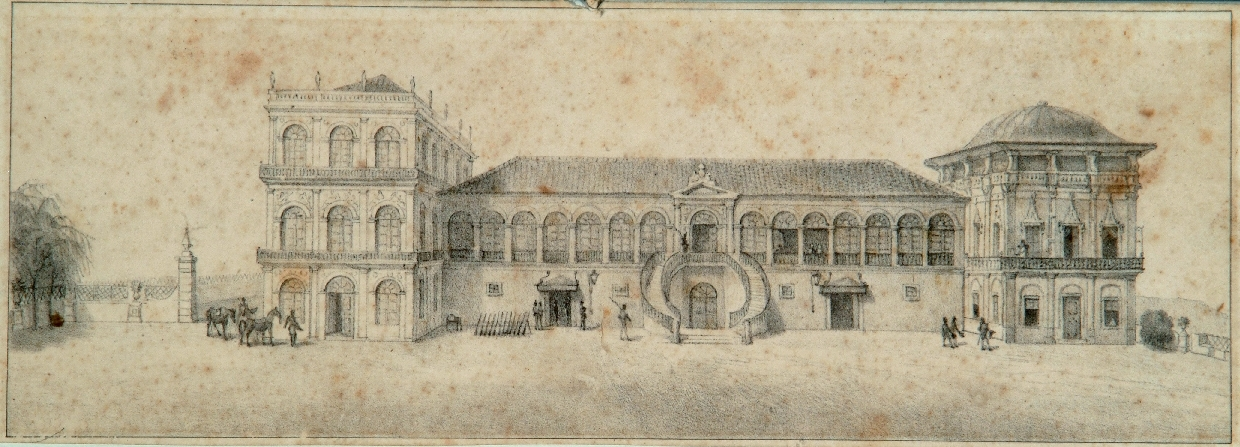
Vista do Paço de São Cristóvão, por Jean-Baptiste Debret.

Em 1844, apenas quatro anos após a Declaração da Maioridade que trouxe Dom Pedro II ao poder, o diretor do museu à época, Frei Custódio Alves Serrão, redigiu um relatório apontando problemas no museu devido a falta de recursos para sua manutenção. O relatório foi publicado pouco tempo após um corte orçamentário aprovado pelo Senado do Império, e apontava condições precárias na infraestrutura do edifício que abrigava o museu, na época localizado em sua primeira sede, no Campo de Santana.

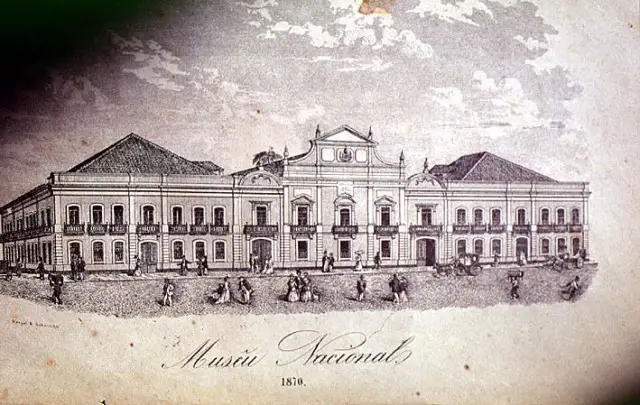
A instituição em registro de 1870

No decorrer do século XIX, refletindo tanto as preferências do Imperador Pedro II quanto o interesse do público europeu, o Museu Nacional passou a investir nas áreas da antropologia, paleontologia e arqueologia. O próprio Imperador, um entusiasta de todos os ramos da ciência, contribuiu com diversas peças de arte egípcia, fósseis e exemplares botânicos, entre outros itens, obtidos por ele em suas viagens. Desta forma o Museu Nacional se modernizou e tornou-se o centro mais importante da América do Sul em História Natural e Ciências Humanas.[carece de fontes?]
Em 1876, o museu foi reacomodado na Casa dos Pássaros, sob a direção de Ladislau Netto. A partir de então, o museu entra na sua fase de auge, quando recebe o meteorito do Bendegó, melhora sua estrutura física, aumenta os salários dos funcionários e participa de diversas exposições internacionais. À medida que o acervo foi se expandindo, o problema da falta de espaço para armazenamento foi se agravando, e já começara a ser percebido na gestão de João Batista de Lacerda (1895-1915).

### República
O Imperador ainda era uma figura muito popular no momento em que foi deposto, em 1889. Desta forma, os republicanos procuraram apagar os símbolos do Império. Um destes símbolos, o Paço de São Cristóvão, a residência oficial dos imperadores, tornou-se um local ocioso e que ainda representava o poder imperial. Então, em 1892, o Museu Nacional, com todo o seu acervo e seus pesquisadores, foi transferido da Casa dos Pássaros para o Paço de São Cristóvão, na Quinta da Boa Vista, onde se encontra até os dias de hoje.[carece de fontes?]
Em 1946, o Museu passou a ser administrado pela então Universidade do Brasil, atual UFRJ. Os pesquisadores e laboratórios ocupam boa parte do museu e alguns prédios erguidos no Horto Botânico, na Quinta da Boa Vista. No Horto ainda encontra-se uma das maiores bibliotecas científicas do Rio de Janeiro.[carece de fontes?]

#### Problemas financeiros e incêndio

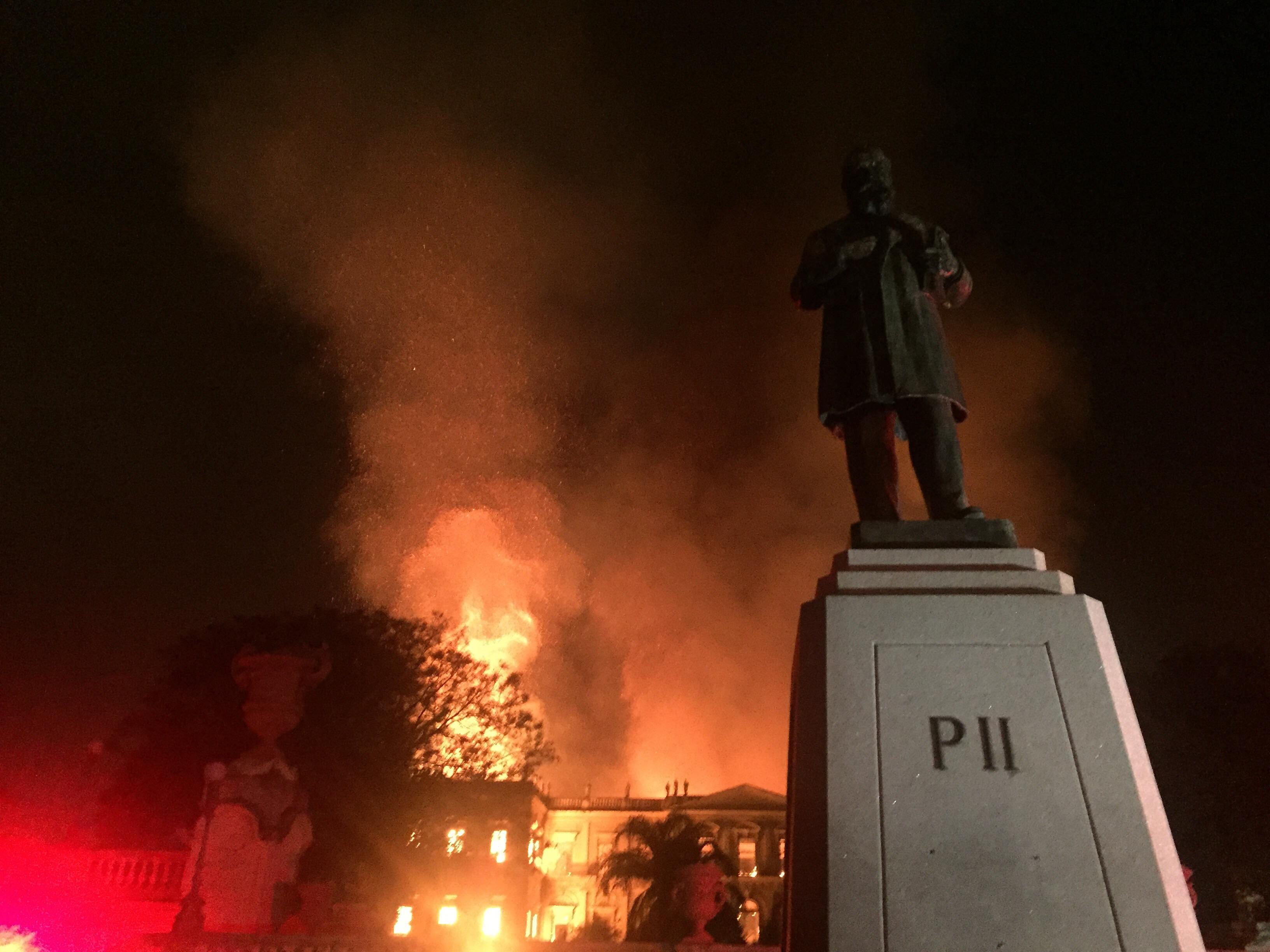
Museu tomado pelas chamas, em 2 de setembro de 2018

Com seguidos cortes no orçamento, desde 2014 que o museu não vinha recebendo a verba de 520 mil reais anuais necessários à sua manutenção. Em 2018, quando o museu  completou duzentos anos, o valor recebido despencou para 54 mil reais.
A edificação apresentava sinais visíveis de má conservação, como paredes descascadas e fios elétricos expostos. Várias salas estavam fechadas por total impossibilidade de uso. O espaço que abrigava uma das maiores atrações - a montagem da primeira réplica de um dinossauro de grande porte feita no Brasil - fechou por estar infestada de cupins. Segundo o vice-diretor do Museu, Luiz Fernando Dias Duarte, o museu lutava, desde 2000, para construir prédios anexos destinados a abrigar pesquisas que requeriam a preservação de objetos em álcool e formol, materiais inflamáveis. Somente um anexo foi erguido, com verba da Petrobras.
Em 2 de setembro de 2018, logo após o encerramento do horário de visitação, um incêndio de grandes proporções atingiu todos os três andares do prédio do Museu Nacional, na Quinta da Boa Vista. Os bombeiros foram acionados às 19h30, chegando rapidamente ao local. Às 21 horas o fogo encontrava-se fora de controle, com grandes labaredas e estrondos ocasionais, sendo combatido por bombeiros de vinte quartéis. Dezenas de pessoas dirigiram-se à Quinta da Boa Vista para ver o incêndio.
Até às 21h30 de 2 de setembro coleções inteiras haviam sido destruídas pelo fogo, assim como duas exposições que estavam em duas áreas da frente do prédio principal. Os quatro seguranças que se encontravam trabalhando no local conseguiram escapar, não havendo registro de vítimas.
O governo de Portugal afirmou em nota oficial "profunda tristeza pela perda de um acervo histórico e científico insubstituível" e afirmou estar "inteiramente disponível para, no que for útil e possível, colaborar na procura da reconstituição deste importante patrimônio identitário, não apenas do Brasil, mas de toda a América Latina e do mundo".
Em 7 de maio de 2024, a direção do Museu Nacional, da Universidade Federal do Rio de Janeiro (UFRJ), e o Instituto Inclusartiz apresentaram uma nova coleção de fósseis que passa a ser integrada ao acervo da instituição. O destaque são 2 fósseis de dinossauros que ainda não foram descritos na literatura científica — provavelmente são dromessaurídeos.

## Acervo científico
O Museu Nacional era detentor do maior acervo de história natural e antropologia da América Latina, bem como a instituição museológica brasileira que tem sob sua guarda o maior número de bens culturais. O museu possuía mais de 20 milhões de itens catalogados, divididos em coleções de ciências naturais (geologia, paleontologia, botânica e zoologia) e antropológicas (antropologia biológica, arqueologia e etnologia). Diversos núcleos do acervo remontavam a coleções iniciadas ainda no século XVIII, tais como os itens provenientes da Casa dos Pássaros e da Coleção Werner. Ao longo de mais de dois séculos, o acervo foi ampliado por intermédio de coletas e escavações, permutas, doações e compras. Incluía vastos conjuntos representativos do mundo natural e da produção humana, provenientes do Brasil e de outras partes do mundo, e possuía destacado valor científico, histórico e artístico, servindo como base para a realização de um grande número de pesquisas científicas, teses, dissertações e monografias. Em função do volume do acervo museológico e da exiguidade do espaço, apenas uma pequena amostra desse total (cerca de três mil objetos) encontrava-se em exposição permanente.

### Geologia
O Museu Nacional possuía uma coleção de aproximadamente 70 mil itens relacionados às ciências da Terra, subdividida em núcleos de paleontologia, mineralogia, petrologia e meteorítica, composta por objetos provenientes de diversas localidades do Brasil e do mundo. Formado desde o fim do século XVIII, era um dos maiores e mais diversificados acervos geológicos brasileiros, caracterizado por seu alto valor científico, histórico e artístico, tombado como patrimônio nacional e desenvolvido em grande parte com o auxílio de alguns dos mais renomados cientistas e pesquisadores da geologia e da paleontologia do país. Dentre os colaboradores das atividades científicas do museu, realizadas de forma sistemática desde 1842, encontravam-se Wilhelm Ludwig von Eschwege (responsável pela primeira exploração geológica de caráter científico no Brasil), Claude-Henri Gorceix (fundador da Escola de Minas de Ouro Preto), Orville Derby (pioneiro da geologia brasileira), Alberto Betim Paes Leme (pioneiro em pesquisas de meteoritos no Brasil) e Ney Vidal (um dos pioneiros das coletas de exemplares de fósseis de vertebrados no Nordeste brasileiro), entre outros. Igualmente presentes no acervo estavam objetos provenientes das primeiras grandes expedições científicas realizadas em território brasileiro, organizadas ou integradas por colaboradores do museu, nomeadamente a Expedição Thayer (liderada por Louis Agassiz) e as Expedições Morgan (organizadas por Charles Frederick Hartt). Por fim, o museu conservava o acervo coletado pela Comissão Geológica do Império, criada em 1875 e dirigida por Charles Frederick Hartt, composto, sobretudo, por itens provenientes das regiões Norte e Nordeste do Brasil.

#### Meteorítica
O Museu Nacional detém a maior coleção de meteoritos do Brasil, com 62 peças. Meteoritos são corpos celestes provenientes do meio interestelar ou do próprio sistema solar (asteroides, cometas, fragmentos de planetas e satélites naturais desintegrados) que se chocam com a superfície da Terra. São divididos em três grupos principais: aerólitos (rochosos), sideritos (metálicos) e siderólitos (mistos). A coleção do museu abrigava exemplares destes três grupos, incluindo peças de grande relevância para o estudo da meteorítica. Destacam-se:
- O Meteorito do Bendegó, o maior já encontrado no Brasil e um dos maiores do mundo. Trata-se de um siderito, constituído por uma massa compacta de ferro e níquel, pesando 5,36 toneladas e medindo mais de dois metros de comprimento. Foi descoberto em 1784 por Domingos da Motta Botelho, em uma fazenda nos arredores da cidade de Monte Santo, no sertão da Bahia. Uma primeira tentativa de movê-lo para Salvador fracassou, quando a carreta de madeira que o carregava desgovernou-se e o meteorito caiu no riacho do Bendegó, permanecendo neste local por mais de 100 anos. Dom Pedro II posteriormente ordenaria a remoção do meteorito para o Rio de Janeiro. Encontra-se no Museu Nacional desde 1888.[32]
- O meteorito Santa Luzia, segundo maior encontrado no país. É também um siderito, composto majoritariamente por ferro e níquel, com 1,36 metro de comprimento e massa de 1,9 tonelada. Foi encontrado em Santa Luzia de Goiás (atualmente Luziânia) em 1922 e doado por este município ao museu.[33]
- O meteorito Angra dos Reis, cuja queda foi avistada na baía da Ilha Grande, em janeiro de 1869, por Joaquim Carlos Travassos e dois de seus escravos, responsáveis por recolher dois fragmentos, um dos quais doados ao museu. O meteorito deu nome a um novo grupo de aerólitos acondritos — os angritos, grupo de rochas que estão entre as mais antigas do Sistema Solar.[32]
- O meteorito Patos de Minas, siderito de 200 kg composto por ferro, descoberto em 1925, no Córrego do Areado, em Patos de Minas, Minas Gerais.[34]
- O meteorito Pará de Minas, encontrado em 1934, também em Minas Gerais, na fazenda Palmital, próximo à cidade de Pará de Minas. Siderito composto por ferro e níquel com massa de 112 kg.[32]

A coleção incluía dezenas de meteoritos menores e fragmentos de meteoritos com amostras dispersas por várias coleções, incluindo exemplares exibindo a estrutura de Widmanstätten (padrões formados por cristais de ferro e níquel no interior de sideritos octaedritos). Destacam-se: Avanhandava (aerólito, queda em São Paulo em 1952), Campos Sales (aerólito, queda no Ceará em 1991), Patrimônio (aerólito, queda em Minas Gerais em 1950), Pirapora (siderito descoberto em Minas Gerais em data desconhecida), Santa Catarina (siderito anômalo rico em níquel descoberto em Santa Catarina em 1875) e São João Nepomuceno (siderito de 15 kg encontrado em Minas Gerais em data desconhecida, bastante raro por conter silicatos, ricos em sílica, semelhante apenas ao Meteorito Steinbach). Dentre os exemplares estrangeiros, destacam-se os meteoritos Brenham (siderólito achado em 1882 no Kansas, Estados Unidos), Carlton (siderito achado no Texas, Estados Unidos, em 1887), Glen Rose (siderito encontrado no Texas em 1937), Henbury (siderito encontrado na cordilheira MacDonnell, na Austrália, em 1922) e Krasnojarsk (encontrado na Sibéria, Rússia, em 1749, o primeiro exemplar de siderólito palasito identificado).

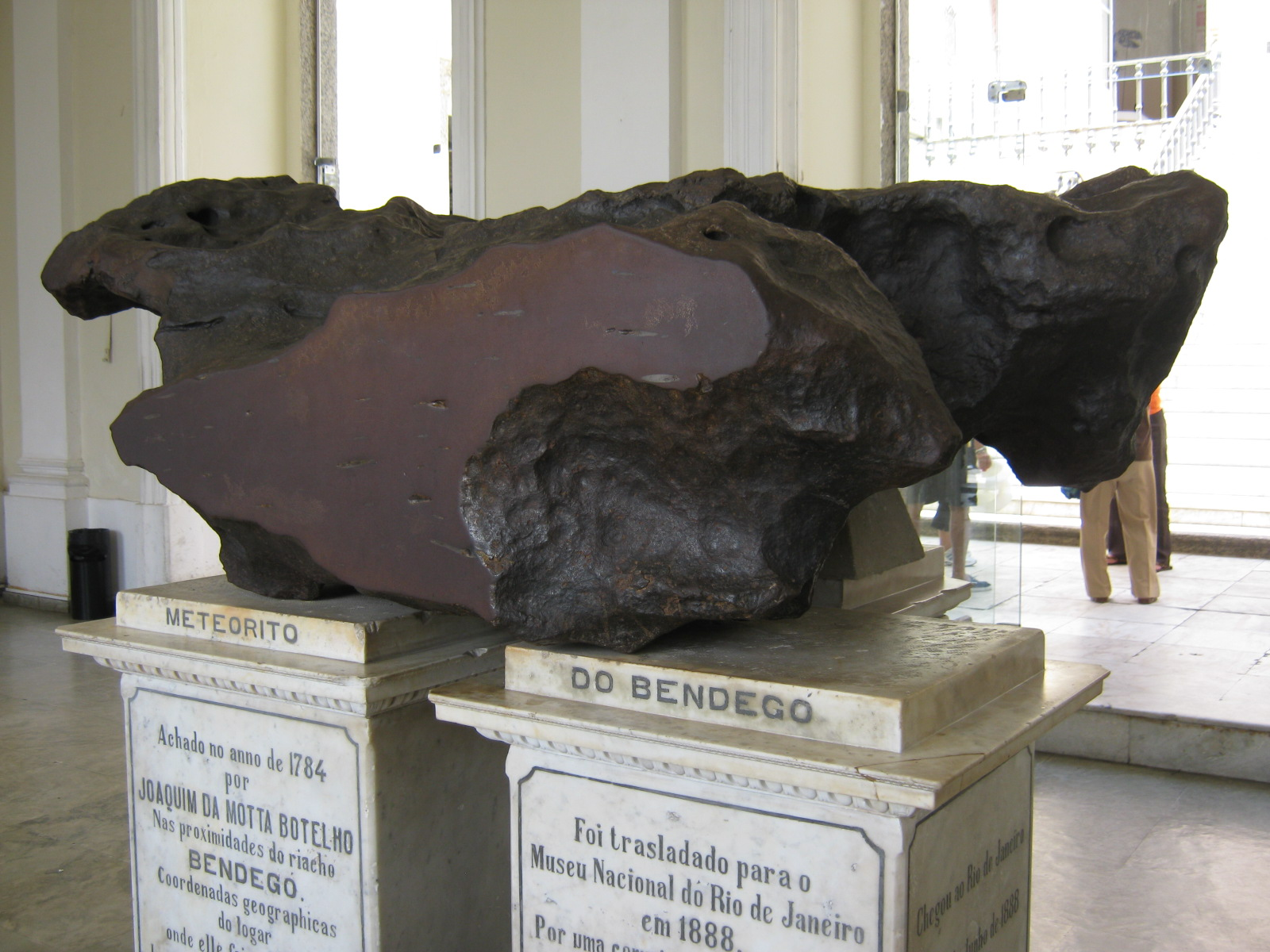
Meteorito do Bendegó, siderito descoberto na Bahia, em 1784.
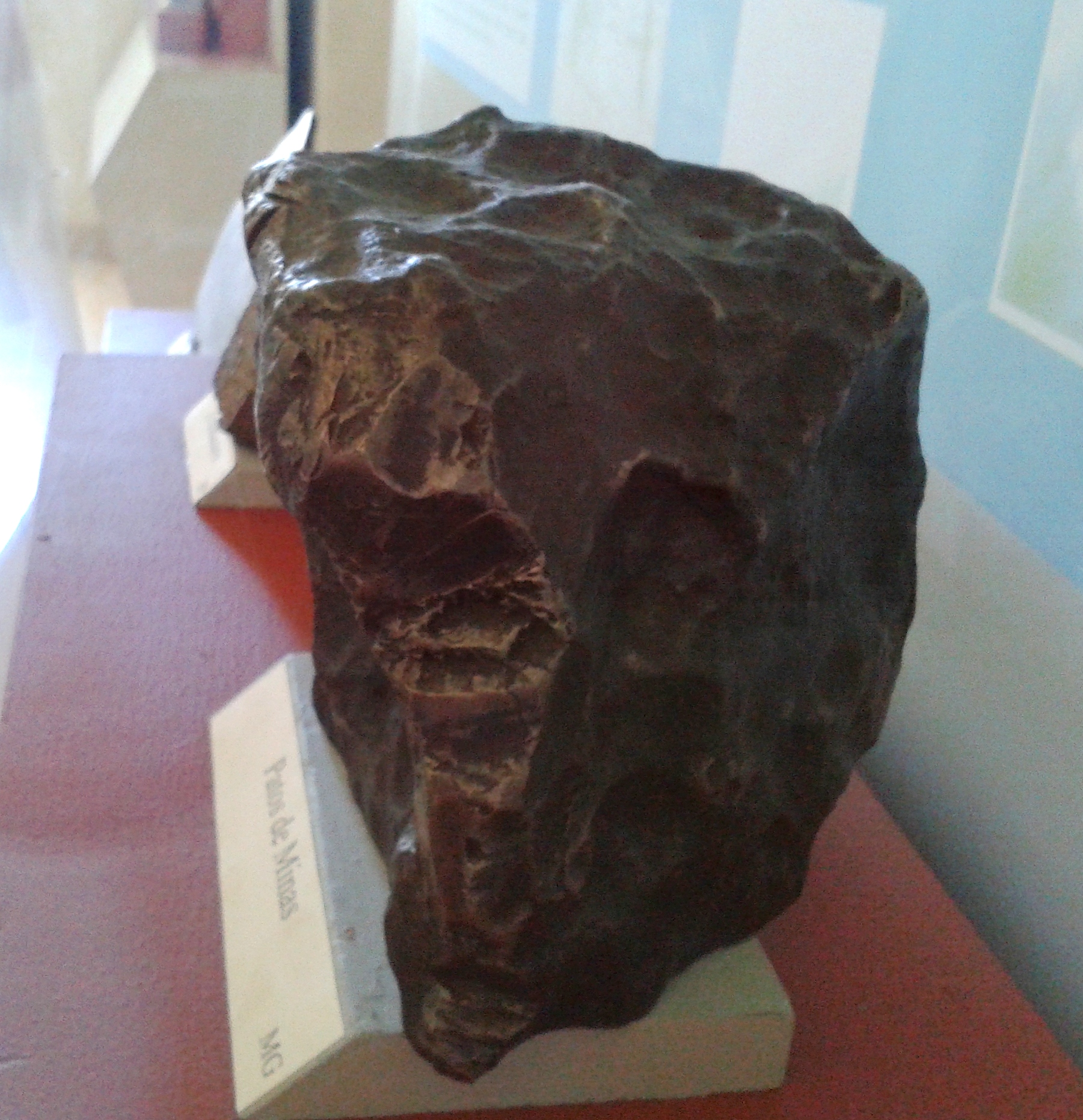
Meteorito Patos de Minas, siderito descoberto em Minas Gerais, em 1925.
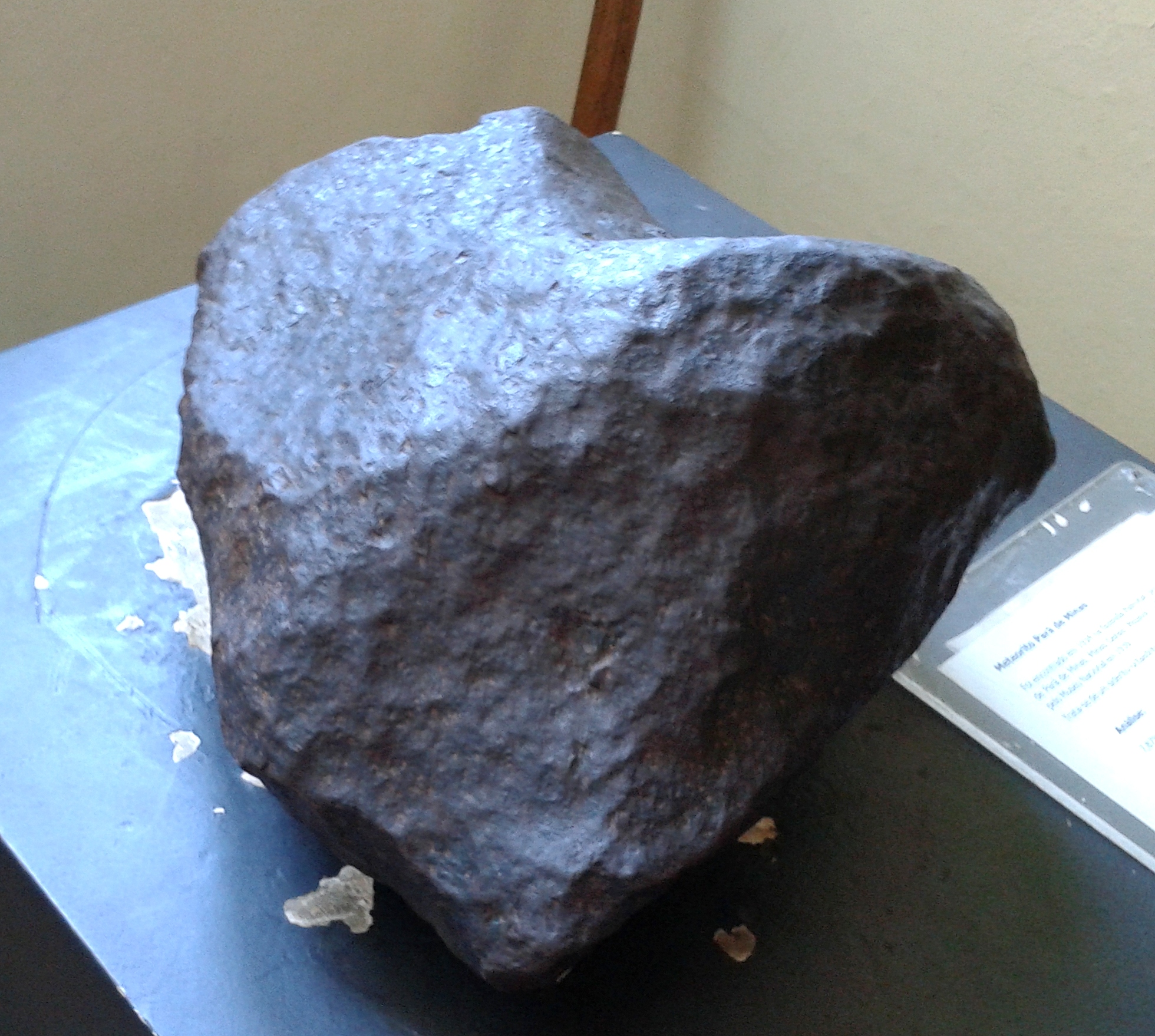
Meteorito Pará de Minas. Siderito encontrado em Minas Gerais em 1934.
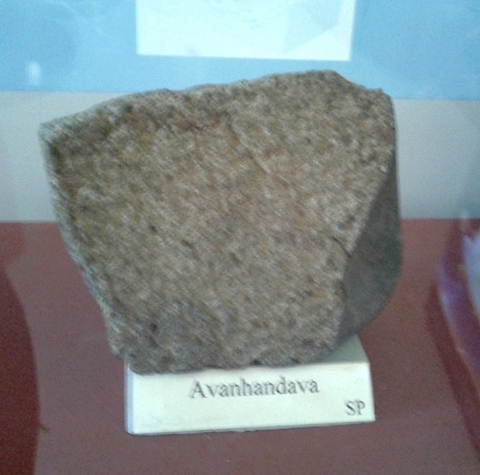
Meteorito Avanhandava. Aerólito, queda em São Paulo em 1952.
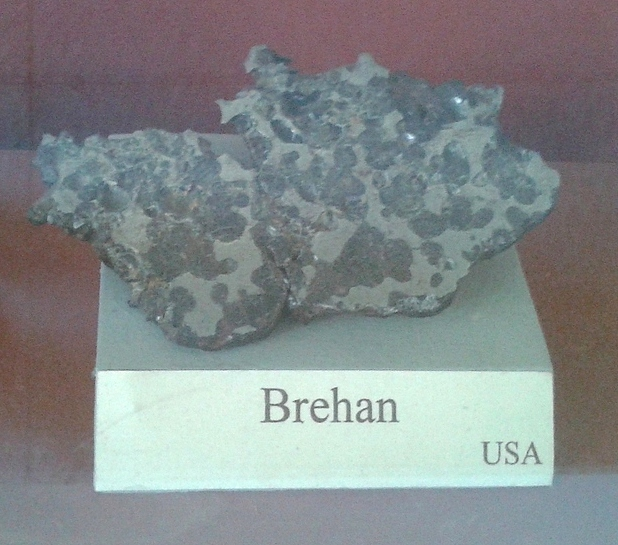
Meteorito Brenham. Siderólito encontrado no Kansas, Estados Unidos, em 1882.
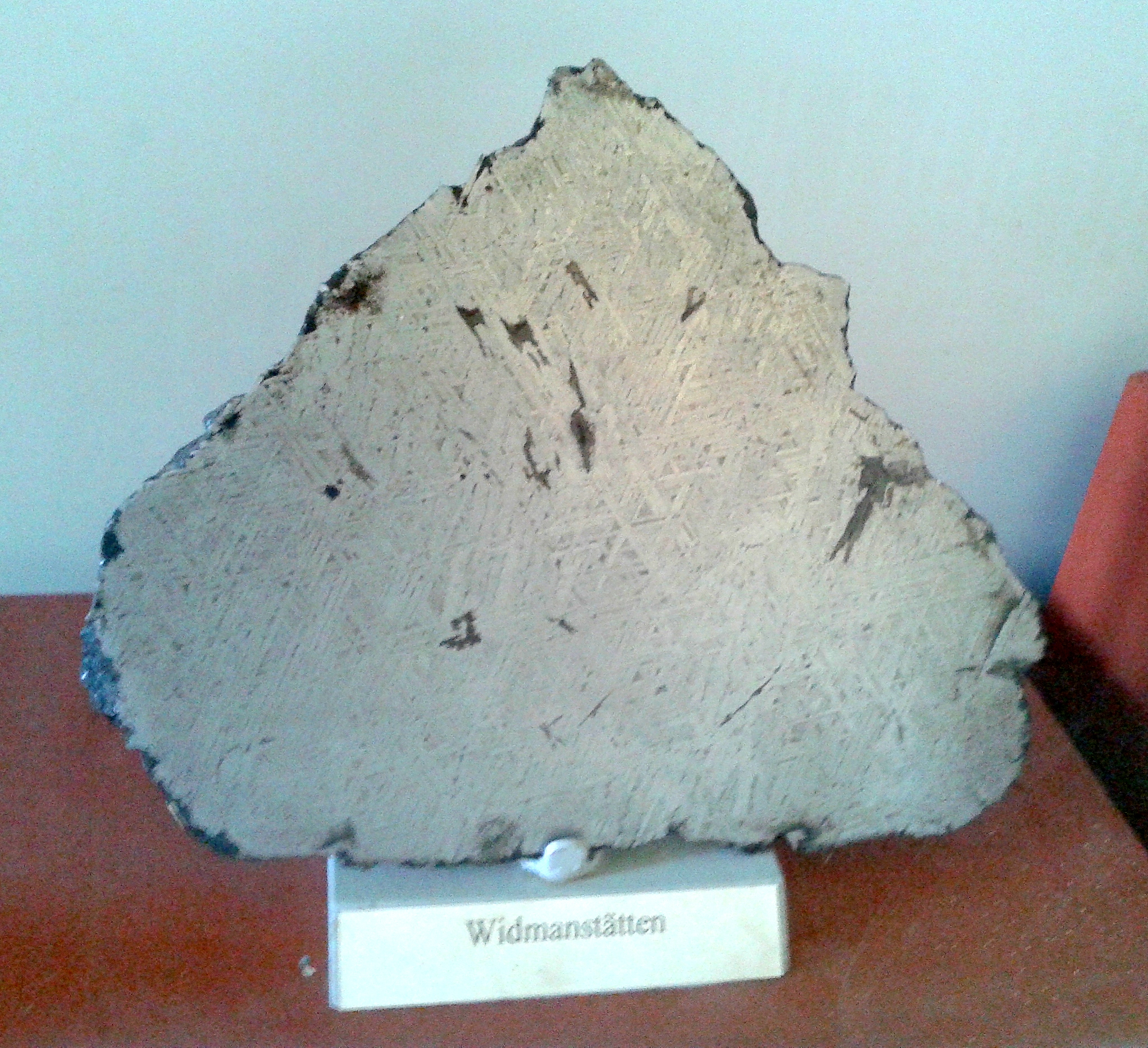
Amostra de meteorito exibindo a estrutura de Widmanstätten.

#### Mineralogia e petrologia
O acervo de minerais e rochas do Museu Nacional constituía um dos segmentos mais antigos de sua coleção, tendo sido amealhado desde o fim do século XVIII. Era caracterizado pelo enfoque didático, refletindo a concepção oitocentista de coleções públicas de mineralogia como espaços para a difusão do conhecimento básico, visando colocar à disposição dos professores de ciências naturais elementos práticos para atividades teóricas complementares. Seu núcleo original correspondia à Coleção Werner — um lote de 3 326 exemplares mineralógicos classificados por Abraham Gottlob Werner, o fundador da mineralogia moderna e da geognosia, catalogada e publicada entre 1791 e 1793. A coleção era constituída por amostras de quase todas as espécies minerais até então conhecidas e possuía grande valor histórico, por ter sido o primeiro acervo mineralógico moderno classificado. Foi adquirida na Alemanha junto a Carl Eugenius Pabst von Ohain (funcionário da Academia de Minas de Freiberg), pelo Reino de Portugal, provavelmente em 1805. A aquisição, ordenada por Antônio de Araújo Azevedo, então Ministro dos Negócios Estrangeiros e da Guerra, visava a ampliar o acervo do Real Museu de História Natural de Lisboa. Não obstante, por ocasião da transferência da corte portuguesa para o Rio de Janeiro em 1808, a Coleção Werner foi trazida ao Brasil, passando a compor inicialmente o acervo da Real Academia Militar, até ser incorporada ao Museu Nacional, em 1818.
Outras importantes coleções mineralógicas foram incorporadas ao acervo do museu ainda no início do século XIX, tais como a valiosa coleção particular de José Bonifácio de Andrada e Silva, constituída por itens amealhados durante seus estudos no campo da mineralogia realizados na Europa na década de 1790, as amostras de minerais provenientes da Casa dos Pássaros e os exemplares transferidos das coleções da família imperial. As diversas expedições organizadas pelo museu ao longo da segunda metade do século XIX e do século XX resultaram na adição de várias outras peças. Destacavam-se o vasto conjunto de exemplares de quartzo, das variedades incolores (cristal de rocha) e coloridas (ametista, quartzo rosa e quartzo hematoide), os minerais do grupo mica (moscovita, biotita e lepidolita), um conjunto de cristais da Califórnia e peças de importância histórica — como um exemplar de equinoide silicificado (identificado como calcedônia), provavelmente oriundo da coleção da Imperatriz Leopoldina, elemento de destaque nas primeiras exposições do museu, e uma amostra de quartzo proveniente de Minas Gerais, doada pelo presidente Getúlio Vargas ao museu em 1940.
A coleção de rochas era composta por exemplares sedimentares, metamórficos e ígneos. Destacavam-se os itens coletados durante a primeira expedição de geólogos e paleontólogos do Museu Nacional à Antártida, entre janeiro e fevereiro de 2007, tais como exemplares de rochas sedimentares do Cretáceo (da Formação Whisky Bay) e de concreções carbonáticas em arenito (da Formação Santa Marta), além de peças raras como as amostras de calcário pisolítico da Bacia de São Jose de Itaboraí, um dos mais importantes jazigos fossilíferos do Paleoceno do Brasil, cujas reservas calcárias foram exploradas pela indústria cimenteira até o esgotamento, e exemplares históricos, como uma amostra de petróleo do Poço do Lobato, o primeiro poço a produzir petróleo no Brasil, perfurado na Bahia em 1939.

Amostra de cristal romboédrico de quartzo, sobre massa de cristais de turmalina verde. Peça doada ao Museu Nacional pelo presidente Getúlio Vargas, em 1940.
Concreção carbonática em arenito fino de idade cretácica, proveniente da Antártida.
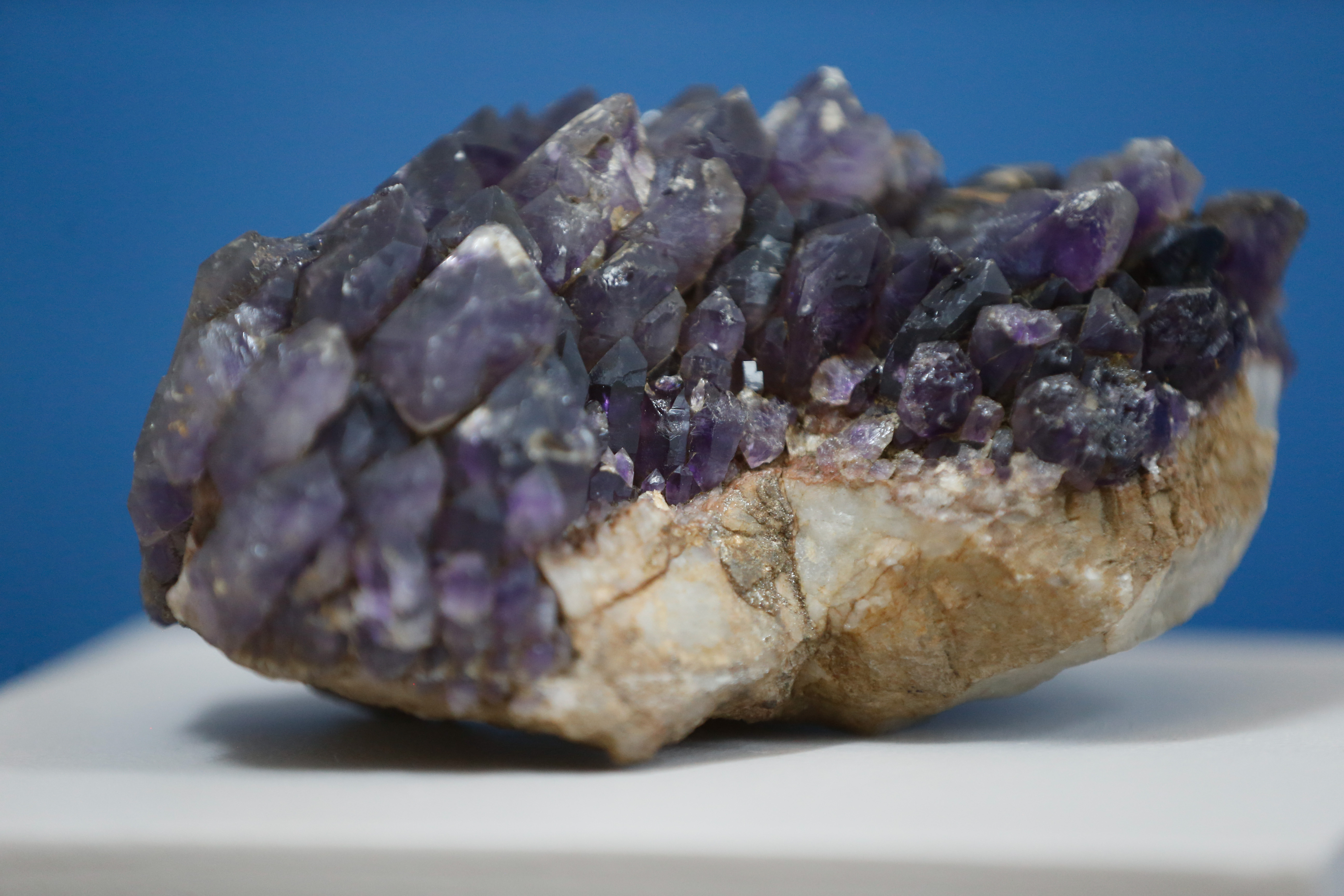
Quartzo ametista (Coleção Werner).
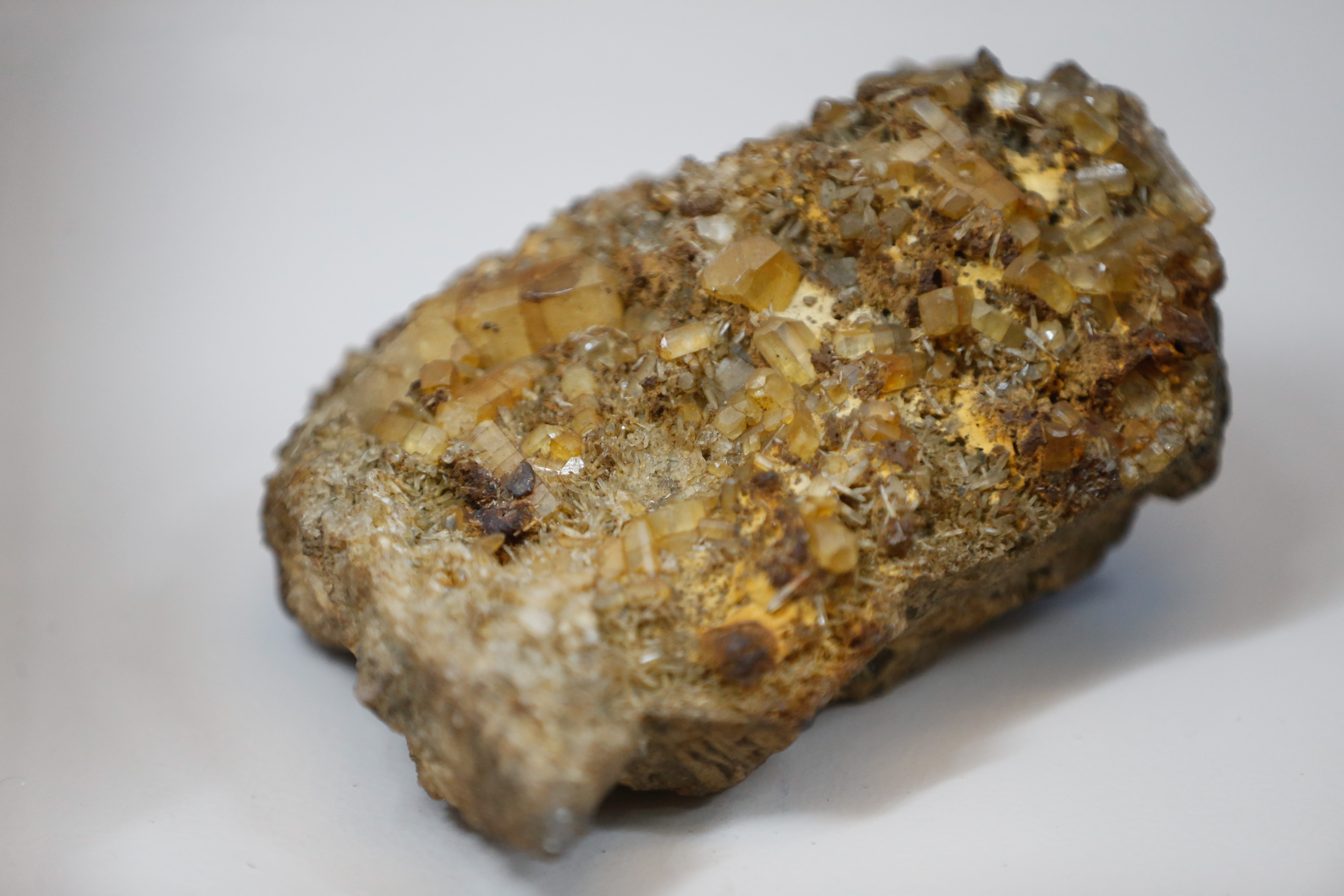
Topázio (Coleção Werner).
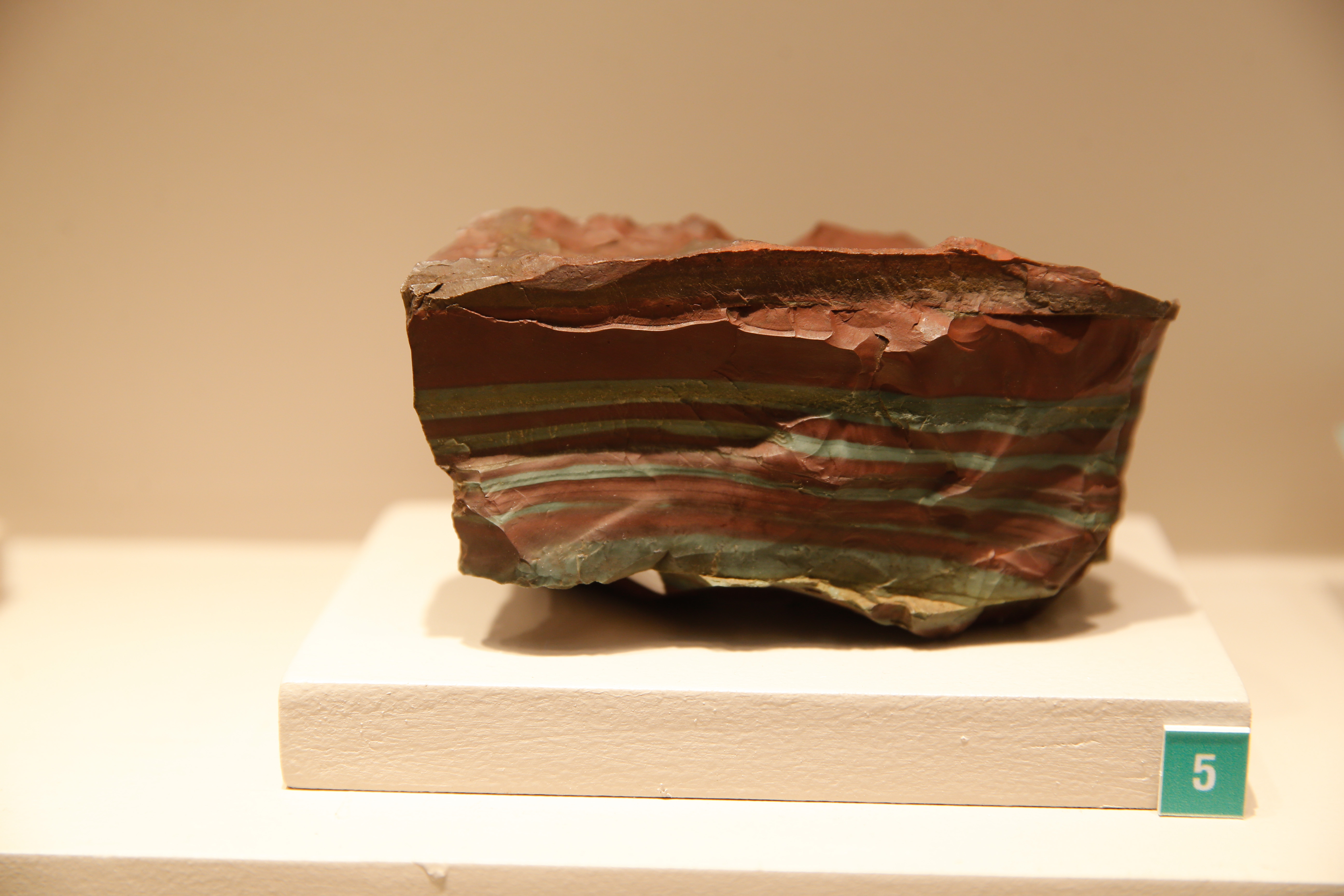
Calcedônia proveniente da Sibéria (Coleção Werner).

### Paleontologia
O Museu Nacional possuía um dos mais significativos acervos paleontológicos da América Latina, totalizando cerca de 56 mil exemplares e 18 900 registros, divididos em núcleos de paleobotânica, paleoinvertebrados e paleovertebrados. Era composto majoritariamente por fósseis de plantas e animais, provenientes do Brasil e de outros países, além de reconstituições, réplicas, modelos e moldes. A coleção se destacava pela presença de núcleos de reconhecido valor científico e histórico, coletados em tempos remotos, contemporâneos ao surgimento da própria paleontologia. Os primeiros fósseis encaminhados à instituição foram escavados no Uruguai em 1826, pelo naturalista prussiano Friedrich Sellow. Nas décadas seguintes, a colaboração de naturalistas estrangeiros seria fundamental para a ampliação do acervo paleontológico (destacando-se os envios do italiano Giovanni Michelotti, entre 1836 e 1837), bem como as aquisições efetuadas por Frederico Leopoldo César Burlamaque, então diretor-geral do museu, responsável por reunir conjuntos de fósseis de ictiossauros do Jurássico da Inglaterra e de mamíferos do Nordeste do Brasil. No último terço do século XIX, a coleção foi enormemente expandida graças às expedições realizadas pela Comissão Geológica do Império, lideradas por Charles Frederick Hartt e integradas por Orville Derby. No século XX, já contando com o provimento de profissionais locais e paleontólogos especializados, a instituição pôde ampliar os estudos, investigações e expedições que ajudariam a consolidar a natureza enciclopédica de sua coleção paleontológica.
O núcleo de paleobotânica possuía mais de quatro mil exemplares catalogados, representativos da flora fóssil do Brasil e de outras partes do mundo e datados de todos os períodos geológicos. Era majoritariamente composto por vegetais da Era Paleozoica, sobretudo fósseis de idade Neopaleozoica, oriundos das bacias dos rios Paraná e Parnaíba e da Chapada do Araripe, tais como folhas, frutos, sementes, caules e troncos. Predominavam os exemplares da flora Glossopteris (Glossopteridales) e, em menor proporção, Lepidodendrales, Lycopodiales, Equisetales, Pteridophyta, Ginkgophyta, Cycadophyta, Coniferophyta e Anthophyta. Abundavam no acervo exemplares notabilizados tanto pela importância história — nomeadamente uma amostra do primeiro vegetal fóssil coletado no país, um tronco da espécie Psaronius brasiliensis, do período Permiano, descrita em Paris pelo botânico Adolphe Brongniart em 1872 — quanto pelo valor científico — tais como os exemplares de folhas de dicotiledôneas, procedentes de sedimentos cenozóicos da Bahia, singularizadas pelo excelente estado de conservação, e o conjunto de fósseis vegetais coletados pela equipe do museu na Antártida.
O núcleo de paleoinvertebrados era o mais volumoso da coleção palentológica, somando cerca de dez mil registros e 46 mil exemplares, provenientes do Brasil e, em menor escala, da América do Norte e Europa. Era composto, sobretudo, por fósseis de artrópodes (mosquitos, efemerópteros, libélulas, abelhas, besouros, carunchos, aranhas, escorpiões, caranguejos, etc.), braquiópodes (exemplares de Mucrospirifer pedroanus, primeiros fósseis do período Devoniano coletados e estudados do Brasil, na década de 1870), equinodermes (notabilizando-se o vasto conjunto de espécies de ouriços) e moluscos. Dentre as peças de origem estrangeira, destacava-se a coleção de fósseis da Bacia de Paris, um conjunto de conchas fossilizadas de bivalves marinhos do Eoceno, ofertado a Dom Pedro II em 1872, por ocasião de sua primeira visita à França. A coleção era considerada rara em função da destruição dos jazigos fossilíferos nos arredores de Paris ao longo dos últimos dois séculos.
O núcleo de paleovertebrados abrigava cerca de dez mil espécimes e sete mil registros, sobressaindo, em termos de volume, os exemplares da fauna fóssil das eras Mesozoica e Cenozoica coletados em bacias sedimentares do Brasil. Notabilizava-se pela presença de itens de grande relevância científica, em especial registros fossilíferos com preservação de partes moles. Abrangia, sobretudo, exemplares fósseis de répteis, peixes, mamíferos e aves. Destacavam-se, entre os conjuntos da coleção:
- Fósseis de peixes, majoritariamente datados do Cretáceo e provenientes das formações Crato e Romualdo, na Bacia do Araripe, Ceará, representados no acervo por espécimes como o Calamopleurus audax (que podia alcançar até dois metros de comprimento), o Cladocyclus gardneri (medindo mais de um metro de comprimento), o Araripichthys castilhoi (destacado pelo formato arredondado do corpo), além de raias (Iansan beurleni), tubarões primitivos (Tribodus limae) e celacantídeos (Axelrodichthys araripensis);[26]
- Um conjunto de fósseis de tartarugas excepcionalmente preservadas, a maioria das quais datadas do Cretáceo — Araripemys barretoi (a mais antiga tartaruga brasileira conhecida, proveniente da Chapada do Araripe), Cearachelys placidoi (única espécie da família Bothremydidae conhecida no Brasil e o mais antigo registro para este grupo no mundo, também oriunda da Chapada do Araripe), Bauruemys elegans (tartaruga de água doce, coletada na Bacia Bauru, em São Paulo), etc. — além de outros répteis terrestres e aquáticos fossilizados — nomeadamente o esqueleto completo de um Stereosternum (lagarto aquático do Permiano pertencente ao grupo mais antigos de aminiotas conhecidos com adaptações à vida na água, também proveniente de São Paulo) e um exemplar fossilizado de Squamata (coletado junto ao sítios paleontológicos do Lago Crato, Ceará);[26][54][55]
- A coleção de registros fósseis de pterossauros, provenientes em sua maioria da Chapada do Araripe e datados do Cretáceo, abrangendo de fragmentos a esqueletos completos e montados, além de reconstituições baseadas nos fósseis originais — exemplares de grande porte como o Tropeognathus mesembrinus (um dos maiores pterossauros que habitou a Gondwana, com abertura alar de oito metros), o Cearadáctilo (com envergadura de asas média de 5,50 metros), o Anhanguera (envergadura de 4,60 metros) e o Tupandactylus imperator (envergadura média de 2,50 metros) — bem como registros fósseis de pterossauros estrangeiros, destacando-se exemplares oriundos da China, tais como o Nurhachius ignaciobritoi (Cretáceo, Formação Chaoyang) e o Jeholopterus ningchengensis (Jurássico,  Formação Tiaojishan);[26]
- A coleção de fósseis e de reconstituições de esqueletos de dinossauros, composta majoritariamente por exemplares provenientes das regiões Nordeste, Sudeste e Sul do Brasil — tais como o Maxakalisaurus topai (titanossauro de treze metros de comprimento e nove toneladas de peso, datado do Cretáceo Superior e coletado junto à Formação Diamantina, em Minas Gerais, representado no acervo pelos fósseis originais e pela réplica de seu esqueleto, a primeira reconstituição de um esqueleto de dinossauro de grande porte realizada no Brasil), o Irritator, ou Angaturama limai (espinossauro do Cretáceo Inferior com 7,5 metros de comprimento e peso de uma tonelada, oriundo da Chapada do Araripe, presente no acervo com fósseis originais e réplica do esqueleto), e o Santanaraptor (registro fóssil de terópode com 1,6 metro de comprimento, datado do Cretáceo Inferior e coletado na Chapada do Araripe, de excepcional importância pela preservação de tecidos moles, tais como músculos e vasos sanguíneos). Dentre os itens de origem estrangeira, mencionam-se um crânio de Lambeosaurus (Cretáceo Superior, oriundo da Formação Judith River, Canadá) e uma réplica do crânio do tiranossauro "Stan"[56] (Tyrannosaurus rex, Cretáceo Superior, proveniente da Formação Hell Creek, Dakota do Sul, Estados Unidos);[53][26][57][58]

- Fósseis de terapsídeos, distinguindo-se o esqueleto completo de um Dinodontosaurus, um dicinodonte de 3,5 metros de comprimento que viveu entre os períodos Permiano e Triássico, proveniente da Formação Santa Maria, no Rio Grande do Sul.[53]
- O conjunto de exemplares da megafauna brasileira extinta do Pleistoceno, sobretudo mamíferos, como os esqueletos completos de preguiças gigantes (Eremotherium laurillardi, proveniente de Jacobina, na Bahia, e Glossotherium robustum, coletado no Rio Grande do Sul) e de um tigre-dente-de-sabre (Smilodon);[53][26][59][60]
- Fósseis de aves, destacando-se o esqueleto completo de um Paraphysornis brasiliensis, gigantesca ave pré-histórica que viveu no Brasil durante o Plioceno, com altura média de 2,40 metros.[61]

Complementavam o acervo as reconstituições artísticas de animais pré-históricos em vida, abrangendo pterossauros (Thalassodromeus sethi, Tupandactylus imperator) e dinossauros (Irritator, Unaysaurus tolentinoi), um modelo de embrião com ovo de um Tyrannosaurus rex, feito com com base em descobertas na China de ovos atribuídos a dinossauros carnívoros de grandes dimensões e painéis com reproduções de organismos que habitavam o mar no Período Devoniano, representando os afloramentos fósseis e seres vivos, entre outros itens de natureza didática.

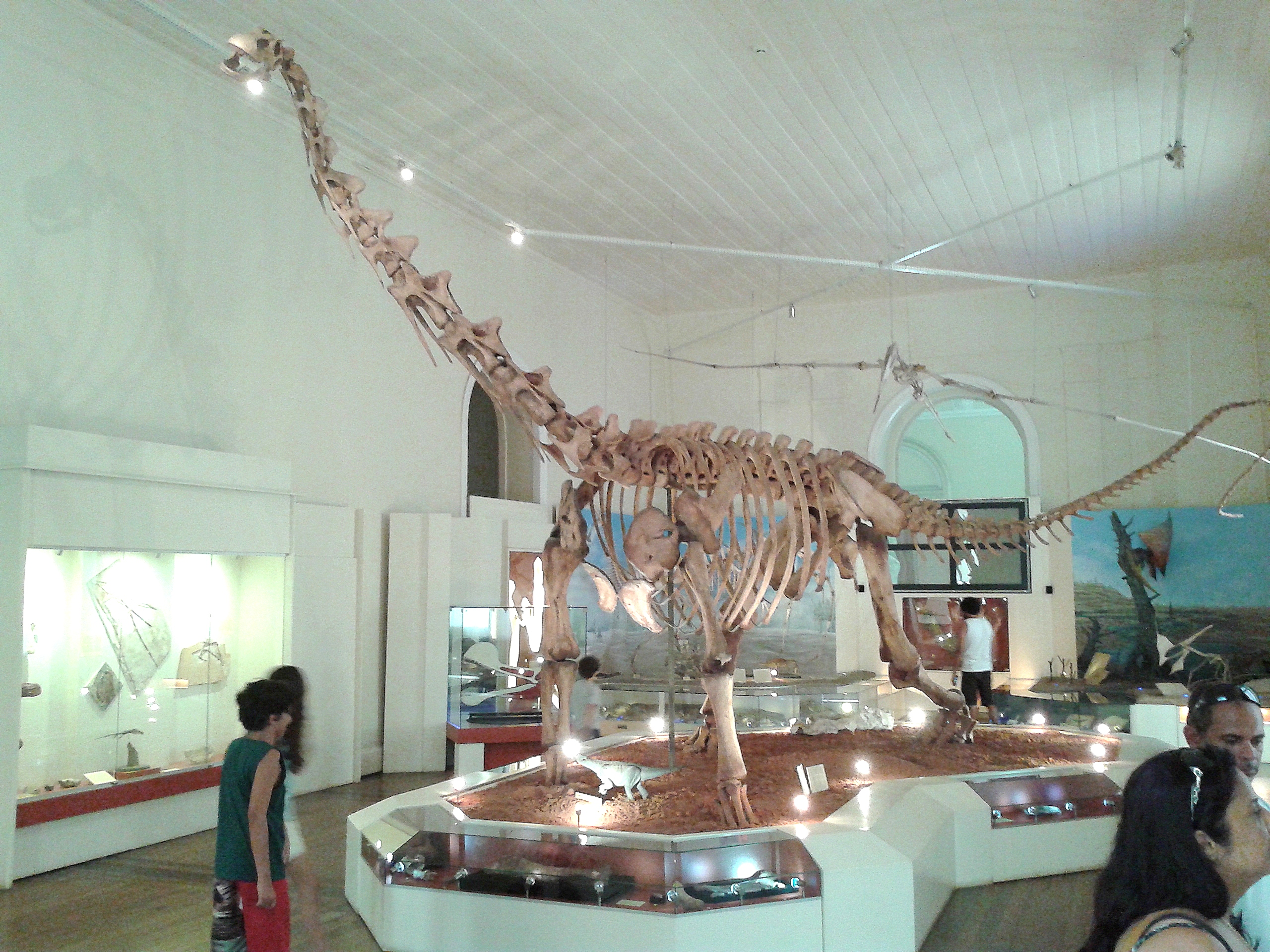
Réplica de esqueleto de titanossauro (Maxakalisaurus topai).
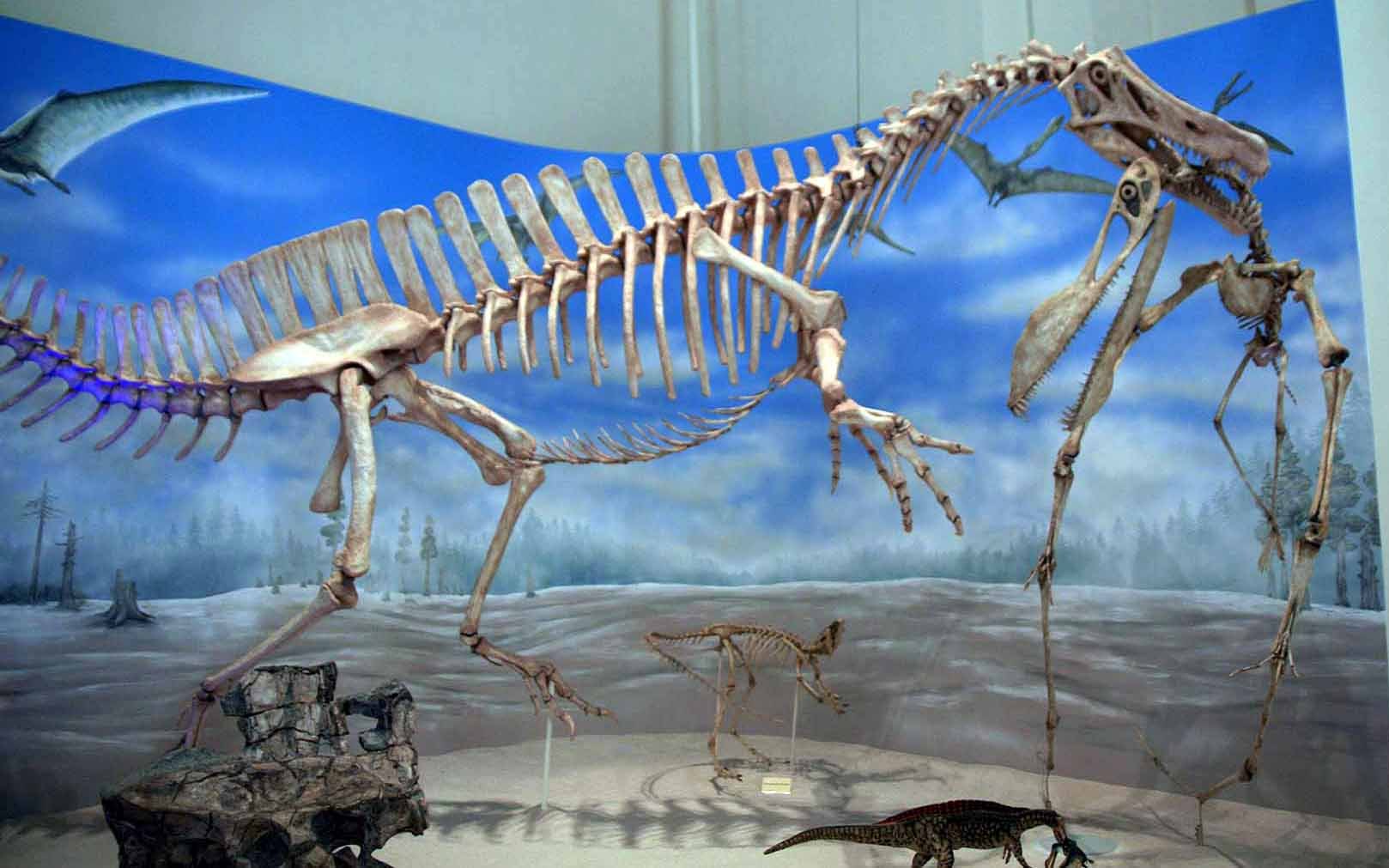
Esqueleto de espinossauro (Irritator).
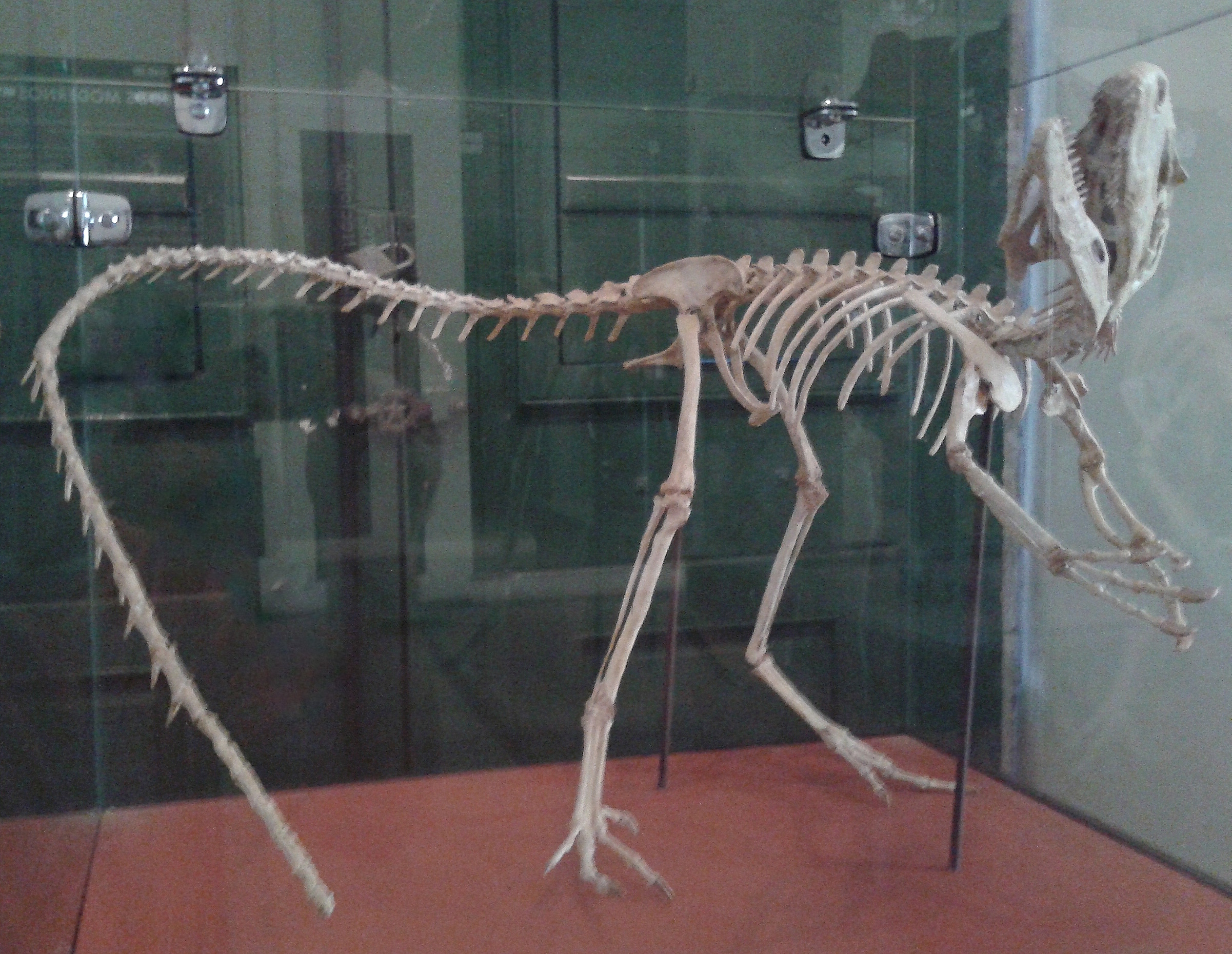
Esqueleto de terópode (Santanaraptor placidus).
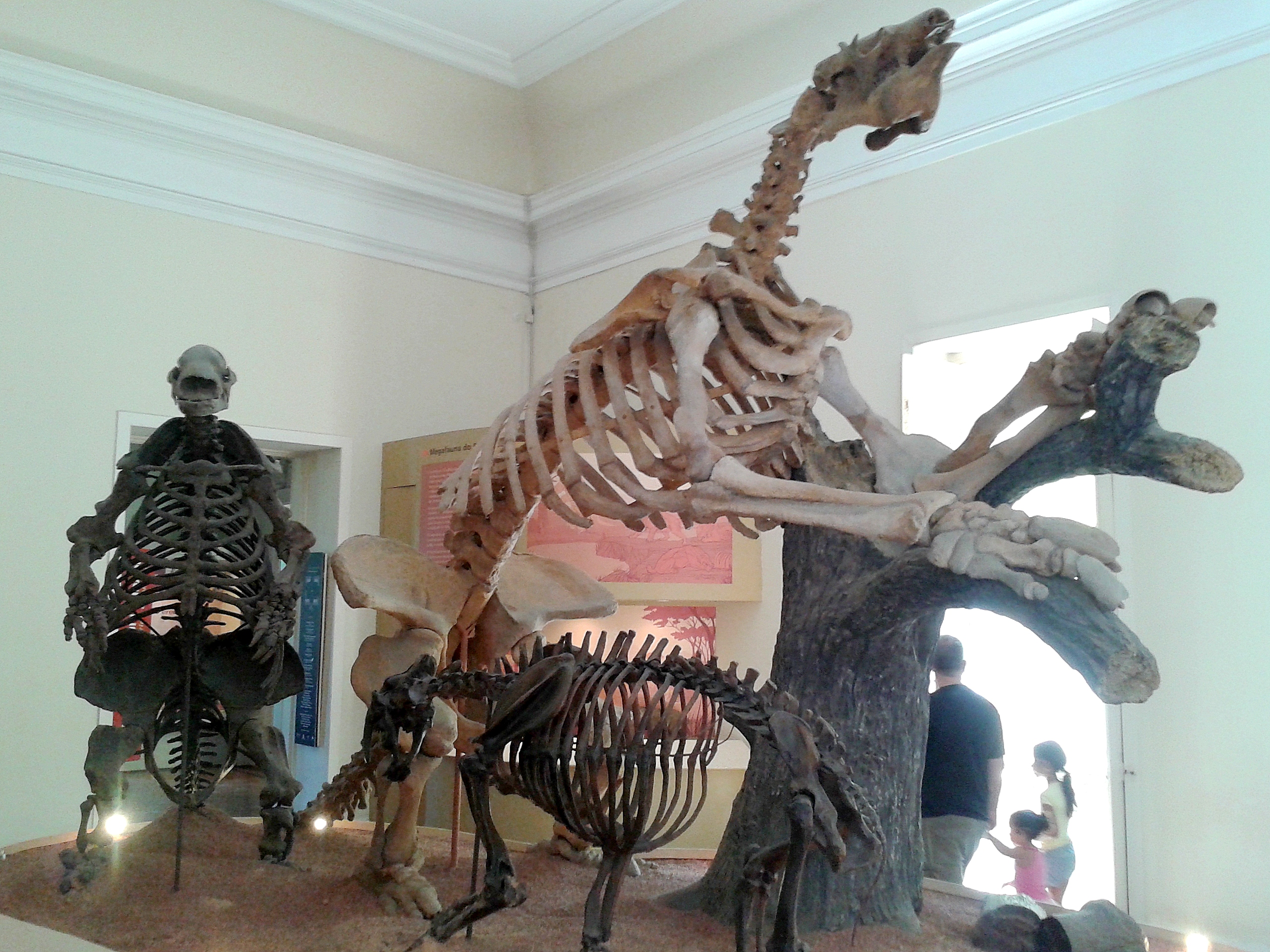
Esqueletos de preguiças-gigantes (Glossotherium e Eremotherium laurillardi  e um felídeo-dente-de-sabre (Smilodon populator).
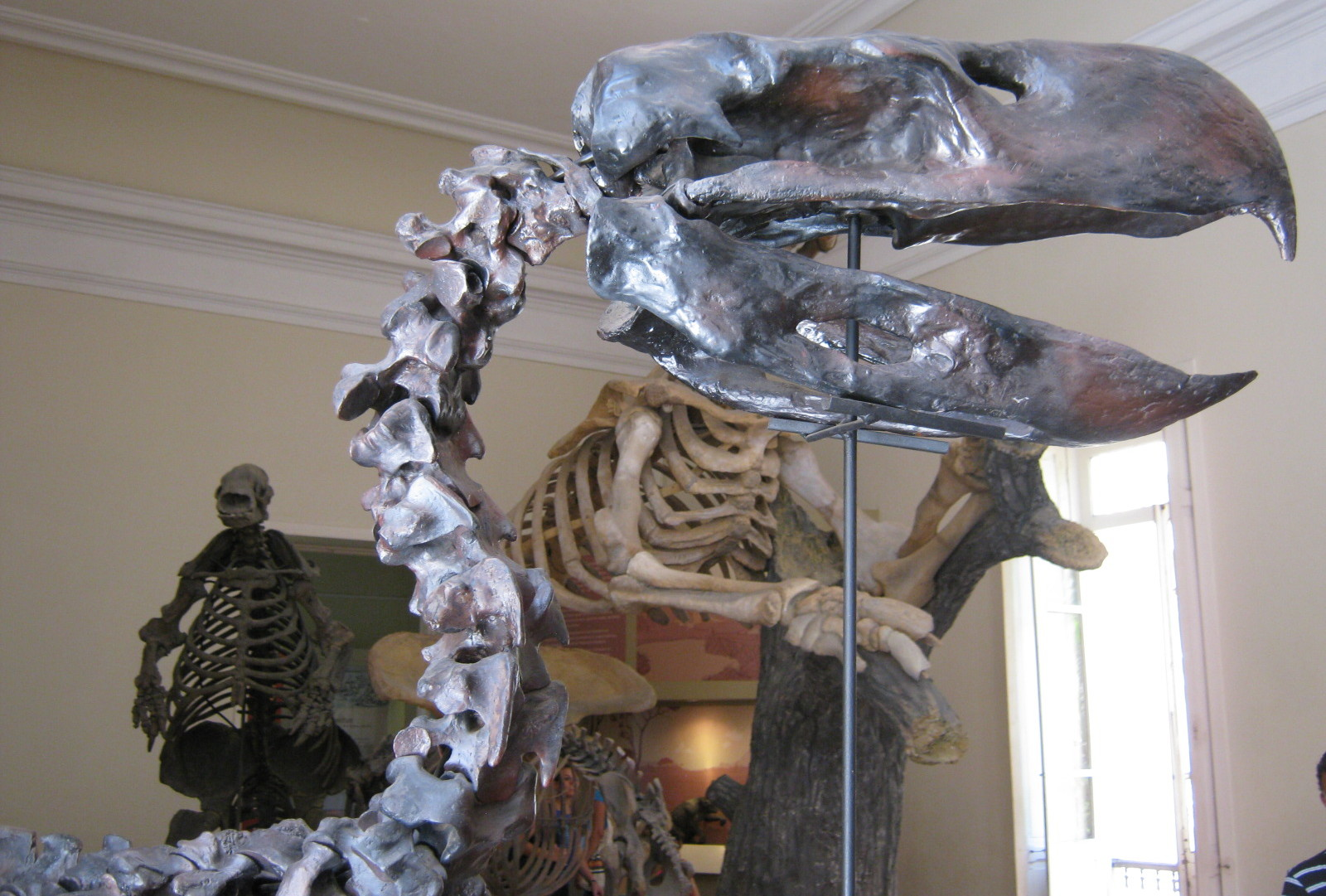
Esqueleto de ave predadora (Paraphysornis brasiliensis).
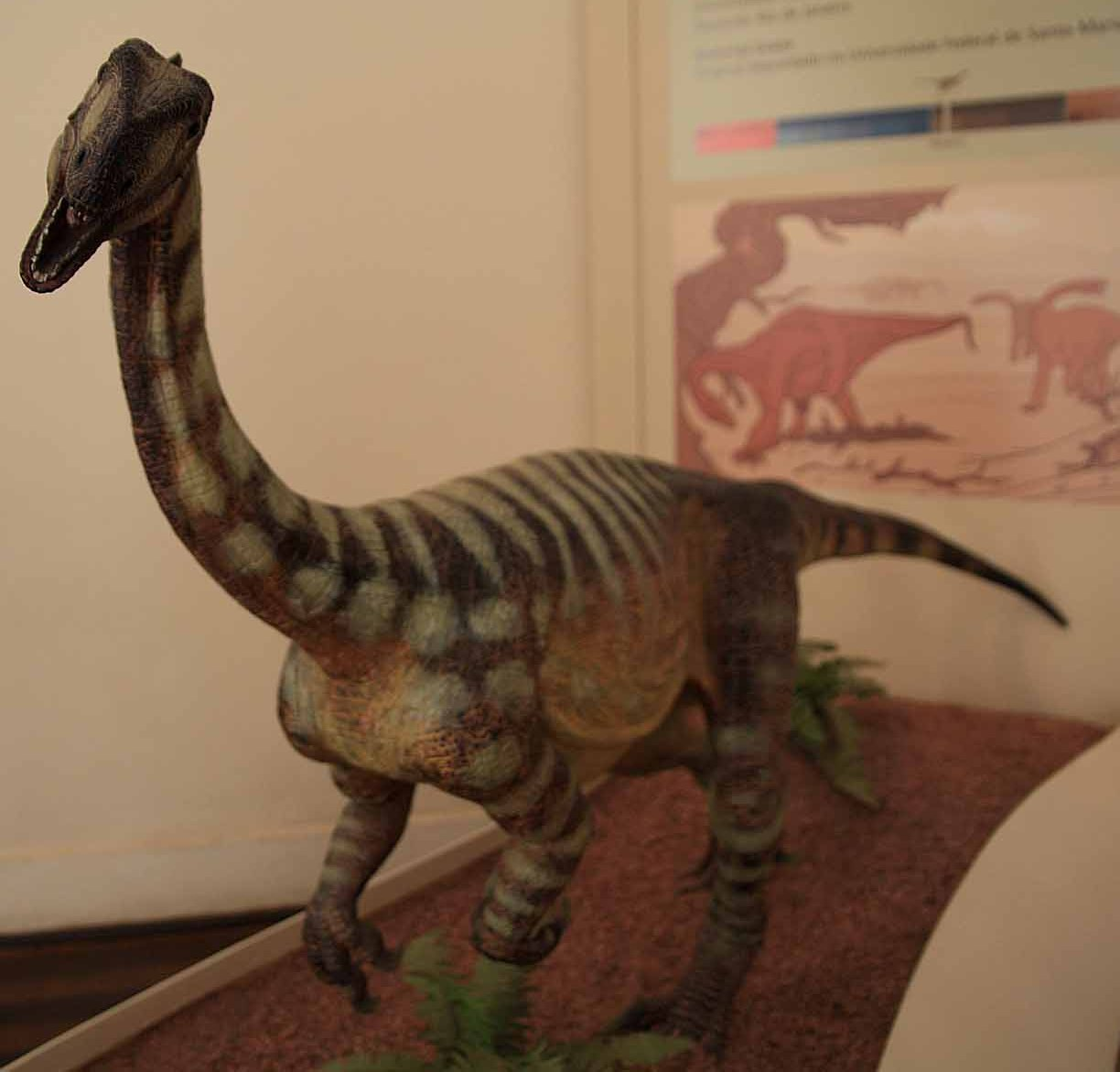
Reconstituição artística de um Unaissauro (Unaysaurus tolentinoi).

### Antropologia biológica

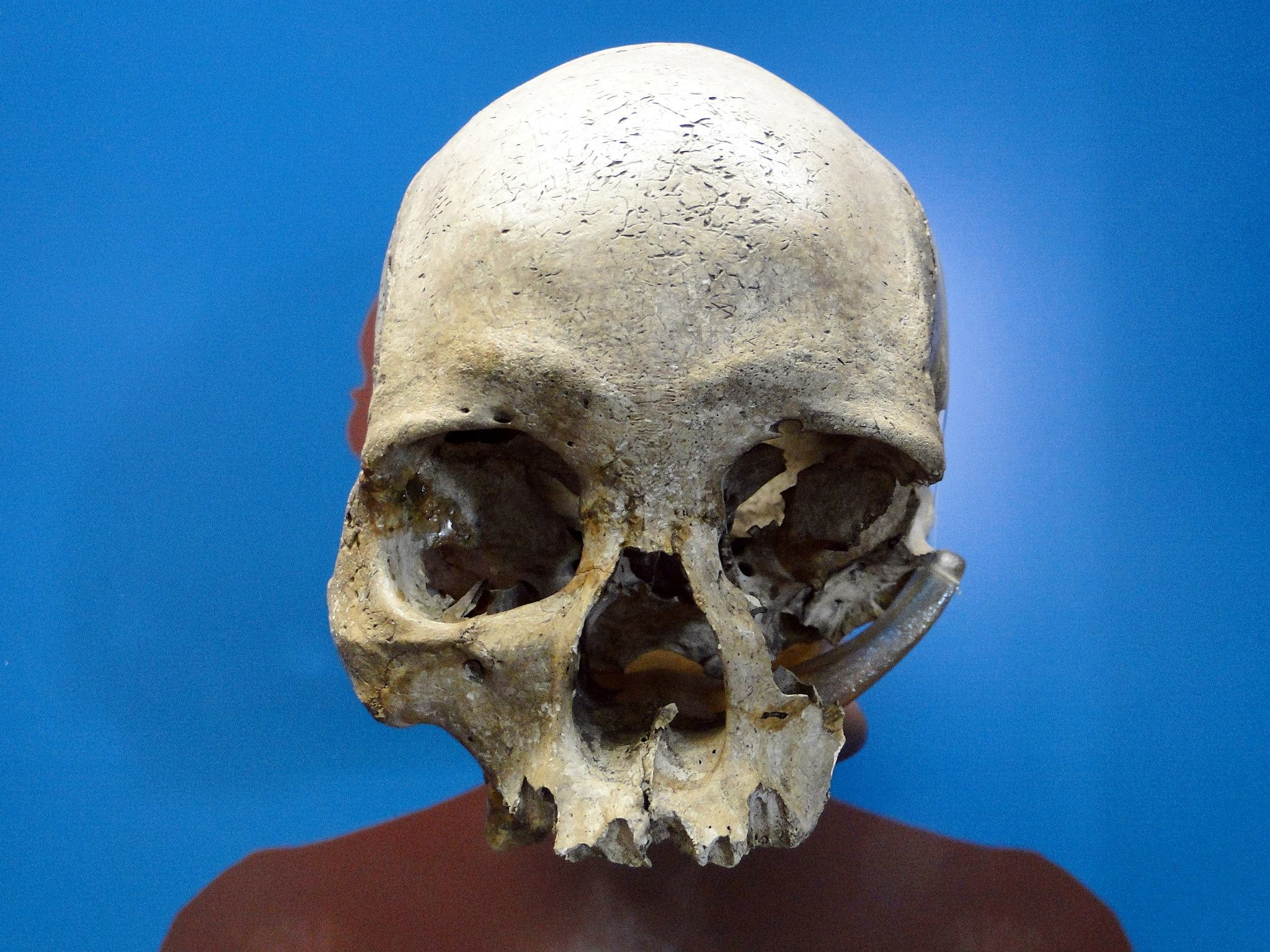
Crânio de Luzia (c. 11 500-13 000 anos antes do presente). Lapa Vermelha IV, Lagoa Santa, Minas Gerais

O acervo de antropologia biológica do Museu Nacional — constituído em meados do século XIX e ampliado continuamente desde então — consistia em exemplares relacionados à história do processo evolutivo do homem. Conservava importantes remanescentes esqueléticos humanos de populações pré-históricas e históricas do Brasil e de diferentes partes do mundo, sendo particularmente relevante para os estudos sobre o povoamento e a dispersão dos primeiros ocupantes dos territórios brasileiro e sul-americano. O acervo também contava com expressivas coleções de caráter histórico, compostas por instrumentos, documentos e materiais iconográficos versando sobre as características e a trajetória da antropologia biológica no Brasil.
Destacavam-se na coleção os remanescentes esqueléticos humanos de mais de oitenta indivíduos pré-históricos, aglutinados em uma matriz sedimentar, encontrados em uma gruta na região de Lagoa Santa, em Minas Gerais. O material foi recolhido junto ao sítio arqueológico da Lapa do Caetano em 1926, pelo pesquisador Padberg-Drenkpol, em uma expedição científica organizada pelo Museu Nacional. Pela análise da idade de alguns dos espécimes encontrados (superior a dez mil anos), estima-se que a população à qual esses indivíduos pertenceram represente uma das mais antigas a povoar o continente americano.
Também sob guarda do Museu Nacional estavam os remanescentes do esqueleto de Luzia, como se denomina o mais antigo fóssil humano já encontrado nas Américas, datado de cerca de 11 500 a 13 000 anos antes do presente. Os remanescentes de Luzia (o crânio e partes do osso ilíaco e do fêmur) foram encontrados na década de 1970, em uma gruta no sítio arqueológico de Lapa Vermelha, também na região de Lagoa Santa, por uma missão científica franco-brasileira, coordenada por Annette Laming-Emperaire e integrada por pesquisadores do Museu Nacional. A descoberta de Luzia foi responsável por reacender o debate teórico sobre as origens do homem americano, em função de características peculiares de sua morfologia craniana, interpretadas como evidências de uma imigração anterior à ocupação do continente americano pelas populações com características morfológicas próximas às das populações asiáticas atuais.
A coleção de materiais didáticos buscava apresentar a evolução humana por intermédio de cópias, reconstituições e painéis. Havia itens relacionados ao "Garoto de Turkana" (Homo ergaster) — um dos mais importantes achados arqueológicos do século XX, consistindo no esqueleto de um menino de aproximadamente doze anos de idade, em excelente estado de conservação — e réplicas dos crânios de diversos hominídeos: Australopithecus afarensis, Homo habilis, Homo erectus, Homo sapiens arcaicos e o homem-de-neandertal. Destacavam-se, por fim, a reconstituição do rosto de Luzia, feita em cooperação com a equipe do dr. Richard Neave, da Universidade de Manchester, no ano 2000.

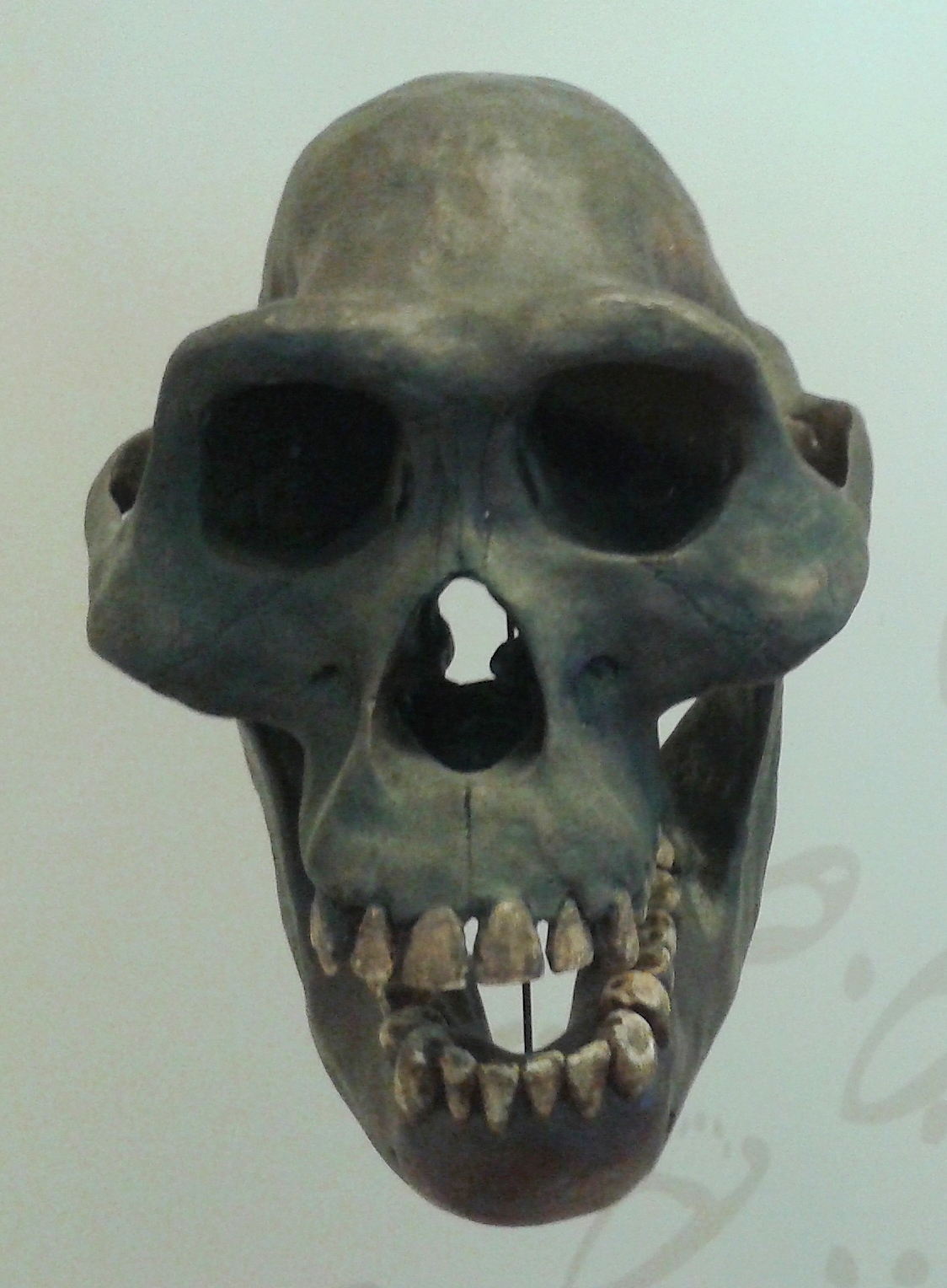
Crânio e mandíbula de Australopithecus afarensis (réplicas).
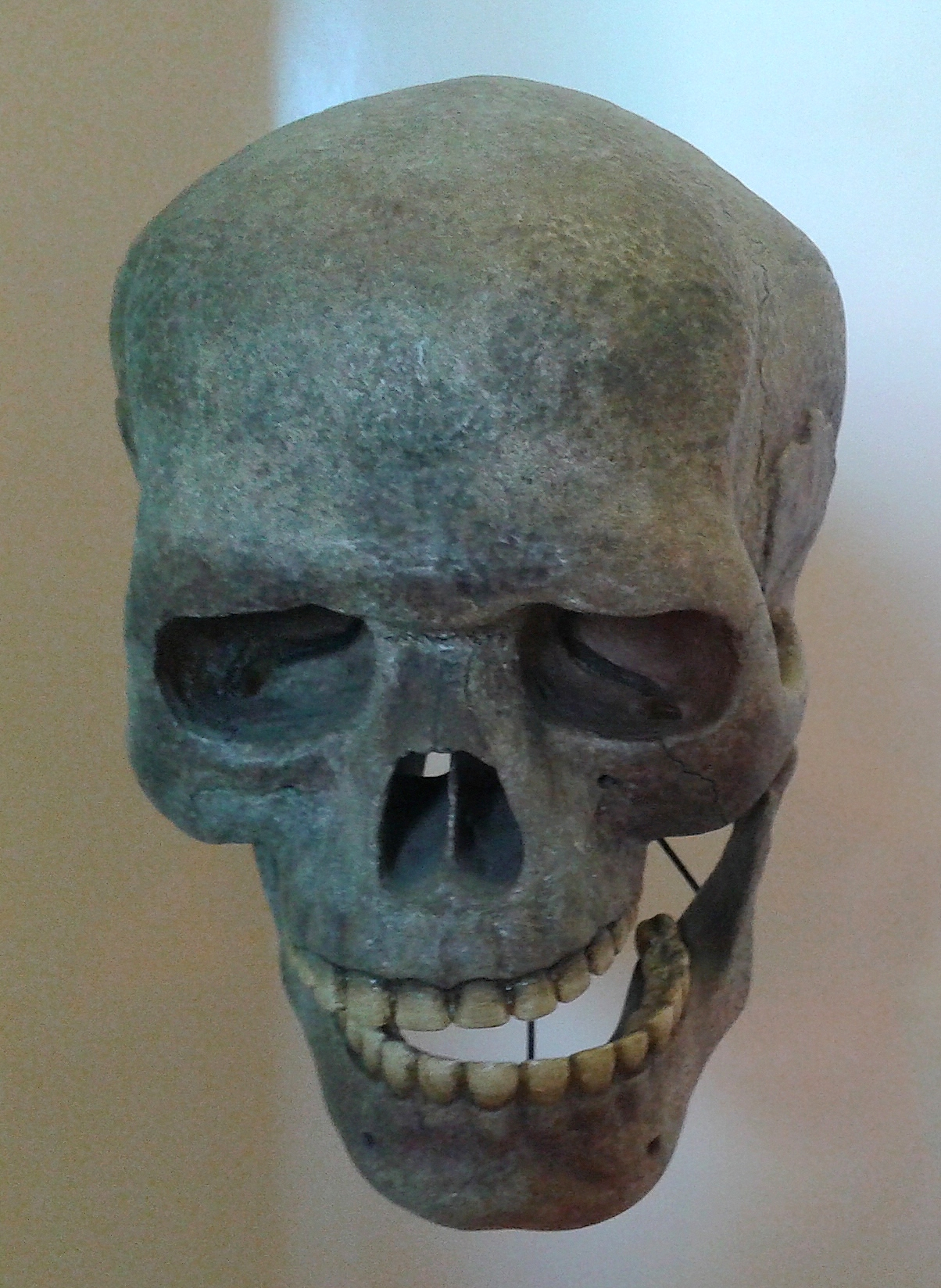
Crânio e mandíbula de Homo sapiens - Cro-Magnon (réplicas).
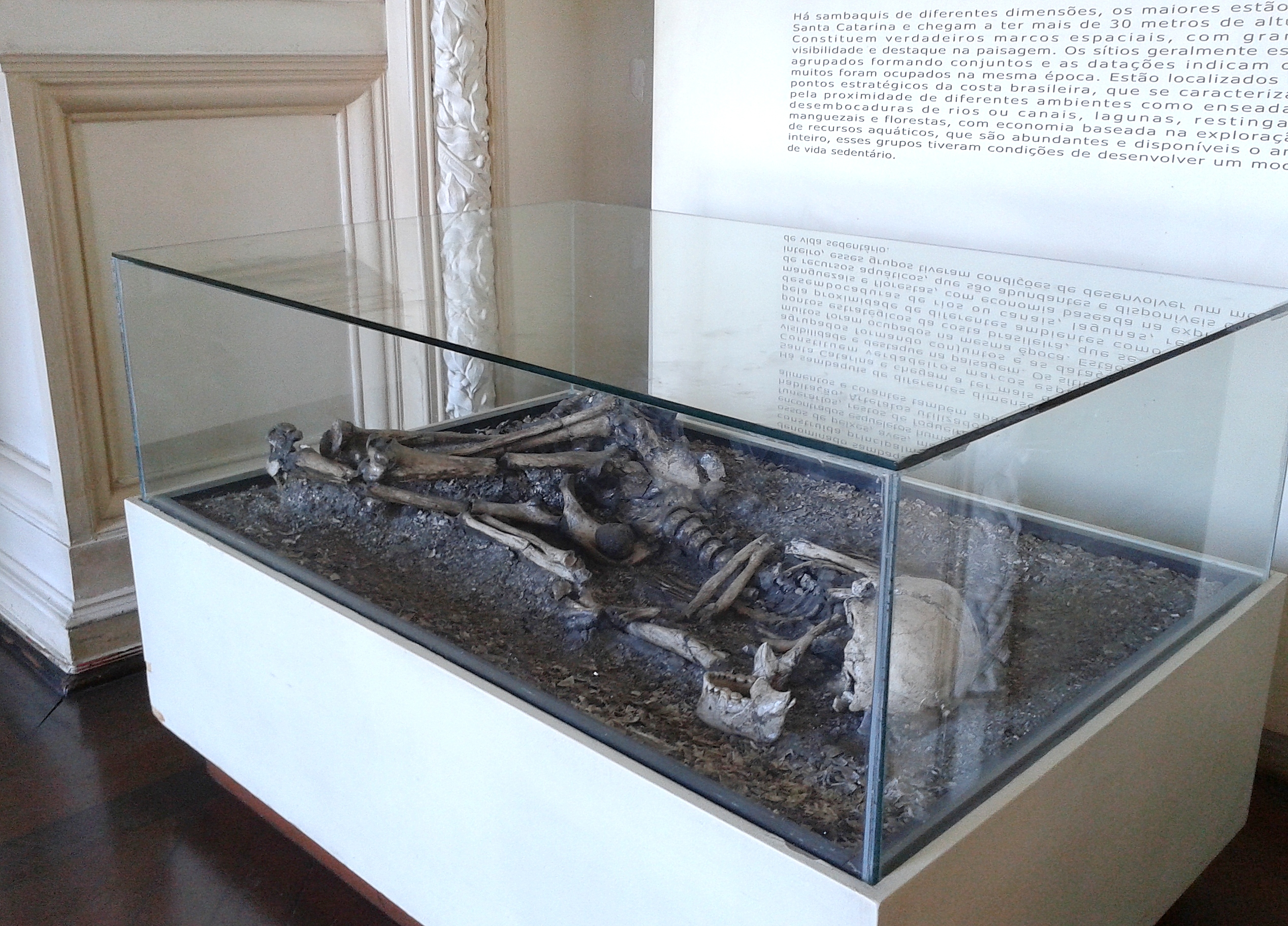
Recorte de sambaqui com ossada humana.
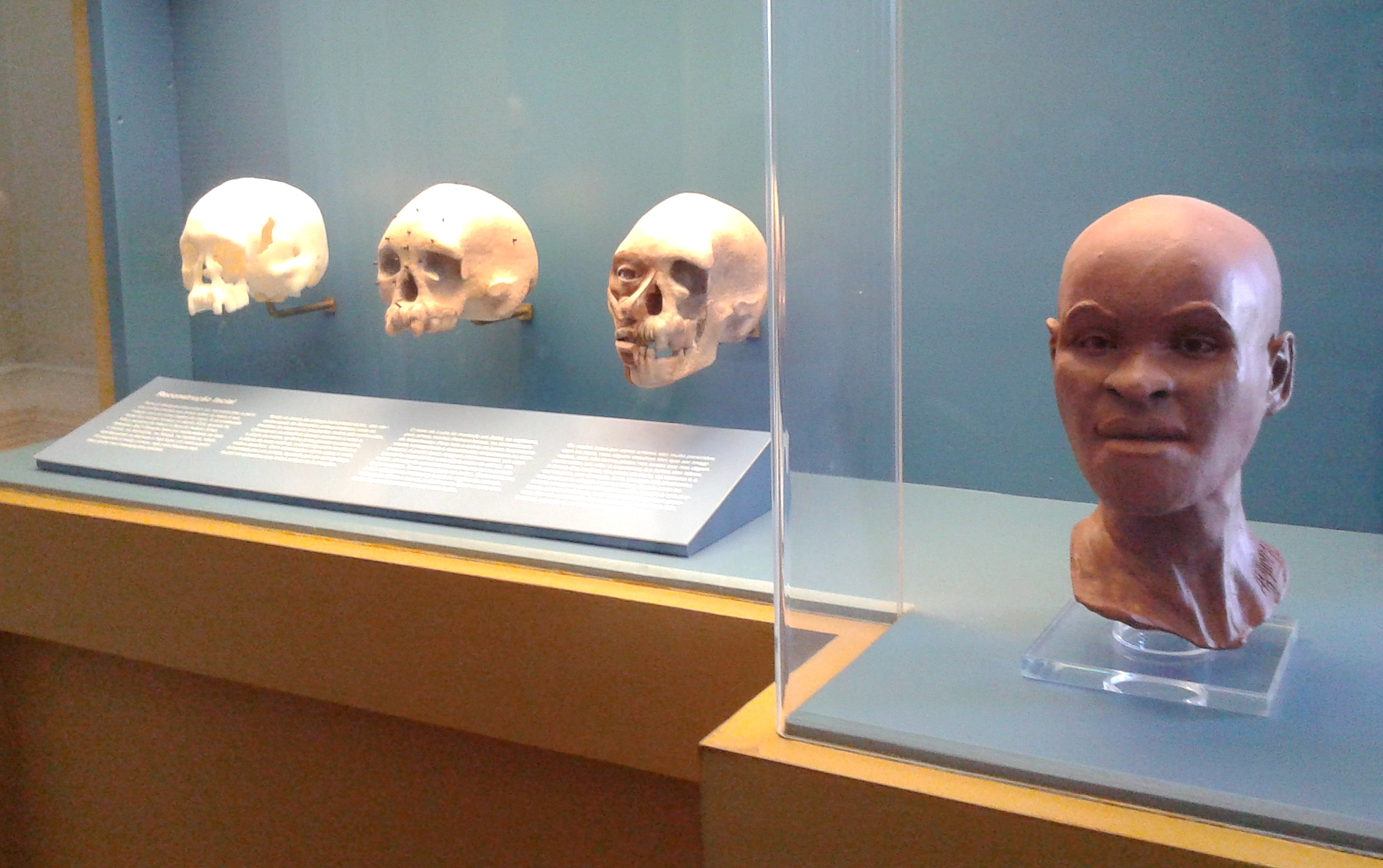
Reconstituição do rosto de Luzia.

### Arqueologia
O acervo de arqueologia do Museu Nacional, composto por mais de 100 000 objetos, notabilizava-se pela diversidade cultural abarcada, reunindo peças de grande importância provenientes de diversas civilizações que habitaram as Américas, a Europa e a África, desde o Paleolítico até o século XIX. O acervo era subdivido em quatro coleções principais: arqueologia egípcia, arqueologia mediterrânea, arqueologia pré-colombiana e arqueologia brasileira — essa última, reunida de forma sistemática desde 1867, consiste não apenas no segmento mais bem representado do acervo, mas também na mais importante coleção existente em sua tipologia, cobrindo de forma enciclopédica o Brasil pré-cabralino e abrangendo alguns dos mais destacados registros materiais produzidos durante esse período.

#### Antigo Egito
Somando mais de 700 itens, a coleção de arqueologia egípcia do Museu Nacional era a maior da América Latina e a mais antiga das Américas. A maior parte das peças ingressou no acervo do museu em 1826, quando o comerciante Nicolau Fiengo trouxe de Marselha uma coleção de antiguidades egípcias que pertenceu ao famoso explorador italiano Giovanni Battista Belzoni, responsável por escavar a Necrópole de Tebas (atual Luxor) e o Templo de Carnaque. Essa coleção tinha originalmente como destino a Argentina, tratando-se possivelmente de uma encomenda do então presidente daquele país, Bernardino Rivadavia, criador da Universidade de Buenos Aires e grande entusiasta de museus. Um bloqueio no Rio da Prata, entretanto, teria impedido que Fiengo completasse a viagem, forçando-o a retornar de Montevidéu para o Rio de Janeiro, onde as peças foram postas a leilão. Dom Pedro I arrematou a coleção completa por cinco contos de réis, doando-a em seguida ao Museu Nacional. Especula-se se o gesto de Dom Pedro teria sido influenciado por José Bonifácio, destacado membro da maçonaria, talvez motivado pelo interesse que tal confraria possui pela iconografia egípcia.
A coleção iniciada por Pedro I seria ampliada por seu filho, Dom Pedro II, egiptólogo amador e colecionador de peças de interesse arqueológico e etnográfico. Entre as adições mais importantes à coleção egípcia do museu originadas por Pedro II, encontrava-se o sarcófago em madeira policromada da cantora de Ámon, Sha-Amun-en-su, da Época Baixa, ofertado como presente ao imperador durante sua segunda viagem ao Egito, em 1876, pelo quediva Ismail Paxá. O sarcófago nunca foi aberto, conservando ainda a múmia da cantora em seu interior, característica que lhe conferia notória raridade. Posteriormente, a coleção seria enriquecida por meio de compras e doações, tornando-se, já no começo do século XX, um acervo de tal relevância arqueológica que passou a chamar a atenção de pesquisadores internacionais, como Alberto Childe, que ocupou o cargo de conservador de arqueologia do Museu Nacional entre 1912 e 1938, publicando ainda o Guia das Coleções de Arqueologia Clássica do Museu Nacional, em 1919.

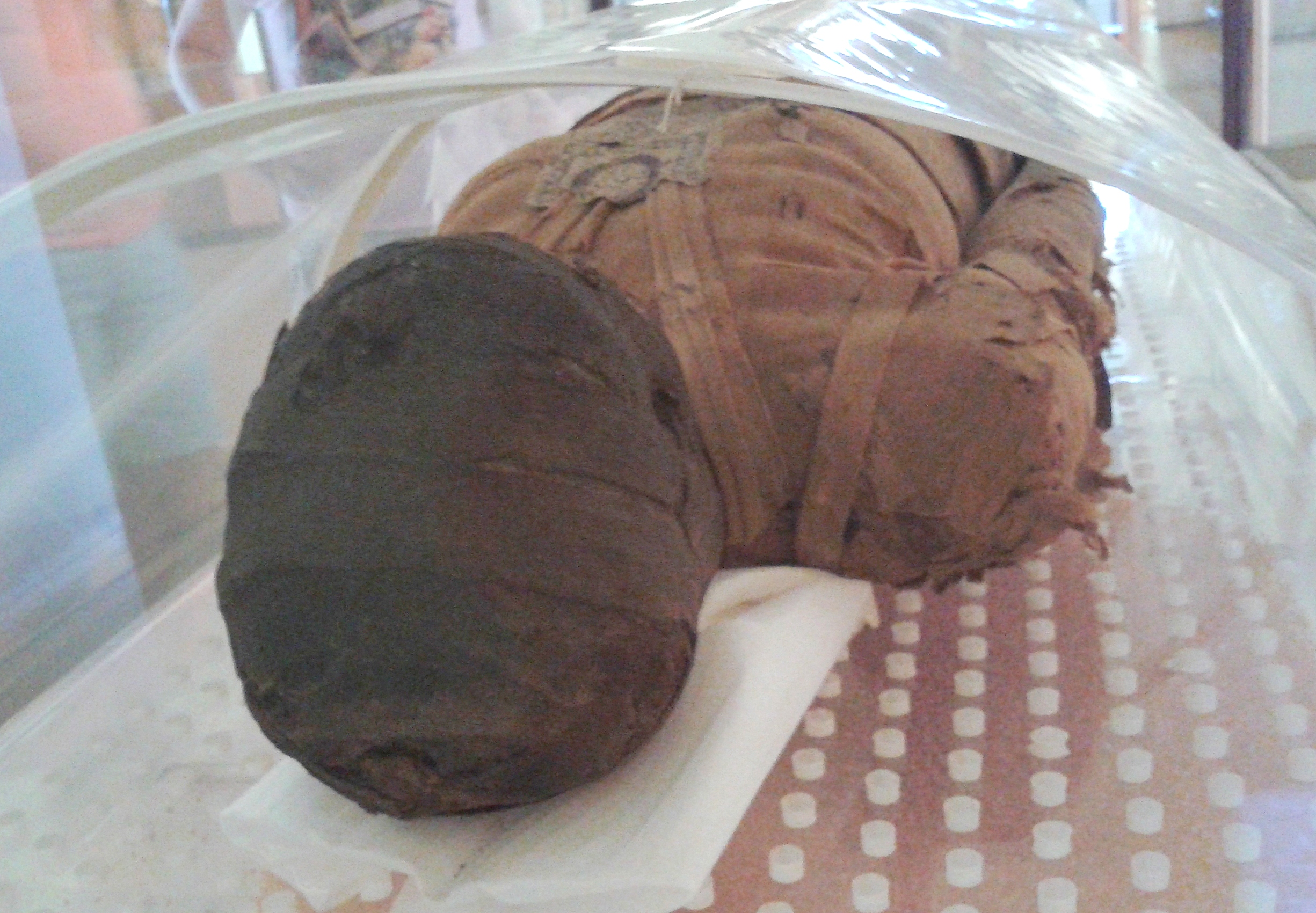
Múmia Kherima. Egito, Período Romano, séculos I-III d.C.

Destacavam-se na coleção, além da mencionada esquife de Sha-Amun-en-su, outros três sarcófagos do Terceiro Período Intermediário e da Época Baixa, pertencentes aos sacerdotes de Ámon, Hori, Pestjef e Harsiese. O museu conservava ainda seis múmias humanas, quatro de adultos e duas de crianças, além de uma pequena coleção de múmias de animais (gatos, íbis, peixes e filhotes de crocodilo). Dentre os exemplares humanos, destacava-se uma múmia feminina do Período Romano considerada raríssima pela técnica de preparação, da qual são conhecidos apenas oito similares no mundo. Chamada "princesa do Sol" ou "princesa Kherima", a múmia possuía os membros e dedos dos pés e das mãos enfaixados individualmente e é ricamente adornada, com faixas pintadas. Era um dos itens mais populares do museu, estando relacionada até mesmo a relatos de experiências parapsicológicas e transes coletivos, supostamente ocorridos na década de 1960. Kherima também inspirou o romance O Segredo da Múmia de Everton Ralph, membro da Sociedade Rosa Cruz.
A coleção de estelas votivas e funerárias somavam dezenas de exemplares que datam, em sua maioria, do Período Intermediário e da Época Baixa. Destacavam-se as estelas de Raia e Haunefer, que apresentam títulos de origem semítica presentes na Bíblia e nos tabletes cuneiformes de Mari, além de uma estela inacabada, atribuída ao imperador Tibério, do Período Romano. Também era vasta a coleção de shabtis, estatuetas representando servidores funerários, sendo particularmente relevantes aquelas pertencentes ao faraó Seti I, escavados em sua tumba no Vale dos Reis. Ainda no contexto das peças raras, merece menção uma estatueta de uma jovem em calcário pintado, datada do Império Novo, portando um cone de unguentos sobre a cabeça — uma iconografia que é quase exclusivamente encontrada em pinturas e relevos. Complementando a coleção, havia fragmentos de relevos, máscaras, estatuetas de divindades em bronze, pedra e madeira (incluindo representações de Ptah-Sokar-Osiris), vasos canópicos, tigelas de alabastro, cones funerários, jóias, amuletos e peças funcionais de naturezas diversas.

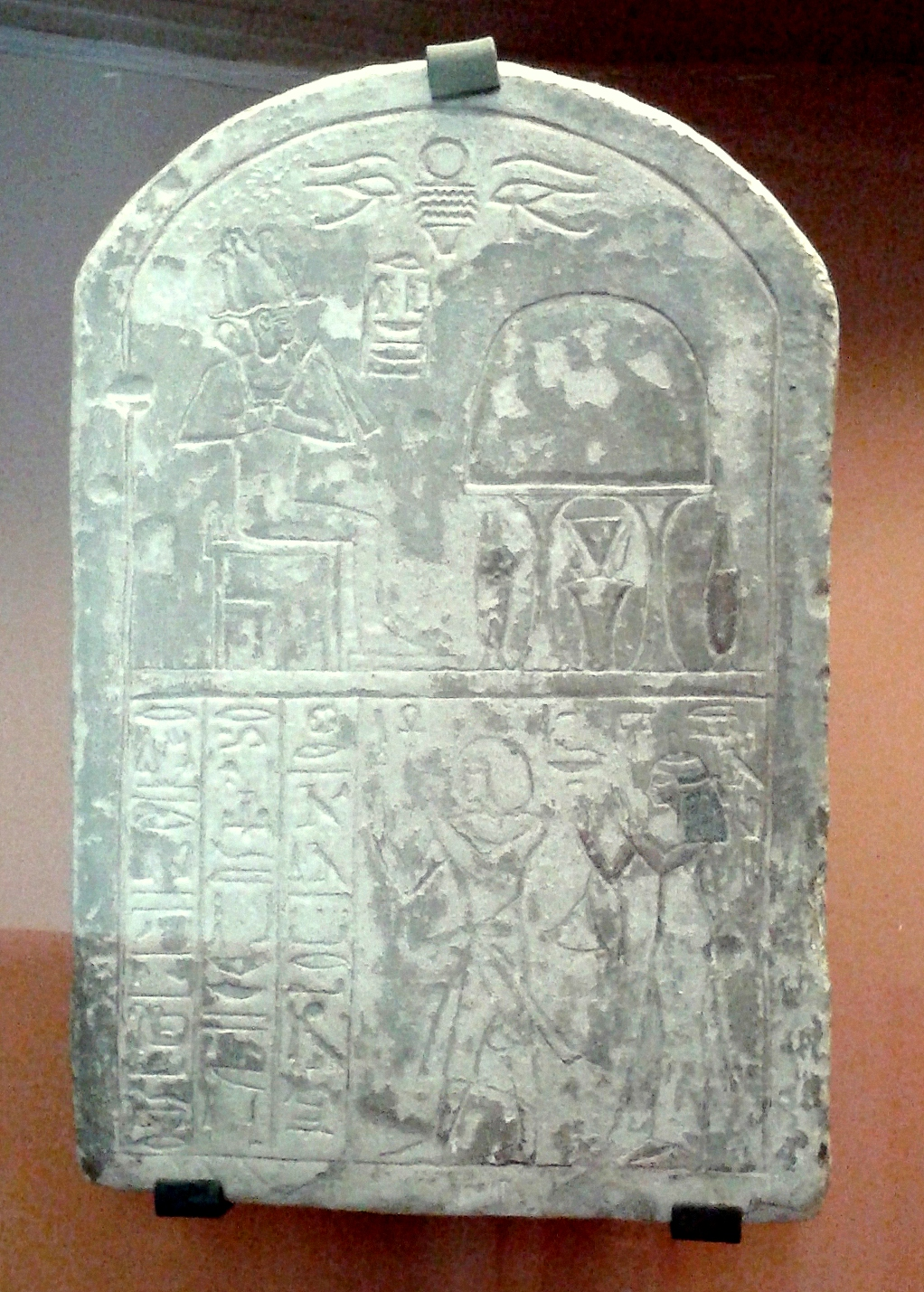
Estela de Raia, Império Novo, c. 1300-1 200 a.C.
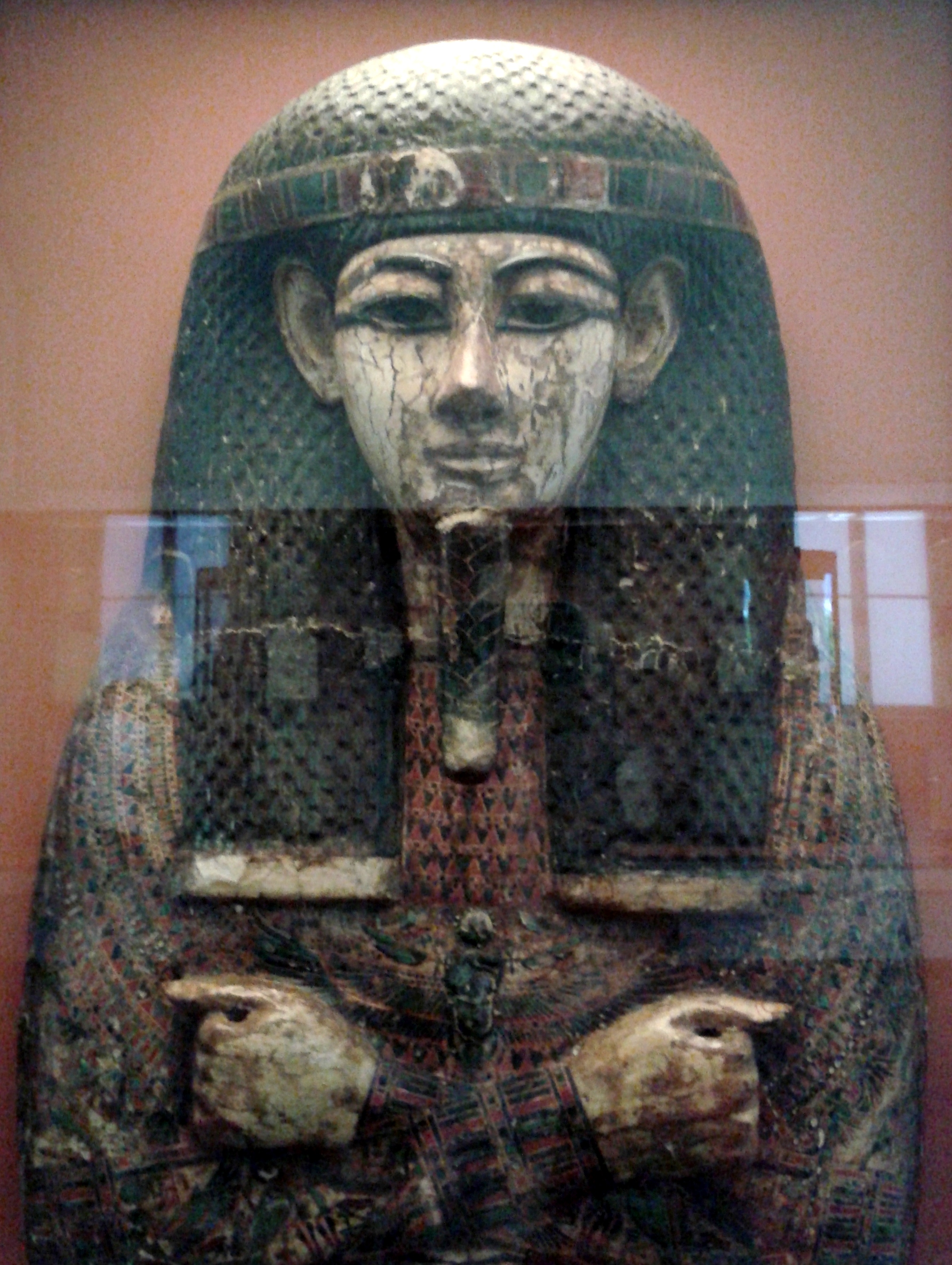
Sarcófago de Hori, Terceiro Período Intermediário, c. 1049-1 026 a.C.
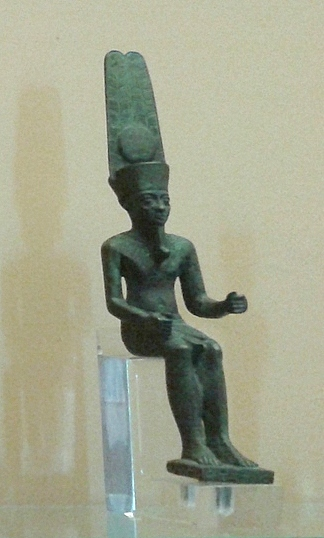
Estatueta de Ámon em bronze.
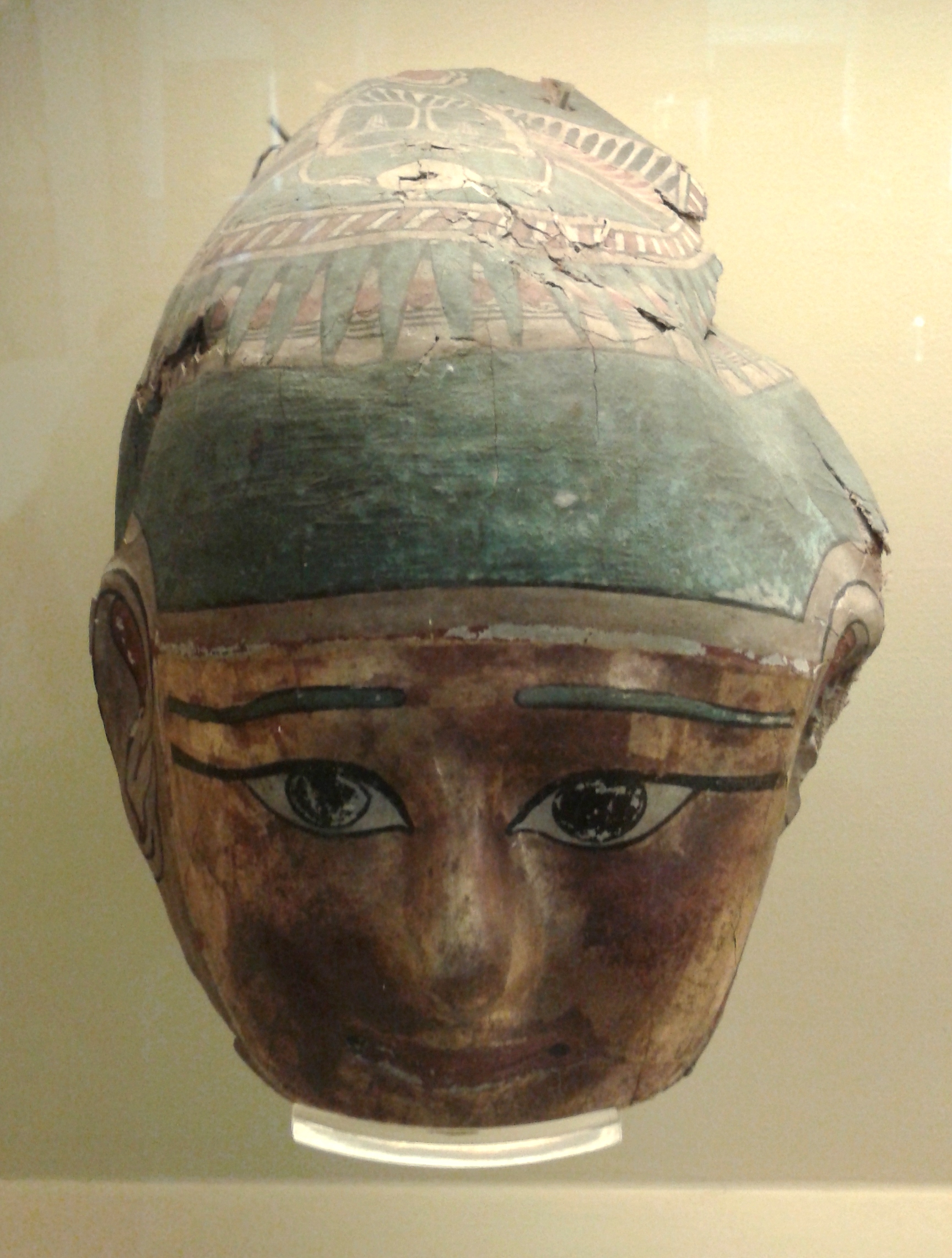
Máscara dourada, Período Ptolemaico, c. 304 a.C.

Em 2024, uma equipa de cientistas da Unidade de I&D Química-Física Molecular da Faculdade de Ciências e Tecnologia da Universidade de Coimbra está a estudar o espólio egípcio do Museu Nacional do Brasil destruído no incêndio de 2018. Nesta investigação, em colaboração com a Universidade Federal do Rio de Janeiro, está prevista a análise dos ossos queimados de quatro múmias com aproximadamente quatro a cinco mil anos, nomeadamente dois sacerdotes do período intermédio, uma cantora de Ámon da 22ª dinastia e uma mulher do período romano.

#### Culturas do Mediterrâneo

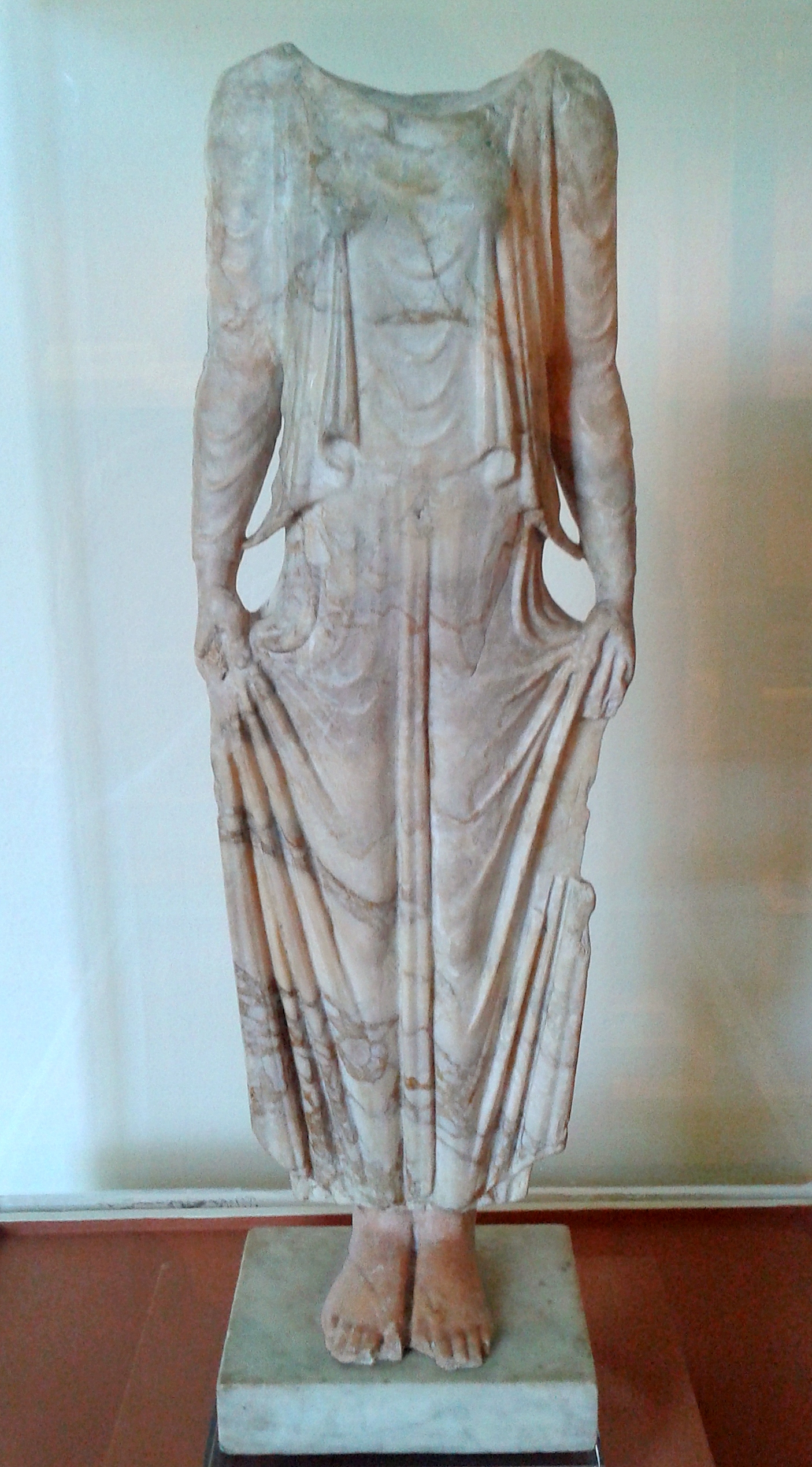
Estatueta Koré. Civilização grega ou romana, século V a.C. ou posterior

A coleção de arqueologia clássica do Museu Nacional era composta por aproximadamente 750 peças, abrangendo majoritariamente as civilizações grega, romana, etrusca e italiota, sendo a maior em seu gênero na América Latina. Grande parte desse acervo correspondia à coleção greco-romana da imperatriz Teresa Cristina, interessada pela arqueologia desde a juventude. Quando desembarcou no Brasil em 1843, logo após seu casamento por procuração com Dom Pedro II, a imperatriz trouxe consigo uma coleção de obras recuperadas de escavações nas antigas cidades de Herculano e Pompeia, destruídas em 79 por uma erupção do vulcão Vesúvio. Algumas dessas peças eram provenientes da coleção da rainha Carolina Murat, irmã de Napoleão Bonaparte e esposa do rei de Nápoles, Joaquim Murat.
Por sua vez, o irmão da imperatriz, rei Fernando II das Duas Sicílias, mandou retomar as escavações que haviam sido iniciadas no século XVIII em Herculano e Pompeia. As peças recuperadas eram encaminhadas para o Museu Bourbônico, em Nápoles. Visando aumentar a presença de artefatos clássicos no Brasil e cogitando a criação de um futuro museu de arqueologia greco-romana neste país, a imperatriz estabeleceu intercâmbios formais com o Reino de Nápoles. Solicitou a Fernando II o envio de peças greco-romanas ao Rio de Janeiro, ao passo que remetia para a Itália artefatos de origem indígena. A própria imperatriz também financiou escavações em Veios, um sítio arqueológico etrusco localizado quinze quilômetros ao norte de Roma, trazendo grande parte dos objetos encontrados para o Brasil. A maior parte dessa coleção foi formada entre 1853 e 1859, mas continuou a ser enriquecida pela imperatriz até a queda do império em 1889, quando Teresa Cristina deixou o país.

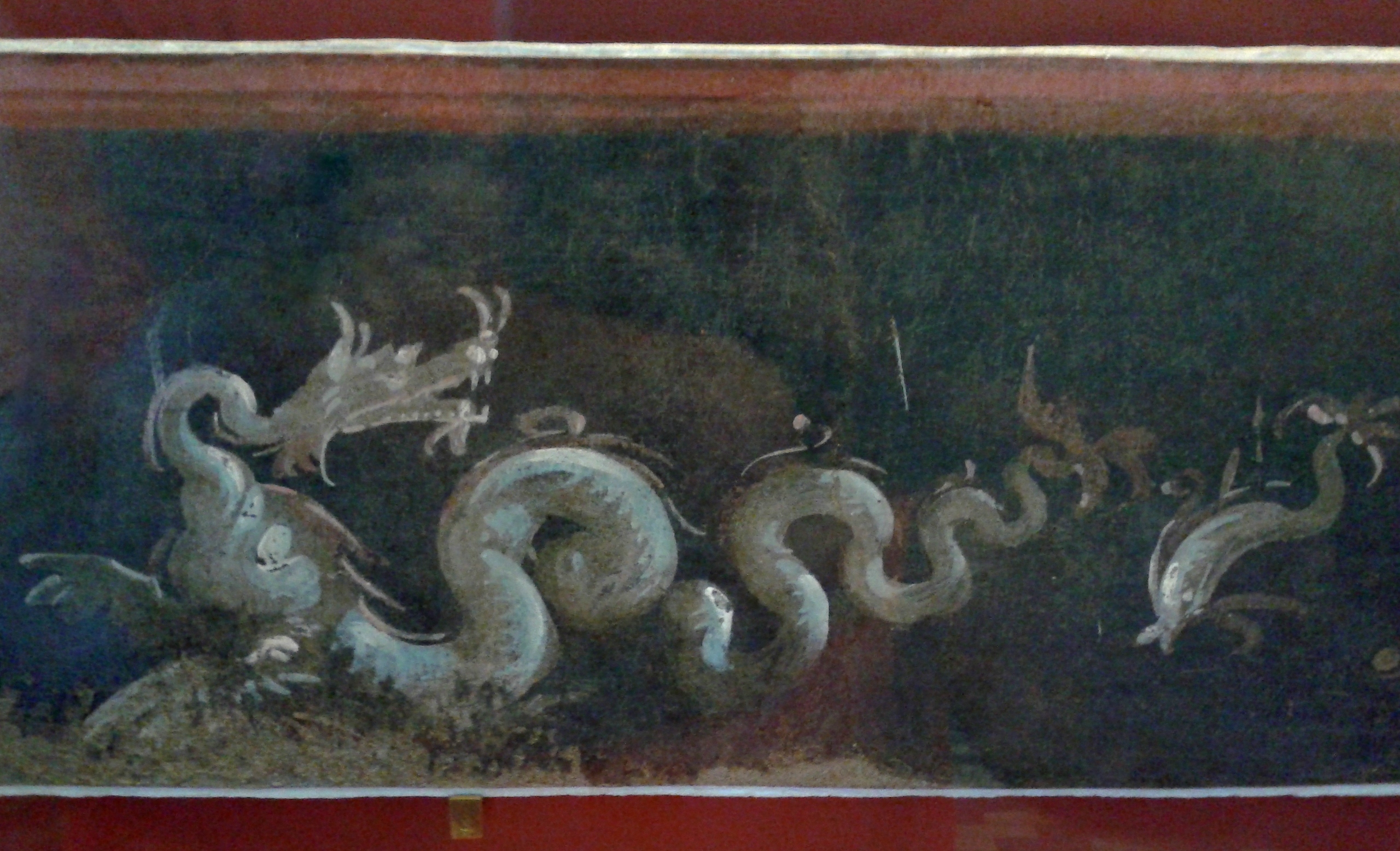
Detalhe de afresco do Templo de Ísis em Pompeia, representando um dragão marinho e um golfinho

Entre os destaques do acervo encontrava-se um conjunto de quatro afrescos provenientes de Pompeia, executados por volta do século I. Duas dessas peças eram decoradas com motivos marinhos, representando respectivamente um dragão e um cavalo marinho como motivos centrais, e adornavam as paredes inferiores da sala dos devotos do Templo de Ísis. Os outros dois afrescos possuíam representações de plantas, pássaros e paisagens, aproximando-se estilisticamente das pinturas de Herculano e Estábia. Também de Pompeia provinha um amplo conjunto de peças retratando o cotidiano dos moradores: fíbulas, joias, espelhos e outras peças do toucador das romanas, vasilhames de vidro e bronze, amuletos fálicos e lamparinas modeladas em terracota.
A vasta coleção de cerâmicas abrangia dezenas de objetos e é marcada pela diversidade de origens, formas, decorações e finalidades utilitárias. Estão representados os principais estilos e escolas da antiguidade clássica, da cerâmica geométrica coríntia do século VII a.C. às ânforas romanas em terracota do início da Era Cristã. Há exemplares de crateras, enócoas, cântaros, cálices, cíatos, taças, hídrias, lécitos, ascos e lekanides. Destacam-se os conjuntos de búcaros etruscos (séculos VII-IV a.C.), os vasos gregos de figuras negras (séculos VII-V a.C.), os vasos de Egnácia (século IV a.C.) e, sobretudo, o amplo conjunto de cerâmicas italiotas de figuras vermelhas (século V-III a.C.), provenientes da Apúlia, da Campânia, da Lucânia e da Magna Grécia.
Na coleção de esculturas, destacava-se um conjunto de Tânagras, estatuetas em terracota de origem grega popularizadas a partir do século IV a.C., bem como uma série de miniaturas etruscas em bronze representando guerreiros e figuras femininas. A coleção de artefatos militares inclui fragmentos de elmos, pontas de maça, bainhas e lâminas de bronze, broches e faleras.

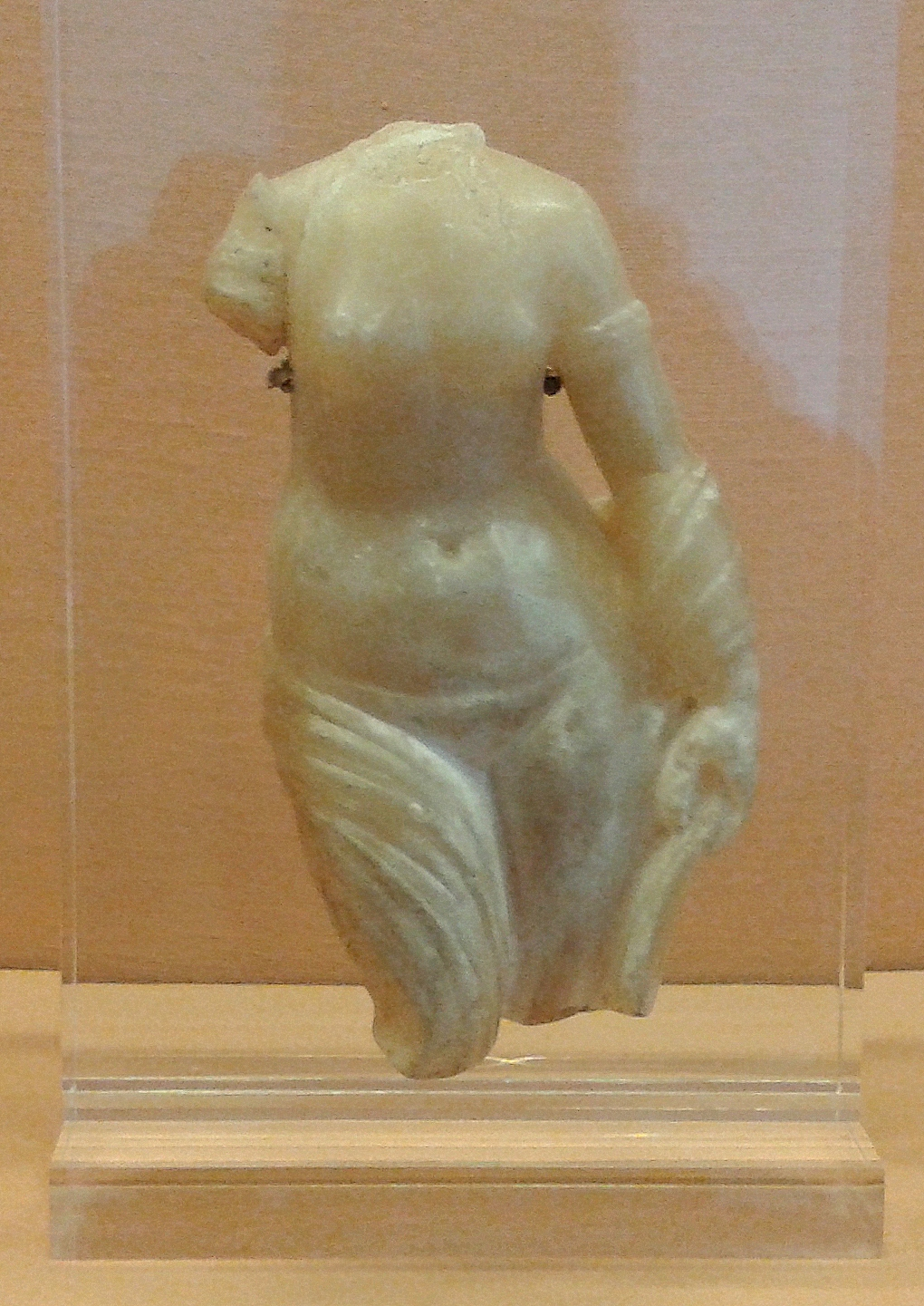
Vênus ou Leda. Escultura em alabastro,  Grécia ou Roma.
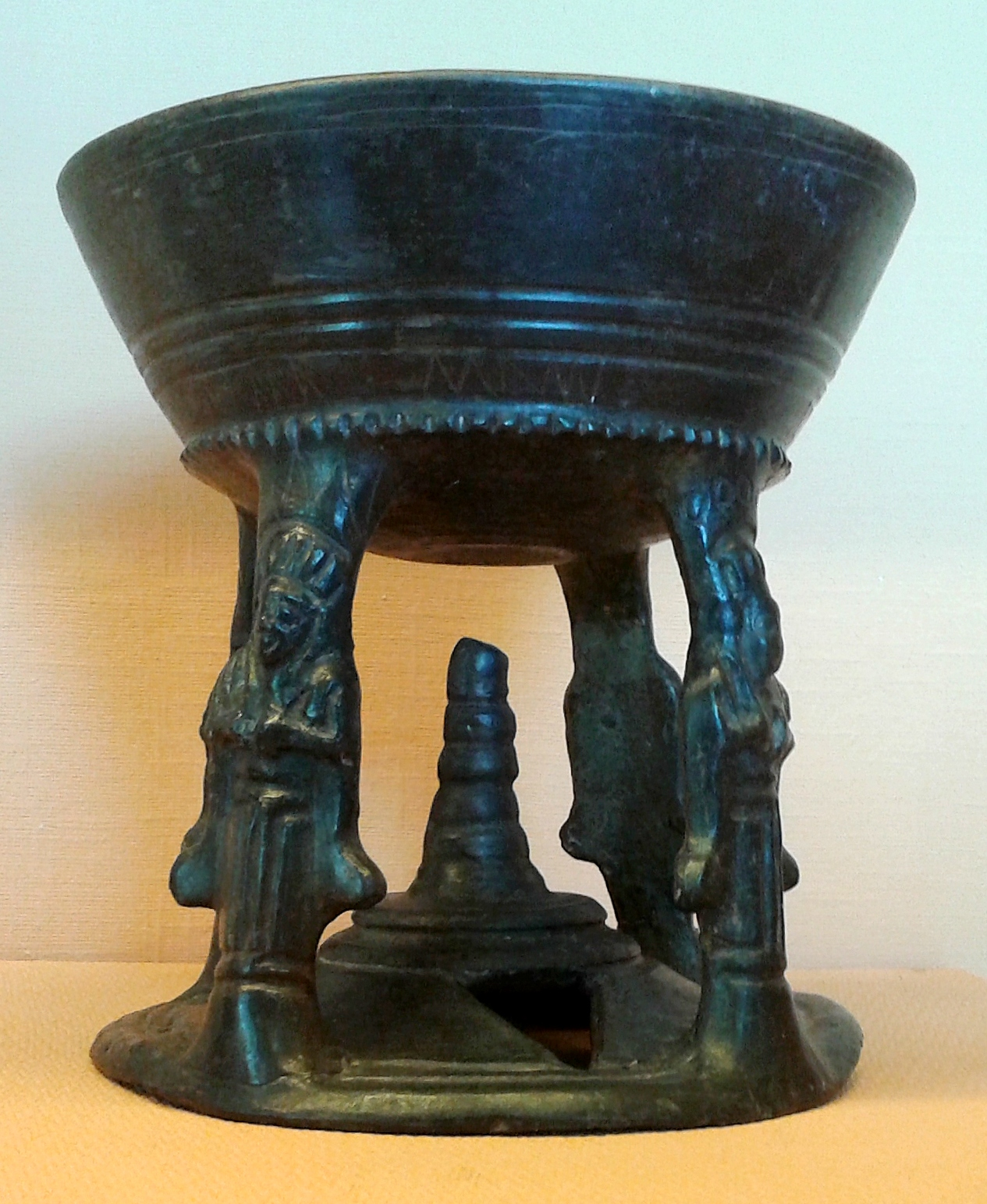
Cálice com cariátides etrusco, século VII a.C.
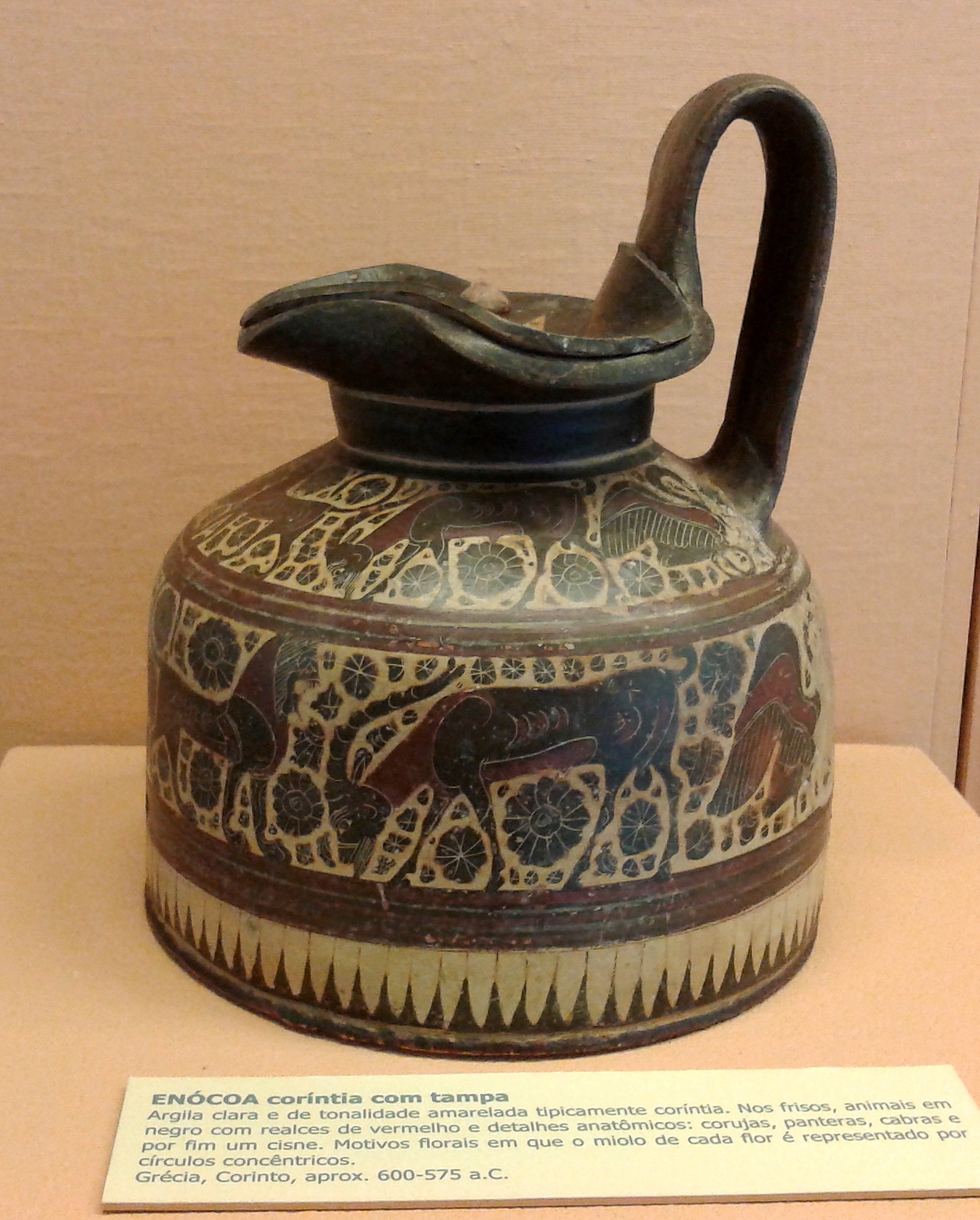
Enócoa coríntia com tampa, século VI a.C.
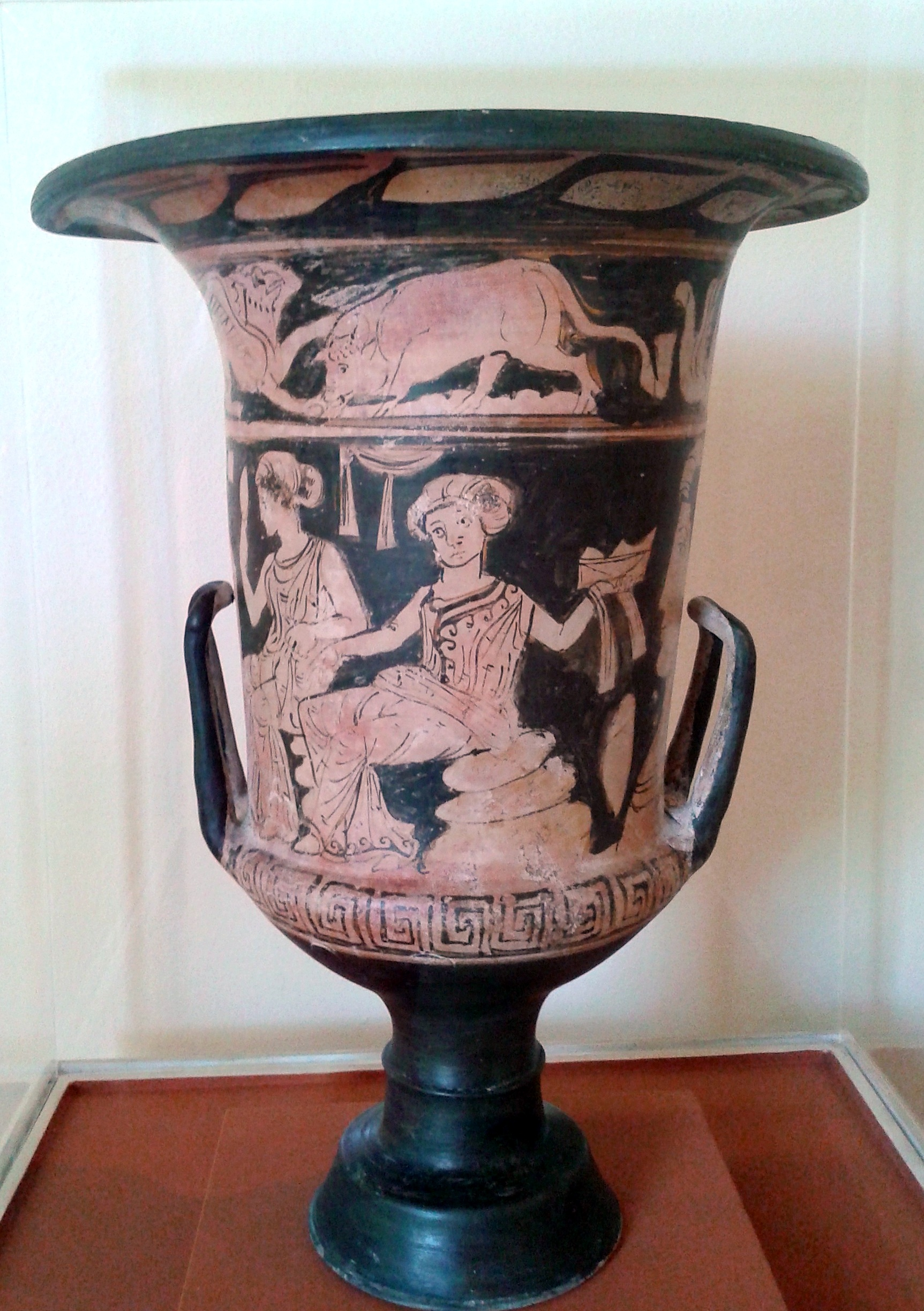
Cratera em cálice italiota de figuras vermelhas. Campânia, século IV a.C.

#### América pré-colombiana

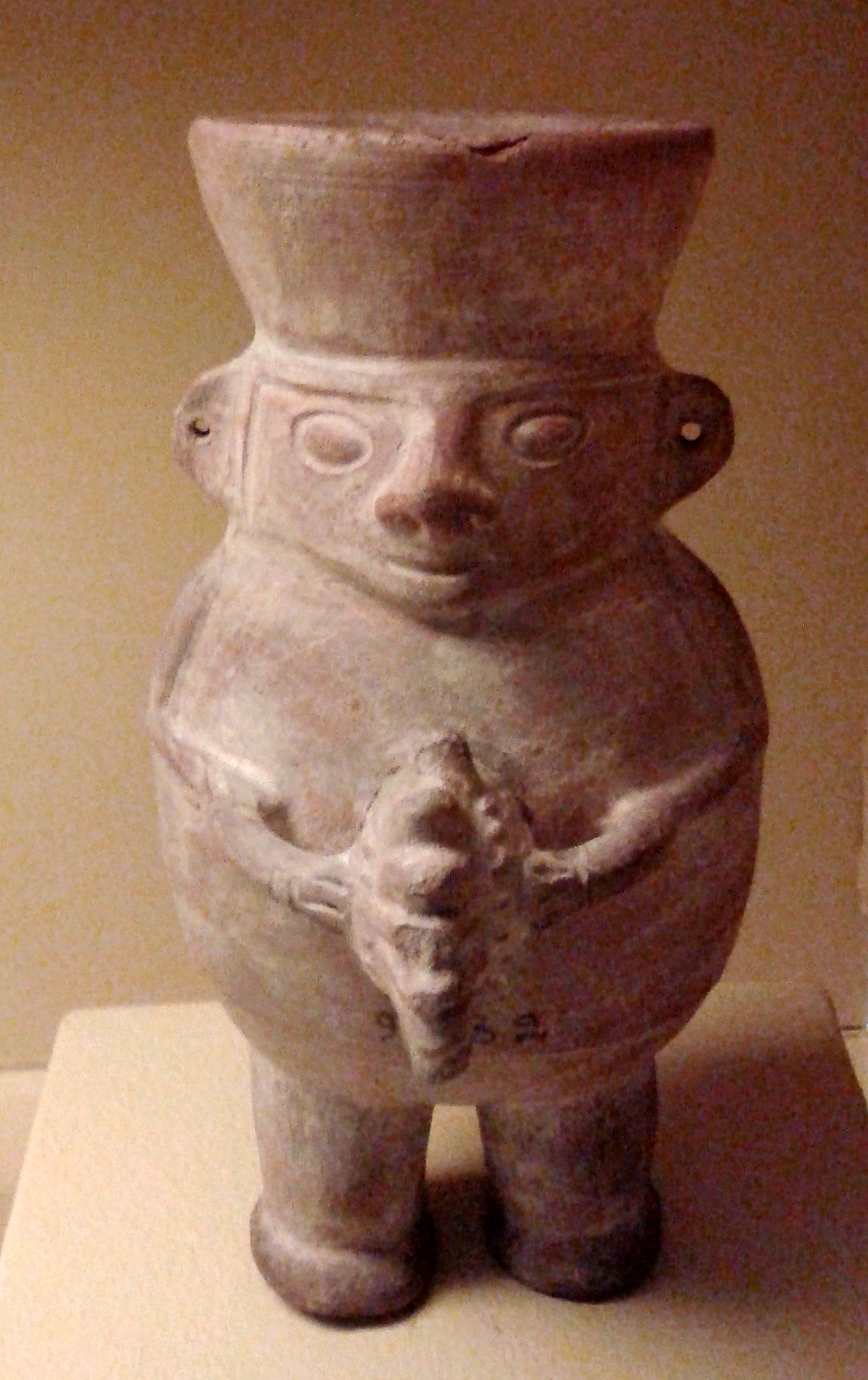
Cultura Huari. Figura antropomorfa em cerâmica, 500-1200 d.C.

O Museu Nacional conservava um importante conjunto de aproximadamente 1.800 artefatos produzidos pelas civilizações ameríndias durante a era pré-colombiana, além de múmias andinas. Formado ao longo do século XIX, esse acervo tinha suas origens nas coleções da família imperial brasileira, sobretudo na coleção Pedro II, tendo sido posteriormente ampliado através de compras, doações, permutas e atividades de campo. Ao término do século XIX, a coleção já gozava de considerável prestígio, a ponto de ser citada, por ocasião da inauguração da Exposição Antropológica de 1889, como um dos maiores acervos antropológicos sul-americanos.
A coleção abarcava, majoritariamente, objetos representativos das produções têxtil, ceramista, metalúrgica, plumária e lítica dos povos andinos (culturas do Peru, Bolívia, Chile e Argentina) e, em menor escala, das culturas amazônicas (incluindo uma rara coleção de artefatos venezuelanos) e mesoamericanas (culturas do México e da Nicarágua). Abrangia diversos aspectos do cotidiano, organização social, religiosidade e imaginário das civilizações pré-colombianas, exemplificados desde suas vertentes utilitárias mais básicas (vestimentas, adornos corporais, armas) até a produção material mais refinada e imbuída de senso artístico (instrumentos musicais e de cálculo, peças de uso ritualístico, cerâmicas figurativas, etc.). A dinâmica das redes de troca e de difusão ideológica entre os diferentes povos da região é outra característica relevante do acervo e pode ser notada não apenas nas semelhanças de padrões decorativos e senso estético das obras, mas também nos temas abordados, comuns à produção de quase todos os grupos, tais como a representação de plantas, animais noturnos (morcegos, serpentes, corujas) e seres associados a fenômenos e elementos da natureza.

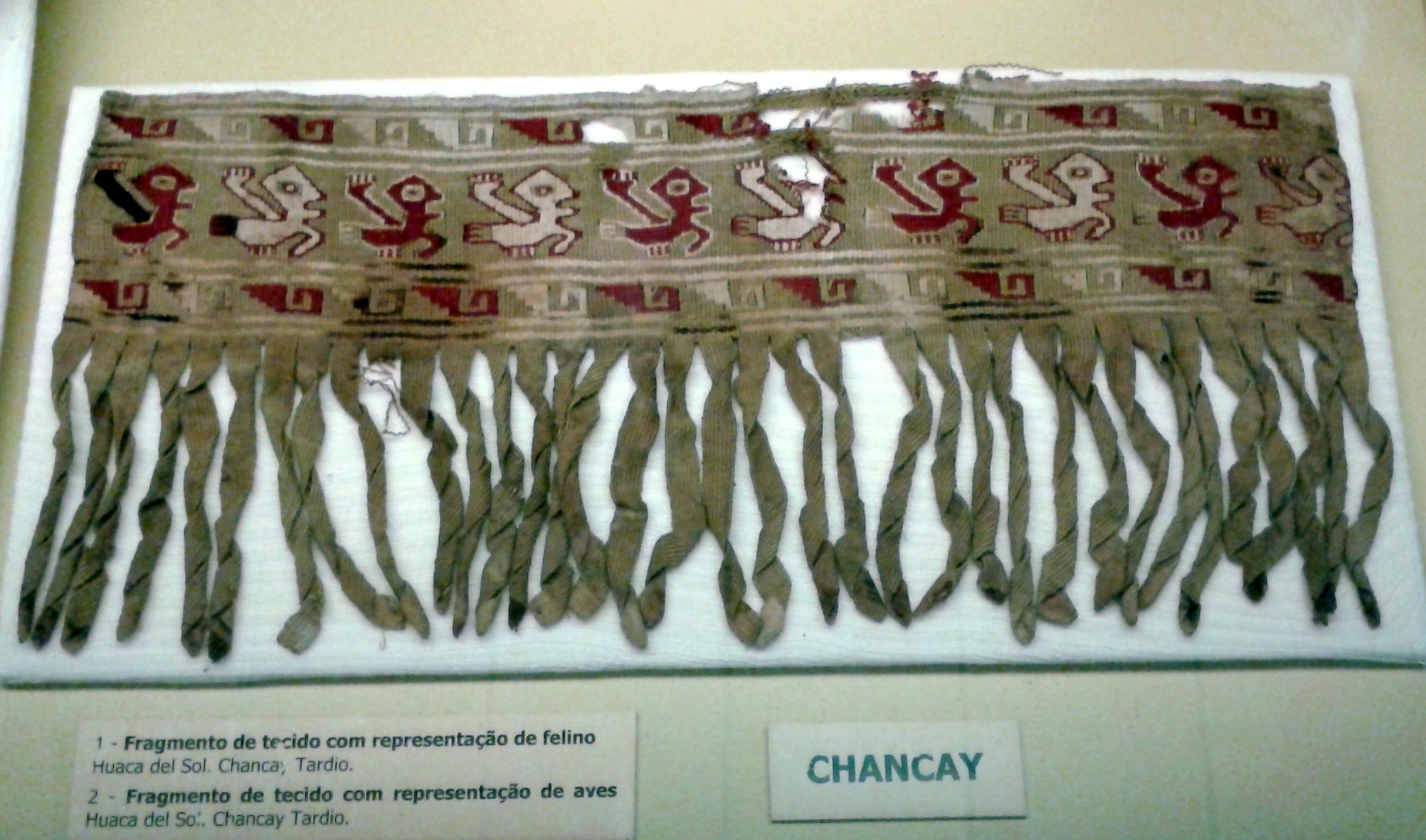
Cultura Chancay. Fragmento de tecido com representação de aves. Proveniente de Huacas del Sol. Período Tardio, c. 1200-1400 d.C.

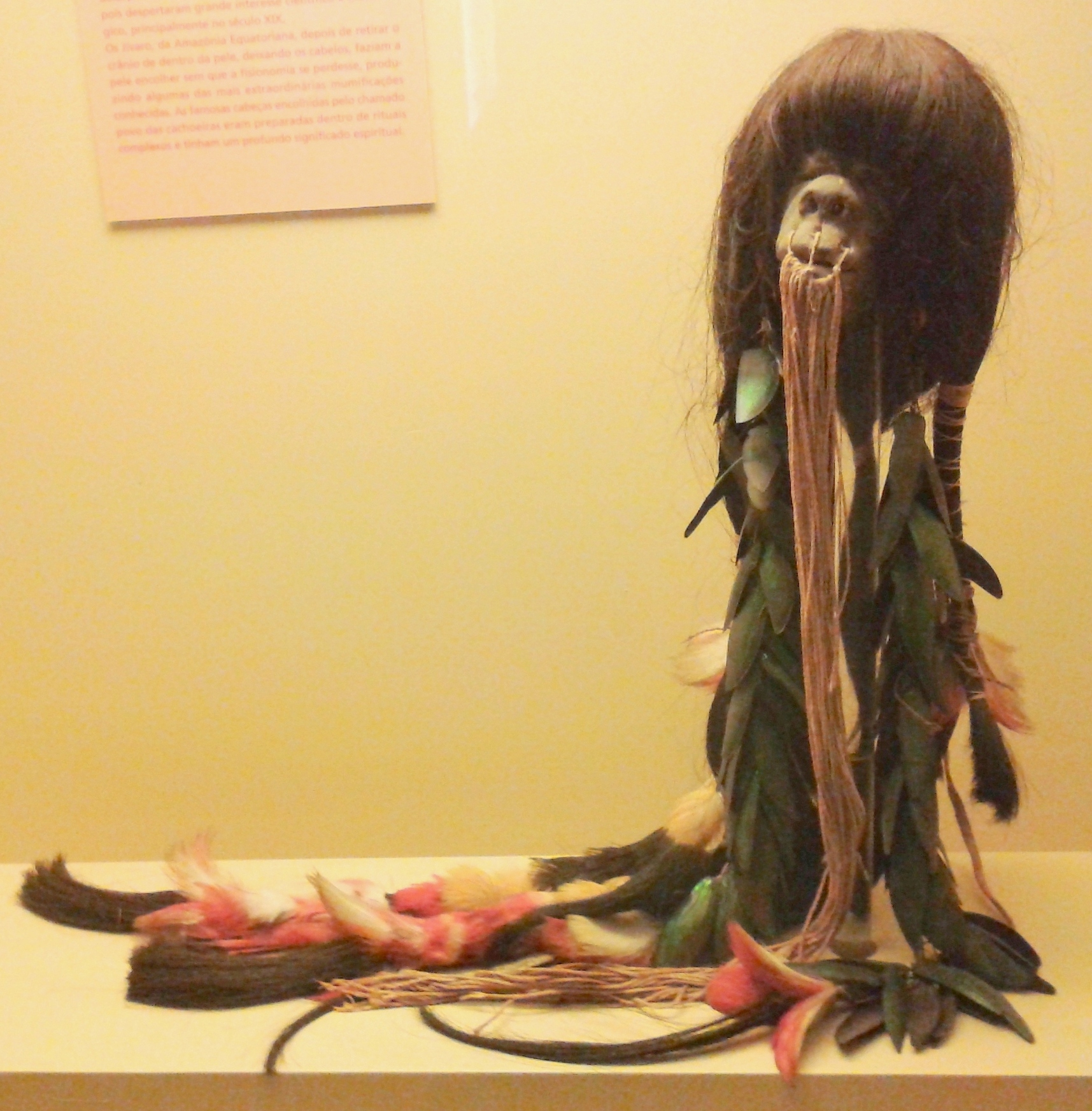
Cabeça encolhida, mumificada pelo Povo Jivaro

Destacavam-se pela representatividade no acervo, no contexto das culturas andinas:
- A Civilização de Nazca, que floresceu no sul do Peru a partir do século III, da qual o museu o conserva um amplo conjunto de fragmentos de tecidos com representações de animais (sobretudo lhamas), seres fantásticos, figuras humanas, plantas e padrões geométricos;[83]
- A Civilização Moche, que habitou a Costa Norte do Peru entre o início da Era Cristã e o século VIII

, construtores de grandes complexos cerimoniais, gigantescas pirâmides e templos, da qual se conservam cerâmicas figurativas de alta qualidade técnica e artística, vasos zoomorfos, antropomorfos e globulares, além de trabalhos de ourivesaria;
- A Cultura Huari, que habitou a Costa Central peruana a partir do século V, representada por vasos antropomorfos de cerâmica e fragmentos de tecidos;[86]
- A Cultura Lambayeque, surgida na região homônima do Peru no século VIII, da qual o museu conserva exemplares têxteis, cerâmicos e metalúrgicos;[87]
- A Cultura Chimu, que floresceu a partir do século X no vale do rio Moche, representada por um grupo de cerâmicas zoomorfas e antropomorfas, carateristicamente escuras, obtidas por queima redutora e inspiradas por elementos estilísticos dos povos Moche e Huari, bem como por tecidos com motivos diversos;[88][89]
- A Cultura Chancay, que se desenvolveu durante os períodos Intermediário e Tardio nos vales dos rios Chancay e Chillon, representada por um conjunto de cerâmicas antropomorfas (de cor caracteristicamente escura, com engobo de cor clara e pinturas em marrom) e exemplares sofisticados de tecelagem com motivos de animais e vegetais — nomeadamente, um grande manto com três metros de comprimento;[73][90]
- A Civilização Inca, surgida no século XIII e consolidada como maior império da América pré-colombiana no século seguinte, representada na coleção por meio de exemplares de cerâmicas figurativas e vasos com decorações geométricas (conjunto de "aríbalos incas"), figuras em miniaturas de seres humanos e lhamas, feitas com ligas metálicas à base de ouro, prata e cobre, miniaturas de trajes incaicos de uso ritual, adornos plumários, quipos, mantos, túnicas e tecidos variados.[91][92]

A coleção de múmias andinas do Museu Nacional permitia vislumbrar aspectos importantes dos costumes funerários dos povos da região e era composta por exemplares preservados tanto naturalmente, em função de condições geoclimáticas favoráveis, quanto artificialmente, por meio de práticas de cunho religioso e ritualístico. Proveniente de uma sepultura em Chiu-Chiu, no Deserto do Atacama, ao norte do Chile, havia uma múmia de um homem com idade estimada entre 4 700 e 3 400 anos, preservada em posição sentada, com a cabeça apoiada nos joelhos e coberta por um gorro de lã. Era dessa forma que os atacamenhos costumavam dormir em função do frio do deserto e também a posição em que costumavam ser sepultados junto com seus pertences. Um segundo exemplar na coleção, uma múmia Aymara de um indivíduo do sexo masculino, encontrada nos arredores do Lago Titicaca, entre o Peru e a Bolívia, encontrava-se preservada nessa mesma posição, envolvido por um grosso fardo funerário. Por fim, o museu conservava uma múmia de um menino doado pelo governo chileno e, ilustrando as técnicas de mumificação artificial dos povos pré-colombianos, um exemplar de "cabeça encolhida" produzida pelo povo Jivaro da Amazônia equatorial, como parte de seus rituais religiosos.

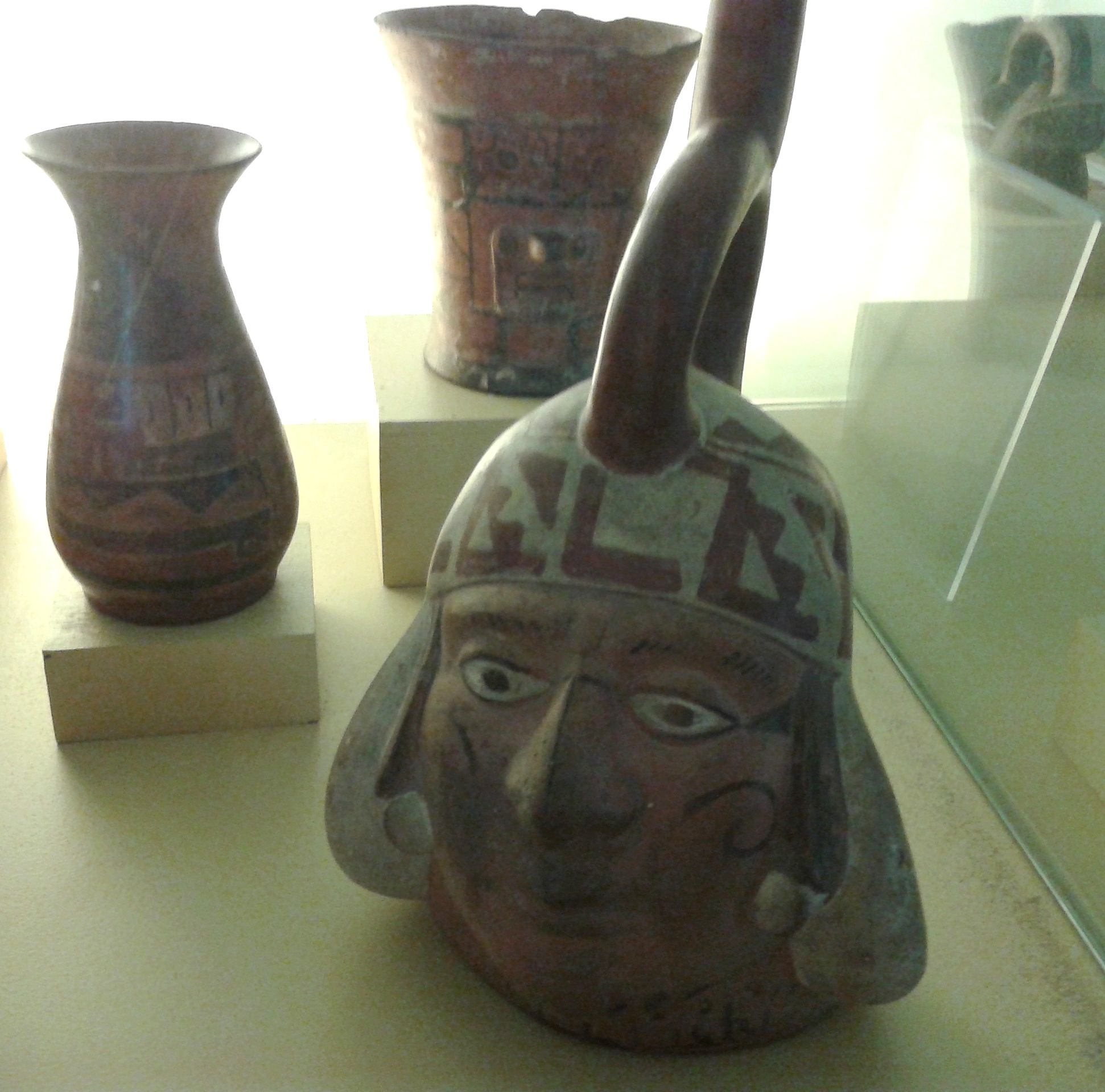
Civilização Moche. Utensílio cerâmico em forma de cabeça, c. 100 a.C.-800 d.C.
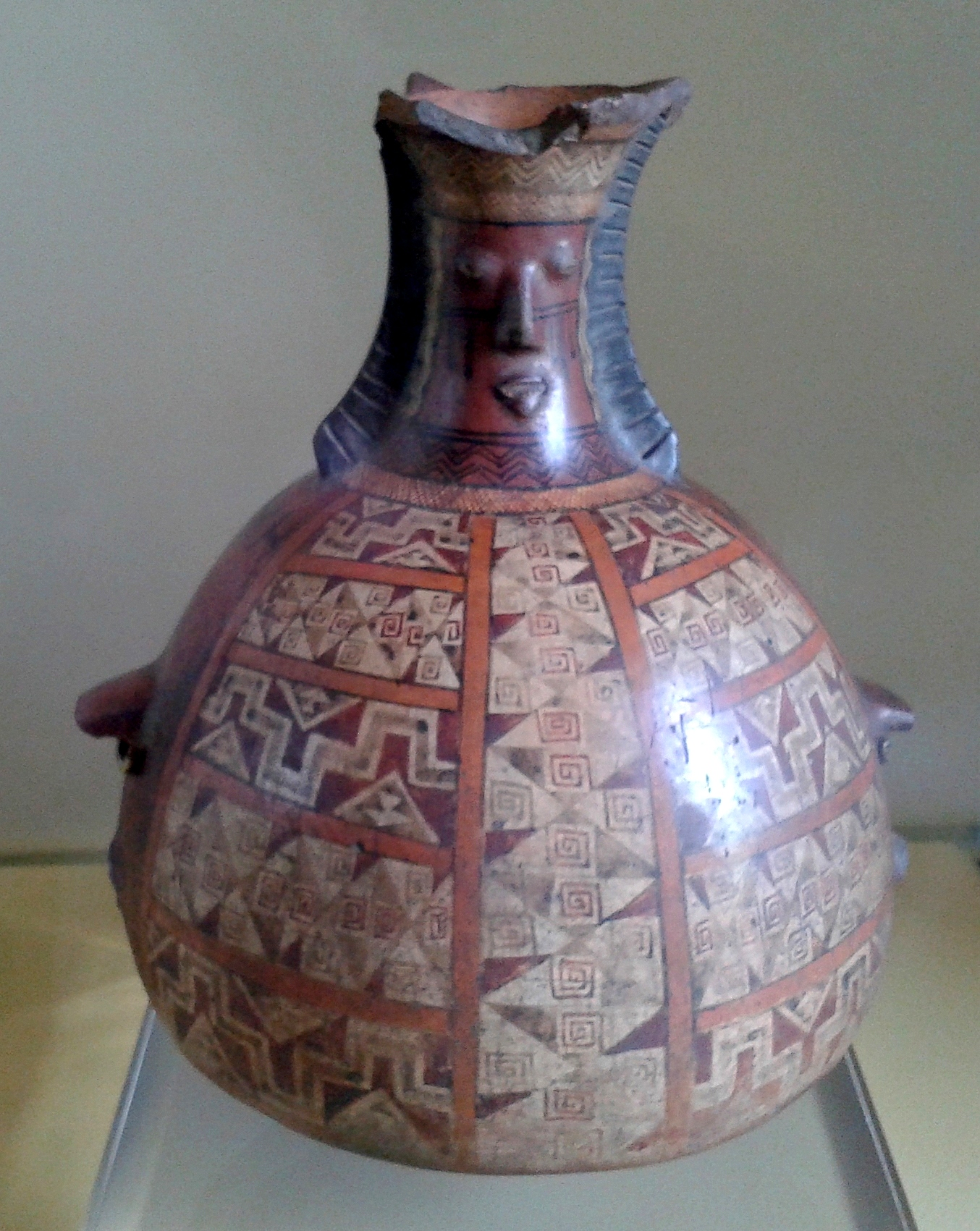
Civilização Inca. Vaso de cerâmica ("Aríbalo inca"), c. 1430-1532
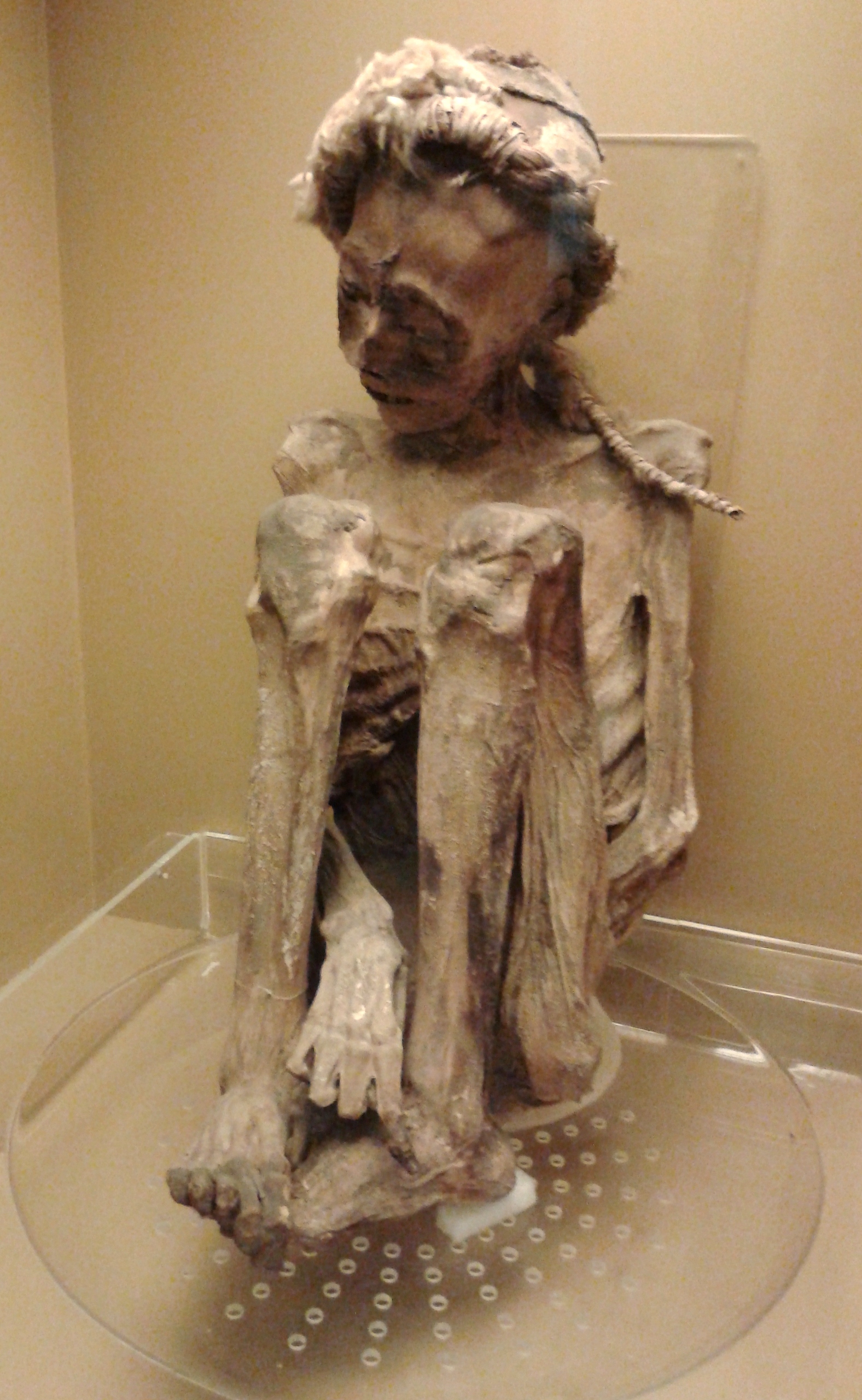
Múmia atacamenha, 4700-3400 anos antes do presente.

#### Arqueologia brasileira

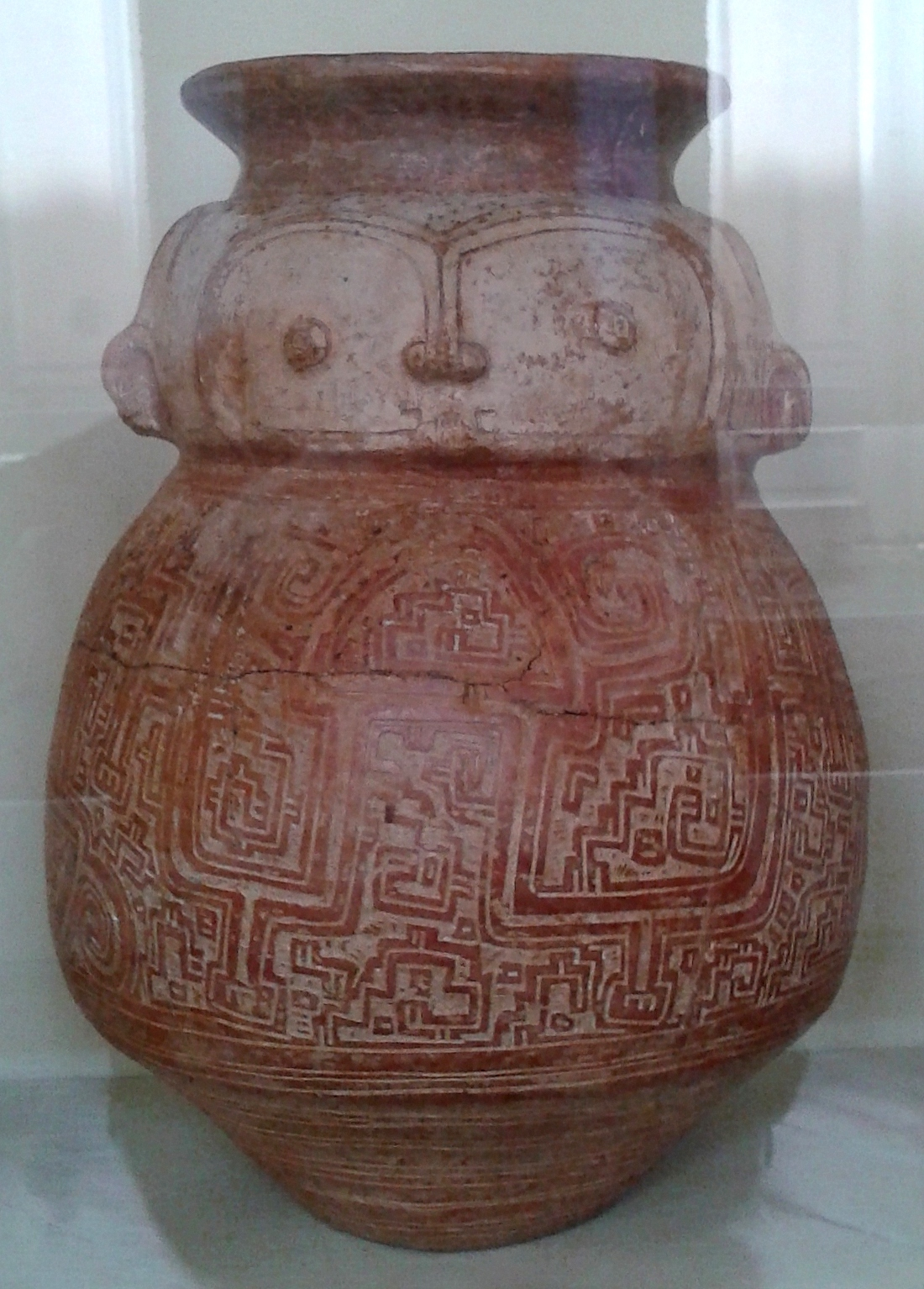
Cultura Marajoara. Urna funerária antropomorfa, 400-1400 d.C.

A coleção de arqueologia brasileira reunia um vasto conjunto de artefatos produzidos pelos povos que habitaram o território brasileiro no período pré-colonial, com mais de 90 000 itens, sendo considerado o mais abrangente acervo existente em sua tipologia. Constituída desde o início do século XIX, a coleção passou a ser reunida de modo sistemático a partir de 1867 e era continuamente enriquecida até hoje, por meio de coletas em campo, aquisições e doações. É composta por artefatos provenientes de todas as regiões do Brasil, produzidas ao longo de um arco temporal superior a dez mil anos.
Dos mais antigos habitantes do território brasileiro (grupos caçadores-coletores e horticultores), o museu conservava diversos artefatos produzidos em pedra (sílex, quartzo e outros minerais) e osso, tais como pontas de projéteis utilizadas na caça, lâminas de machado em pedra polida e outros utensílios feitos para gravar, raspar, talhar, triturar e furar, bem como artefatos de uso cerimonial e adornos. Objetos em madeira, fibras e resinas, embora provavelmente também fossem produzidos por tais grupos, não resistiram à ação do tempo e estavam praticamente ausentes no acervo, à exceção de peças isoladas — nomeadamente um cesto de palha coberto por resina, apenas parcialmente conservado, encontrado no litoral sul do Brasil.
No núcleo relativo aos povos sambaquieiros, como são chamadas as populações pescadoras e coletoras que viveram no litoral centro-meridional brasileiro entre oito mil anos atrás e o início da Era Cristã, havia um um grande conjunto de vestígios provenientes de depósitos constituídos por aglomerados de materiais orgânicos e calcários — denominados sambaquis. Parte dessas peças era proveniente da Coleção Arqueológica Balbino de Freitas, tombada pelo IPHAN já na década de 1940. O museu conservava dois exemplares de recortes de sambaquis e um grupo de remanescentes esqueléticos provenientes destes sítios arqueológicos, bem como um variado acervo de testemunhos da cultura sambaquieira, abrangendo artefatos de uso cotidiano (recipientes, tigelas, almofarizes e pilões talhados em pedra) e ritualístico (estatuetas). Notabilizavam-se neste contexto, pela técnica elaborada, os chamados zoólitos, esculturas em pedra de uso cerimonial, com representações de animais (peixes e aves) e de figuras humanas.

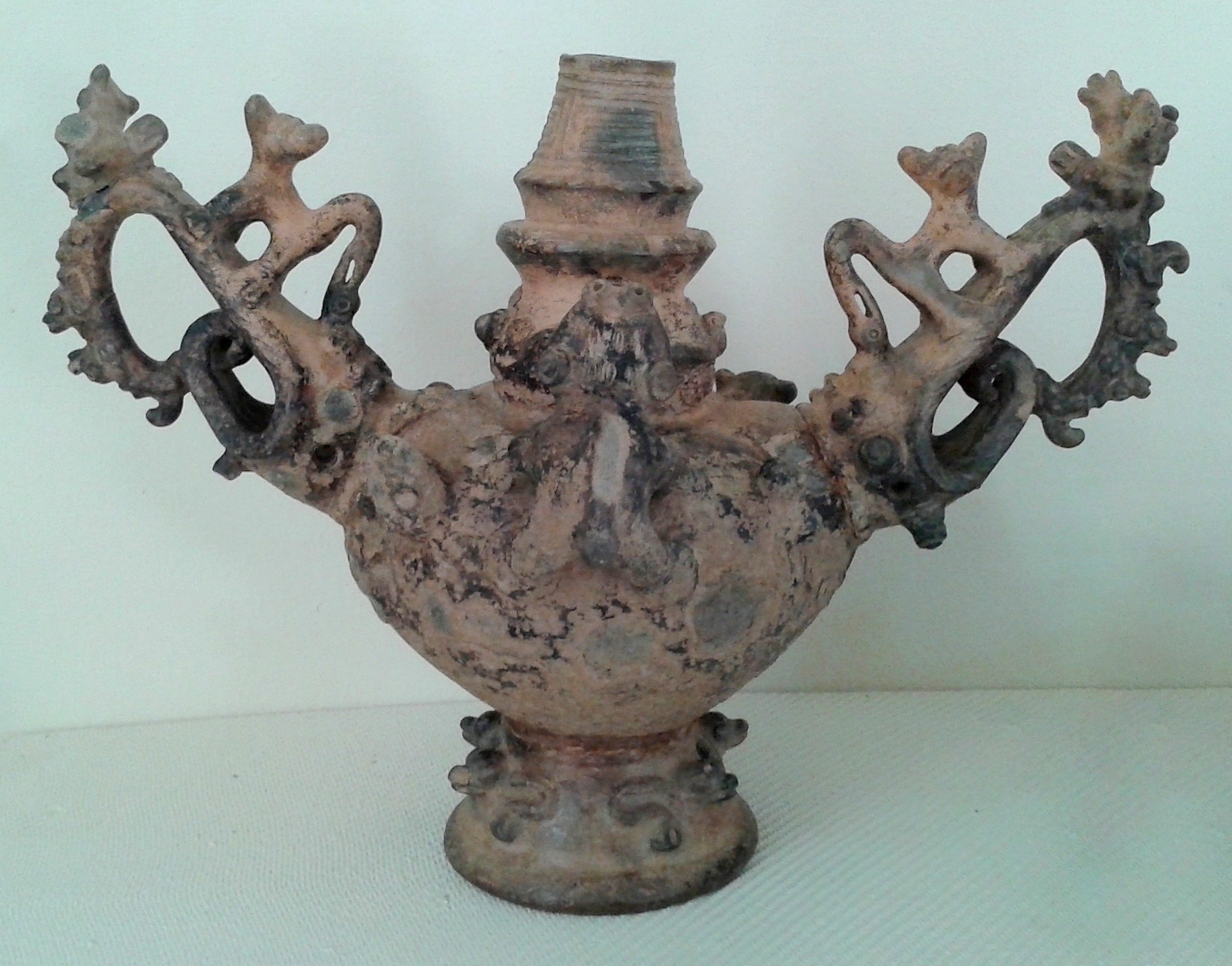
Cultura Santarém. Vaso de gargalo (ou "de cariátides"), 1000-1400 d.C.

A coleção abarcava ainda urnas funerárias, chocalhos, pratos, tigelas, vestuário, vasos, ídolos e amuletos, produzidos majoritariamente em cerâmica por diversas outras culturas do Brasil pré-colonial, destacando-se, pela representatividade no acervo:
- A Cultura Marajoara, que teve seu apogeu na Ilha de Marajó no século V e entrou em declínio no século XV, considerada a cultura que alcançou o maior nível de complexidade social no Brasil pré-colonial. O museu possuía um amplo conjunto de cerâmicas marajoaras, notáveis tanto pelo senso artístico e estético aguçado quanto pela variedade de formas e pelo refinamento da decoração — em geral, obras de natureza figurativa (representações de humanos e animais), aliada a ricos padrões geométricos (composições imbuídas de simetria, repetições rítmicas, elementos pareados, oposições binárias, etc.) e com o predomínio do uso da técnica de excisão. A maioria das peças era de uso cerimonial, utilizadas em contextos funerários, rituais de passagem, etc. Destacavam-se as estatuetas antropomorfas (notadamente, as estatuetas femininas em forma de falo, unindo os princípios masculino e feminino, recorrente na arte marajoara), urnas funerárias de grande porte, vasos antropomorfos de decoração geométrica, tangas de uso ritual, recipientes zoomorfos, antropomorfos e híbridos, etc.[99]
- A Cultura Santarém (ou Cultura Tapajônica), que se desenvolveu entre o século X e o século XV, na região no rio Tapajós, no Pará, notabilizada por sua cerâmica de estilo peculiar e de alta qualidade artística, com emprego de técnicas de modelagem, incisão, ponteado e aplicação, bem como características estéticas que sugerem influência dos povos mesoamericanos. Destacavam-se no acervo as estatuetas antropomorfas de estilo naturalista, caracterizadas pelos olhos fechados em forma de grãos de café, os recipientes antropomorfos e zoomorfos, os vasos de uso cerimonial e, sobretudo, os chamados "vasos de cariátides" — complexos vasos cerâmicos dotados de gargalos, relevos e pedestais, com decorações de figuras antropomorfas, zoomorfas e seres fantásticos. O museu também conserva diversos exemplares de muiraquitãs, pequenas estatuetas em pedra verde na forma de animais (sobretudo rãs) utilizados como adornos ou amuletos.[99]

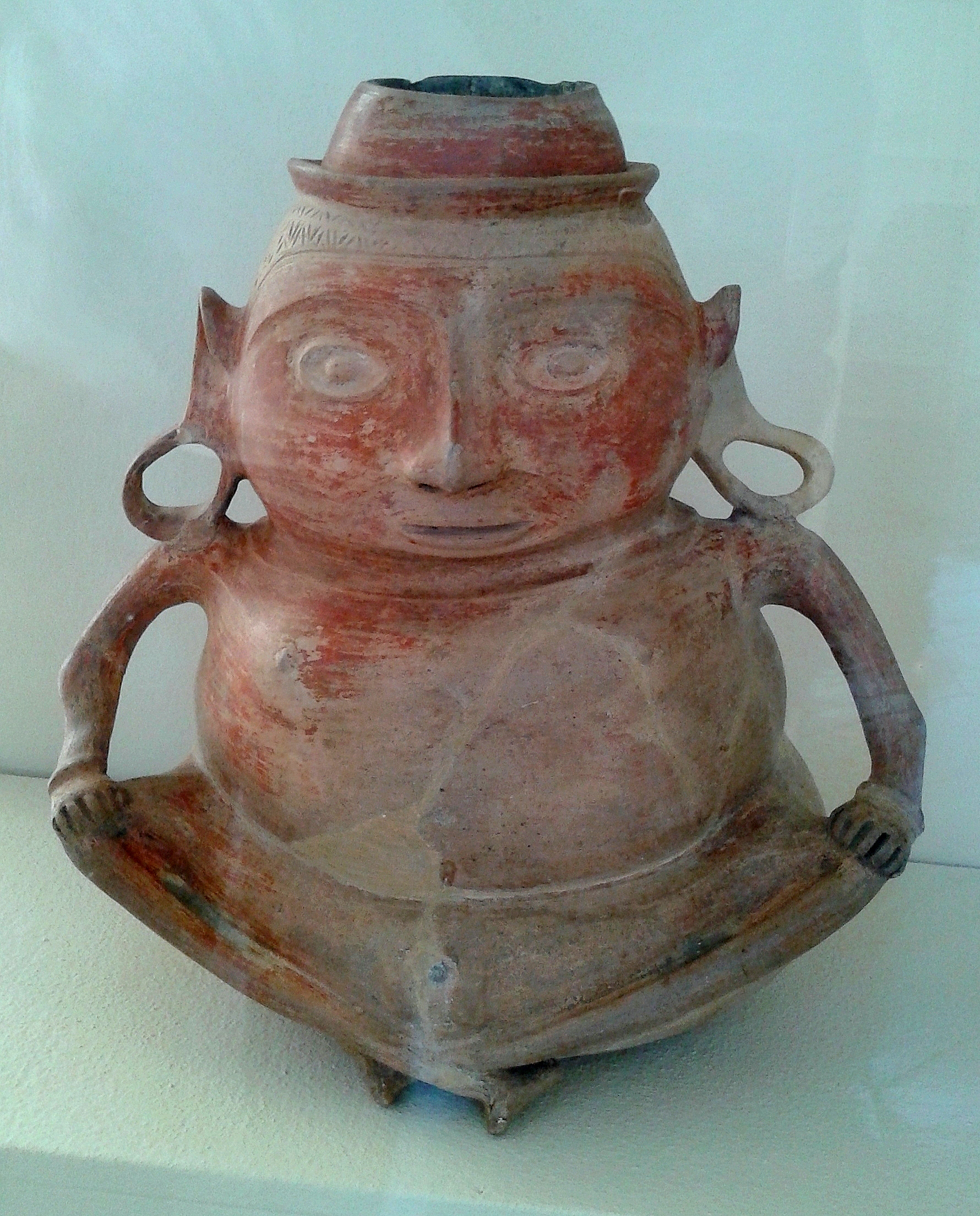
Cultura Santarém. Vaso antropomorfo representando um homem sentado, 1000-1400 d.C.

- A Cultura Konduri, que teve seu ápice no século XII e declínio no século XV, na região entre os rios Trombetas e Nhamundá, no Pará. Embora tenha mantido intenso contato com a cultura Santarém, a produção artística do povo Konduri desenvolveu características próprias, representada majoritariamente no acervo pela manufatura cerâmica, onde se notabiliza a decoração incisa e ponteada, a policromia viva, e os relevos com motivos antropomorfos e zoomorfos.[100]
- A Cultura do Rio Trombetas, do Baixo Amazonas, no Pará, fronteira cultural com a região de Santarém. Essa cultura, ainda largamente desconhecida, foi responsável por produzir raros artefatos esculpidos em pedra polida e objetos com elementos estilísticos comuns às culturas mesoamericanas. No núcleo do museu, há exemplares de artefatos líticos de uso cerimonial e estatuetas antropomorfas e zoomorfas (zoólitos representando peixes e jaguares).[101]
- A Cultura Miracanguera, que habitou a margem esquerda do rio Amazonas, na região entre Itacoatiara e Manaus, entre o século IX e o século XV. O museu conserva peças cerimoniais da cerâmica Miracanguera, sobretudo urnas funerárias antropomorfas com bojo, gargalo e tampa, utilizadas para guardar as cinzas dos falecidos, e outros vasilhames relacionados a rituais fúnebres. As cerâmicas Miracanguera se distinguiam por receber um banho de tabatinga (uma espécie de argila misturada com materiais orgânicos) e eram eventualmente pintadas com motivos geométricos. A composição plástica frequentemente destacava detalhes específicos, como figuras humanas em posição sentada e com as pernas representadas.[102]

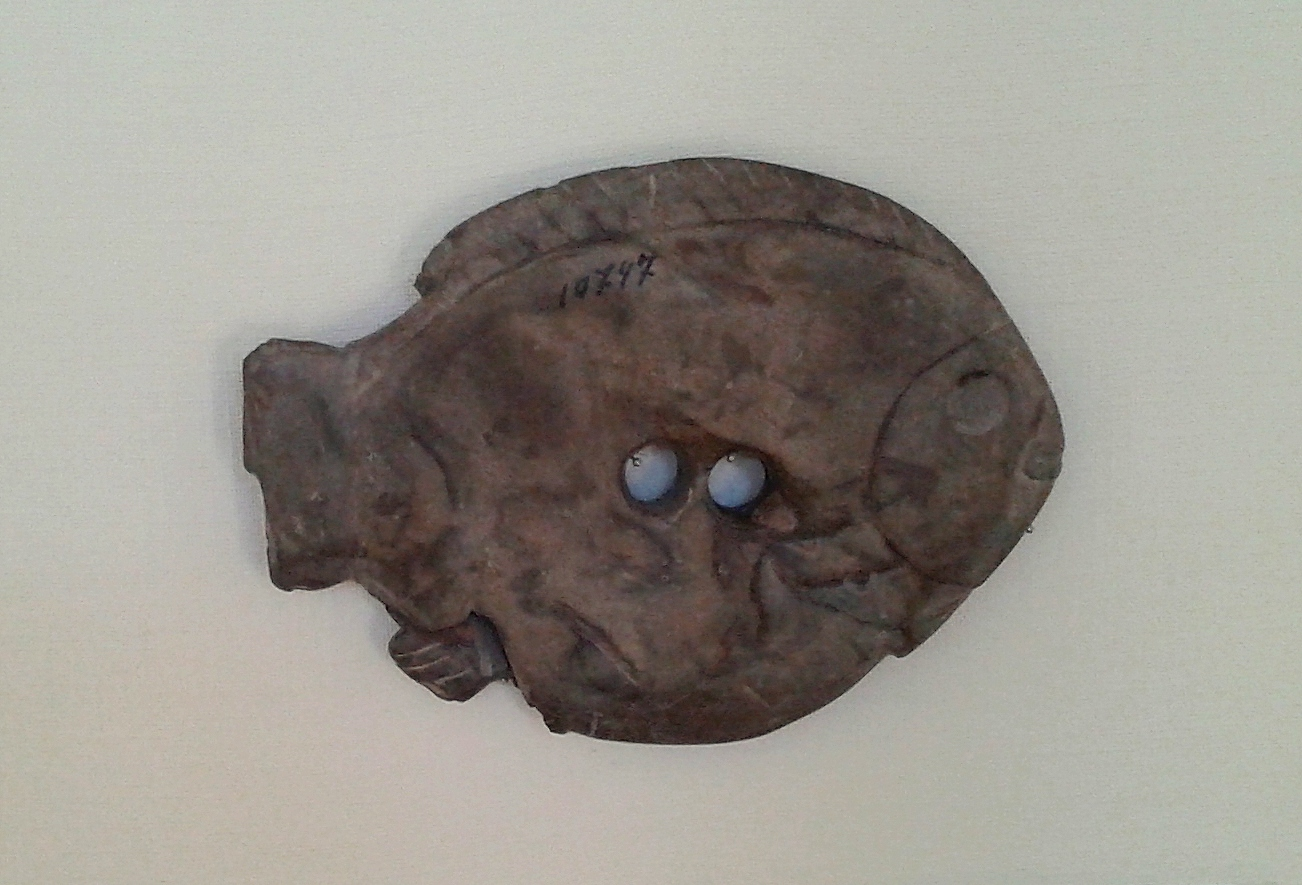
Cultura do Rio Trombetas. Zoólito em forma de peixe, s.d.

- A Cultura Maracá, que viveu na região do Amapá entre os séculos XV e XVIII, representada no acervo por suas típicas urnas funerárias reproduzindo figuras humanas masculinas e femininas em posição hierática, com tampas na forma de cabeça, bem como urnas funerárias zoomorfas representando animais quadrúpedes, provenientes de cemitérios indígenas nos arredores do rio Maracá. As cerâmicas Maracá eram frequentemente adornadas com padrões geométricos e policromadas em branco, amarelo, vermelho e preto. Adornos nos membros e na cabeça da figura também expressavam a identidade social do falecido.[103]
- A Cultura Tupi-Guarani, que habitava o litoral do território brasileiro quando da chegada dos portugueses no século XVI — subdividida nos grupos dos Tupinambás (nas regiões Norte, Nordeste e Sudeste) e dos Guaranis (na Região Sul do Brasil, Argentina, Paraguai e Uruguai). A coleção abarca majoritariamente manufaturas cerâmicas e exemplares isolados de artefatos líticos, de uso cotidiano (panelas, tigelas, jarros, pratos) ou ritual (urnas funerárias). A cerâmica Tupi-Guarani é caracterizada pela policromia (com o predomínio das cores vermelha, preta e branca) e desenhos em padrões geométricos e sinuosos.[104]

O Museu Nacional conserva ainda os únicos registros de múmias indígenas encontradas em território brasileiro. O material consiste nos corpos de uma mulher adulta, de aproximadamente 25 anos de idade, e duas crianças, uma na altura dos pés, com idade estimada em 12 meses, envolvida em um fardo, e outra recém-nascida, também envolta por um fardo e posicionada atrás da cabeça da mulher. O conjunto mumificado é composto por indivíduos que provavelmente pertenceram ao grupo dos Botocudos (tronco Macro-jê). Foi encontrado na Caverna da Babilônia, na cidade de Rio Novo, interior de Minas Gerais, nas terras da fazenda de Maria José de Santana, que as doou ao imperador Dom Pedro II. Em agradecimento, Dom Pedro agraciou Maria José com o título de Baronesa de Santana.

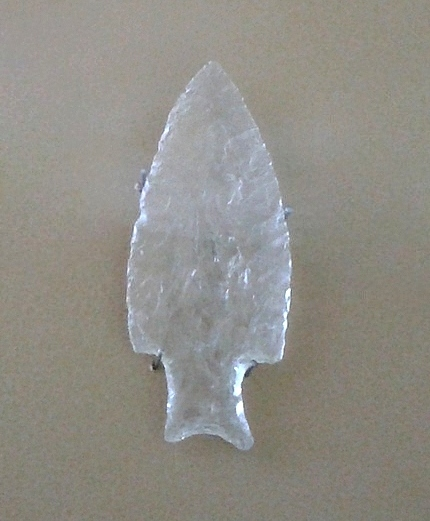
Grupo caçadores-coletores. Ponta de projétil.
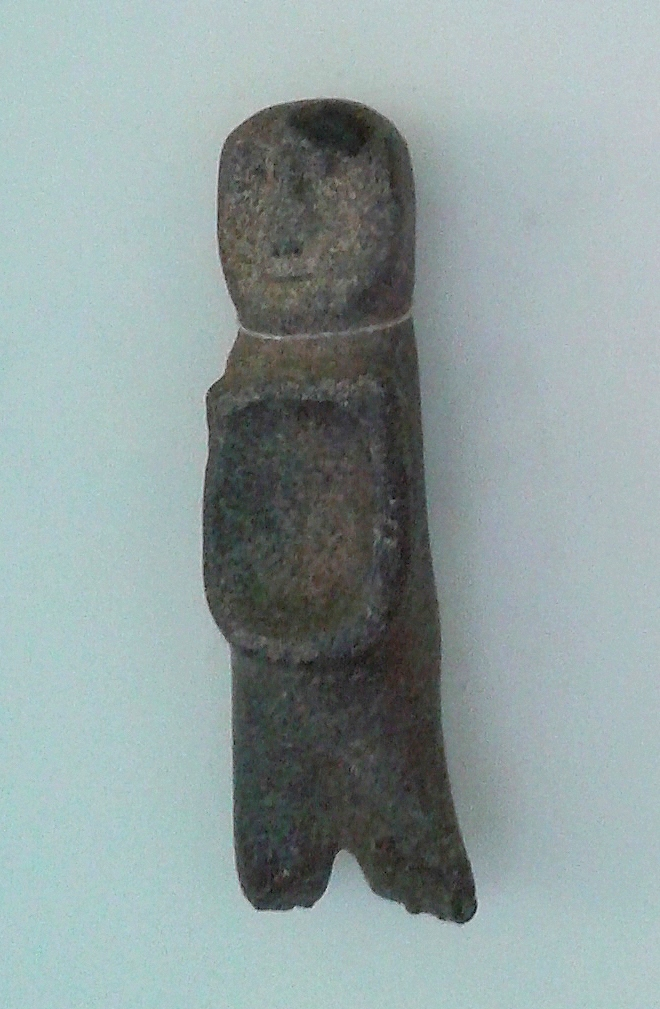
Cultura Sambaqui. Escultura de pedra em forma humana.
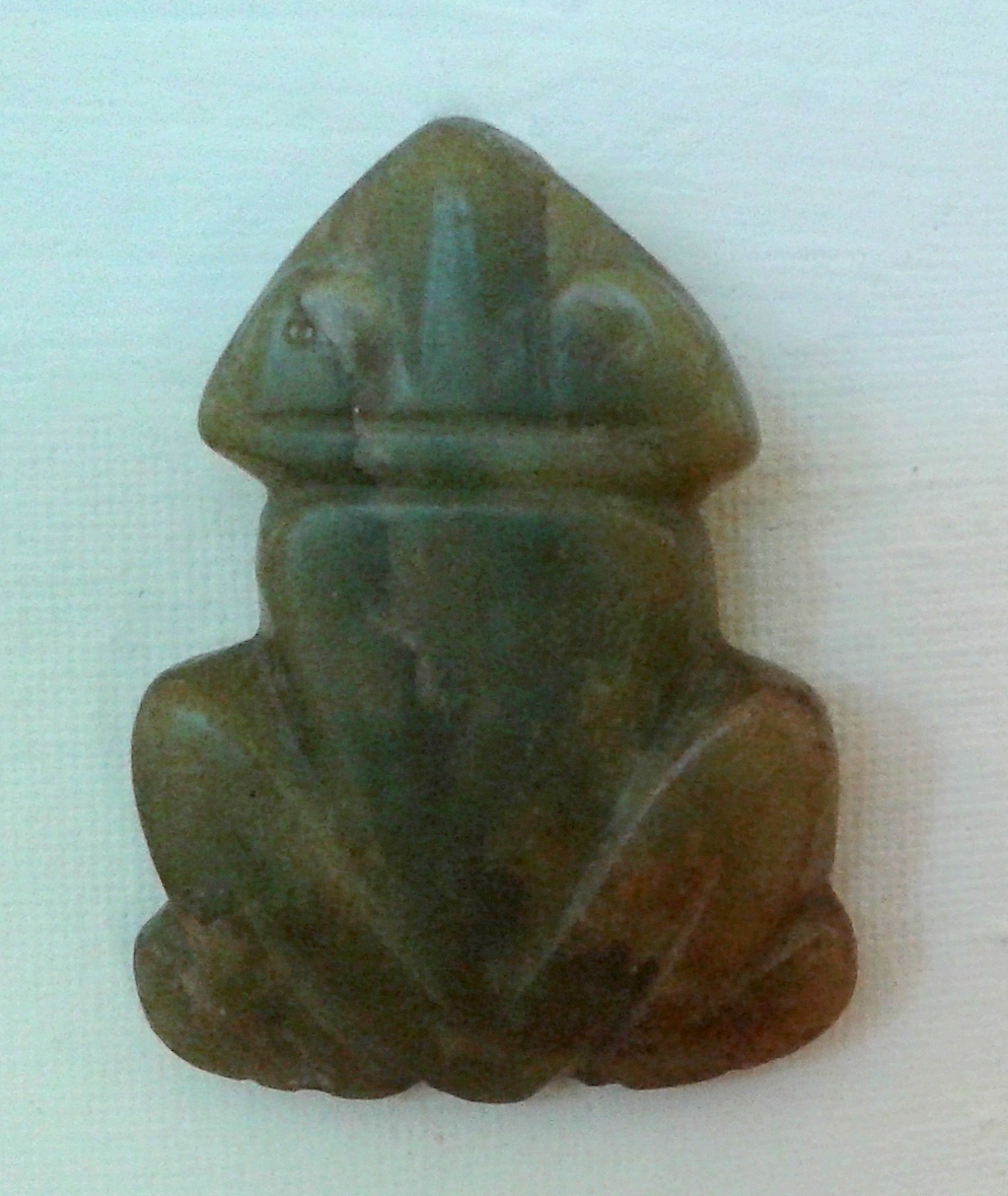
Cultura Santarém. Muiraquitã em forma de rã, 1000-1400
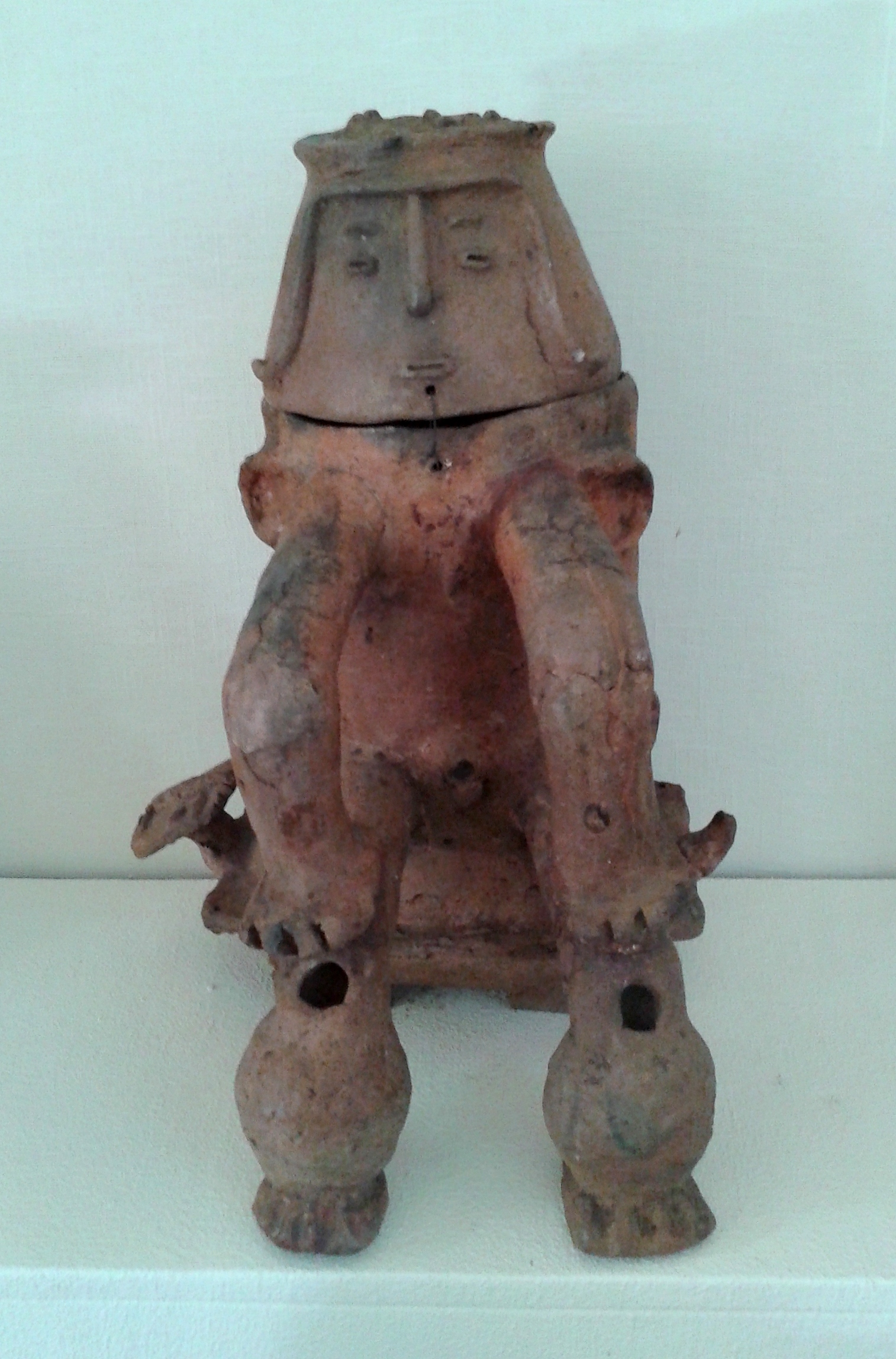
Cultura Maracá. Urna funerária antropomorfa, 1000-1500

### Etnologia
O acervo de etnologia do Museu Nacional abrigava cerca de 40 000 itens referentes à cultura material de diversos povos do mundo. O núcleo de etnologia indígena brasileira é o mais representativo, abrangendo objetos produzidos por povos nativos de todas as regiões do país, desde o início do período colonial até os dias de hoje. A coleção abrange também significativos conjuntos de artefatos referentes à etnologia africana, à etnologia afro-brasileira e às culturas do Oceano Pacífico. Por fim, o núcleo de linguística conserva um vasto conjunto de registros documentais e sonoros relativos às línguas indígenas brasileiras. O acervo do setor de etnologia serve de subsídio para diversas investigações científicas, destacando-se, nesse contexto, os estudos interdisciplinares feitos pelo Laboratório de Pesquisas em Etnicidade, Cultura e Desenvolvimento (Laced).

#### Etnologia indígena brasileira

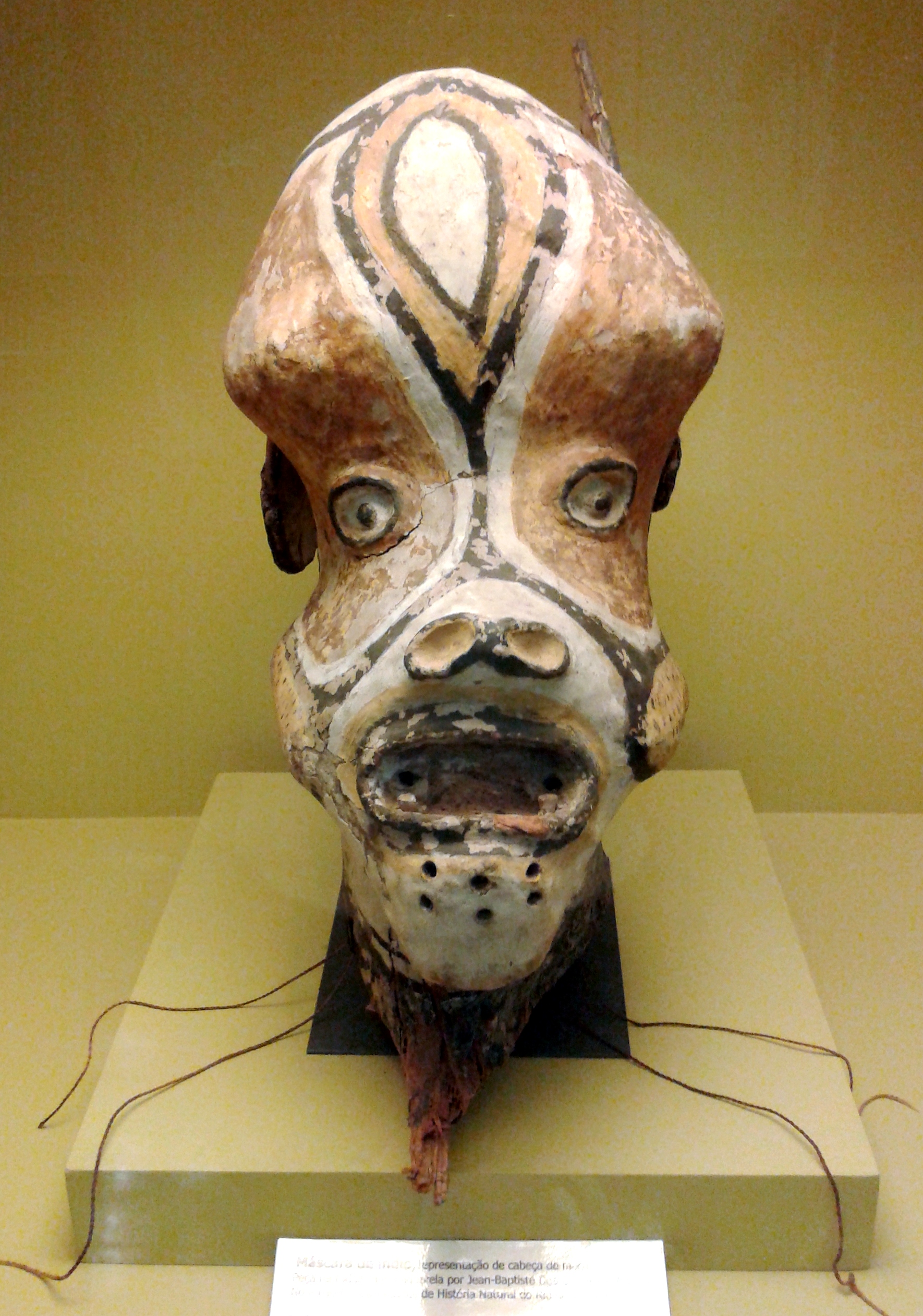
Índios Ticunas. Máscara com representação de macaco, século XVIII/XIX

A coleção de etnologia indígena brasileira do Museu Nacional encontra-se entre as maiores existentes em sua tipologia, abrangendo mais de 30 000 objetos, produzidos por mais de cem grupos indígenas, provenientes de todas as regiões do Brasil. Esse amplo conjunto — formado desde o início do século XIX, através de coletas em campo, aquisições, legados e doações —  reflete a diversidade e riqueza cultural das culturas nativas brasileiras, documentando aspectos variados de suas tradições, hábitos, cotidiano, organização social, crenças e rituais. O amplo recorte temporal deste conjunto, composto por peças produzidas desde meados do período colonial, permite também a análise do desenvolvimento da produção material indígena, bem como as influências e os impactos sofridos, do contato com os colonizadores aos dias de hoje. Destacam-se os conjuntos referentes à cestaria, cerâmica, instrumentos musicais, arte plumária, armas e armadilhas dos povos indígenas.
O núcleo de cestaria do museu é composto por aproximadamente 900 artefatos produzidos através do trançado com fibras rígidas. Embora não seja uma técnica específica dos indígenas, o trançado de fibras está presente na produção material de quase todos os grupos brasileiros, sendo empregado desde a criação de base de máscaras até a confecção de casas, passando por adornos e instrumentos musicais, com finalidades que variam do uso ritual à comercialização. A coleção abarca exemplares de cestos, cestas, balaios, bolsas, adornos, estojos, abanos, peneiras, armas, redes e esteiras, representando mais 70 grupos indígenas, sobretudo das regiões Norte, Centro-Oeste e Nordeste, tais como os Tenetearas, Tapirapés, Macus, Timbiras, Tarianas, Mamaindês e Tembés, entre outros. Destacam-se, entre as peças raras, o escudo trançado dos Tucanos, proveniente do vale do rio Uaupés (um dos itens destacados por Gonçalves Dias por ocasião da exposição Amazonas, em 1861); o cesto Baquité dos Nambiquaras, do Mato Grosso, coletado pela Comissão Rondon em 1921; o estojo para miudezas Uarabarru dos Carajás, coletado por Lincolm de Souza, redator de A Noite, e doada ao museu em 1948 pelo coronel Leony de Oliveira Machado, etc.

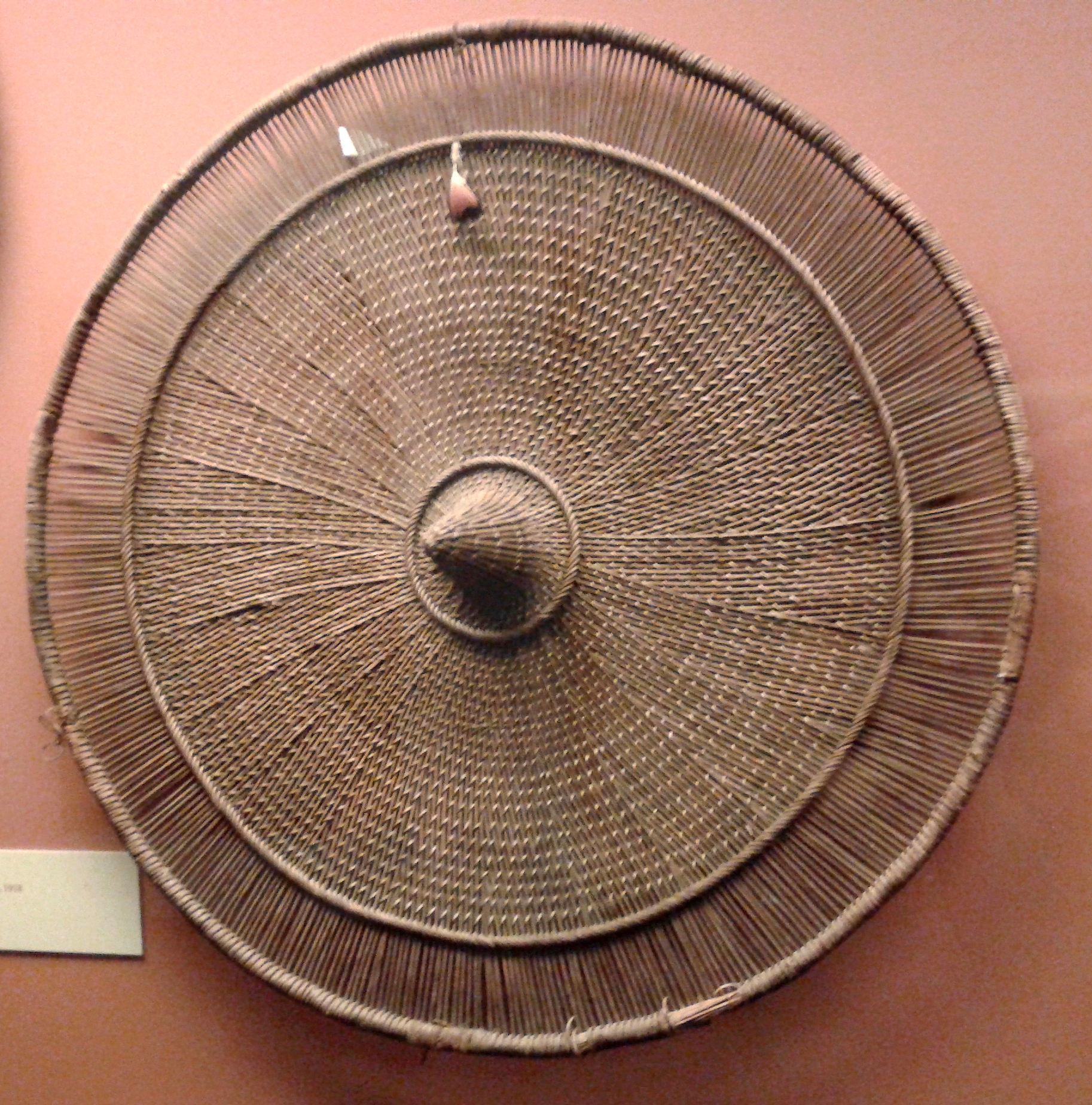
Índios Tucanos. Escudo de palha trançada, século XIX

A coleção de cerâmica indígena é caracterizada pela diversidade de origens, formas, estilos, ornamentações e funções, possibilitando o acompanhamento da trajetória da indústria cerâmica tradicional até a produção atual e exemplificando tópicos como o cotidiano de diferentes grupos e a influência dos temas da cultura de massa na produção indígena contemporânea, entre outros. O acervo abarca um amplo número de recipientes de uso doméstico, tais como panelas, suportes, potes, tigelas, pratos, vasos, vasilhas, bilhas para água e torradores de biju, havendo tipos específicos para fins cerimoniais, além de instrumentos musicais, cachimbos, estatuetas antropomorfas e zoomorfas e brinquedos. Estão representados no acervo, entre outros, os artefatos cerâmicos de grupos como os Aparaí, Uaurás, Assurini, Bororós, Iaualapitis e os povos da Aldeia Uapuí e do vale do rio Uaupés. Destacam-se, no contexto da produção cerâmica figurativa, as chamadas estatuetas Litxokô, produzidas pelos índios Carajás, de estilo moderno e decoração refinada; as panelas antropomorfas e vasos decorados com figuras estilizadas e padrões geométricos dos Cadiueus; os recipientes decorados com figuras de animais em alto-relevo dos Ticunas, etc.

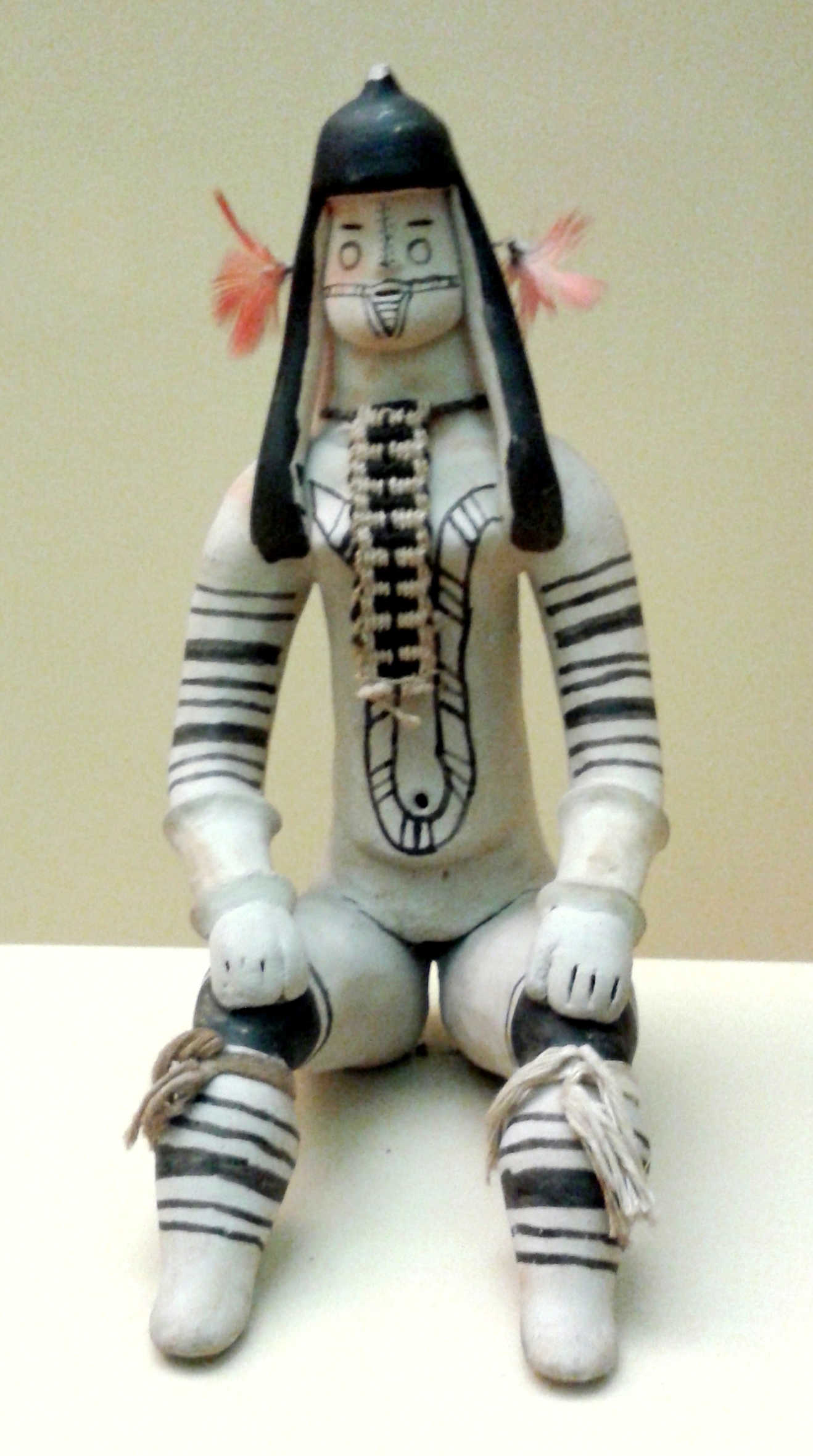
Índios Carajás. Boneca em cerâmica (Estatueta Litxocô), s.d.

A coleção de instrumentos musicais indígenas do Museu Nacional abarca objetos utilizados majoritariamente em práticas religiosas, embora a produção musical de caráter "profano" (relacionada ao mero divertimento) também esteja documentada. Predominam os instrumentos de sopro (flautas, buzinas, trombetas e apitos) e de percussão (tambores, chocalhos e bastões de ritmo), sendo raros os instrumentos de corda (arco musical). São confeccionados a partir de materiais diversos, tais como cabaças, cuités, barro, madeira, couro, ossos e cascos de animais, sementes, élitros e taquaras. Destacam-se os instrumentos musicais e gravações de músicas dos índios Parecis e Nambiquaras, coletados e produzidos por Edgar Roquette-Pinto na Serra do Norte, em 1912. Roquette-Pinto utilizou um fonógrafo portátil movido a cordas que permitia a gravação em cilindros de cera. Esse material posteriormente influenciaria composições de músicos brasileiros como Heitor Villa-Lobos e Oscar Lorenzo Fernández.
O conjunto referente à arte plumária indígena abriga um grande número de peças e é caracterizado pela multiplicidade de origens — refletindo a própria abrangência dessa expressão artística no território brasileiro, comum a quase todos os grupos conhecidos. Os objetos (confeccionados com penas de aves, conchas, fibras e outros materiais) possuem finalidades variadas, desde simples ornamentos corporais até elementos de distinção de status social, bem peças específicas para utilização em rituais, celebrações e festas. O acervo abrange cocares, diademas, coroas, aros, coifas, capacetes, manteletes, testeiras, brincos, pingentes, cintos, cetros e máscaras. Dentre os grupos mais fartamente representados quanto à produção plumária, destacam-se os Carajás, os Tucanos, os Mundurucus, os Parintintins e os Ricbactas.
O acervo de armas e armadilhas de guerra e de caça compreende tanto objetos utilizados por grupos indígenas na caça e em disputas por terras e recursos (com outros grupos indígenas ou ao longo da resistência aos colonizadores) quanto exemplares executados para uso cerimonial, como símbolos culturais e elementos de reafirmação identitária. Lanças, arcos e flechas constituem os exemplares mais populares entre os grupos indígenas brasileiros, estando fartamente representados no acervo, ao lado de bordunas, espadas de madeira, zarabatanas, propulsores de flechas e dardos, etc. A coleção é caracterizada pela diversidade de estilos e padrões decorativos, refletindo a própria amplitude dos contextos culturais dos povos produtores. Dentre os grupo representados, encontram-se os Uapixanas, os Iaualapitis e os Carajás, entre outros.
O museu possui ainda núcleos menores, mas altamente representativos de outros aspectos da cultura material dos povos indígenas, incluindo a coleção têxtil (equipamentos usados para fiação e tecelagem e exemplares têxteis como bolsas, sacolas, redes, camisões, mantos e vestes rituais), máscaras diversas, geralmente associadas ao uso religioso (destacando-se a ampla coleção de máscaras dos índios Ticuna e de outros grupos como os Javaés, Auetis, Meinacos e Uaurás), exemplares do mobiliário doméstico (como bancos monóxilos entalhados em madeira), canoas, adornos corporais feitos com o emprego de materiais diversos, entre outros.
Por fim, o museu abriga um acervo de línguas indígenas brasileiras, composto por um núcleo documental (cobrindo um amplo grupo de línguas pertencentes a diferentes famílias e troncos linguísticos) e um núcleo sonoro (com registros de discursos narrativos, mitos, cantos, sonorização de vocabulário, etc.), ambos em constante análise e ampliação, servindo como bases para pesquisas e estudos sobre as sociedades, línguas e culturas indígenas.

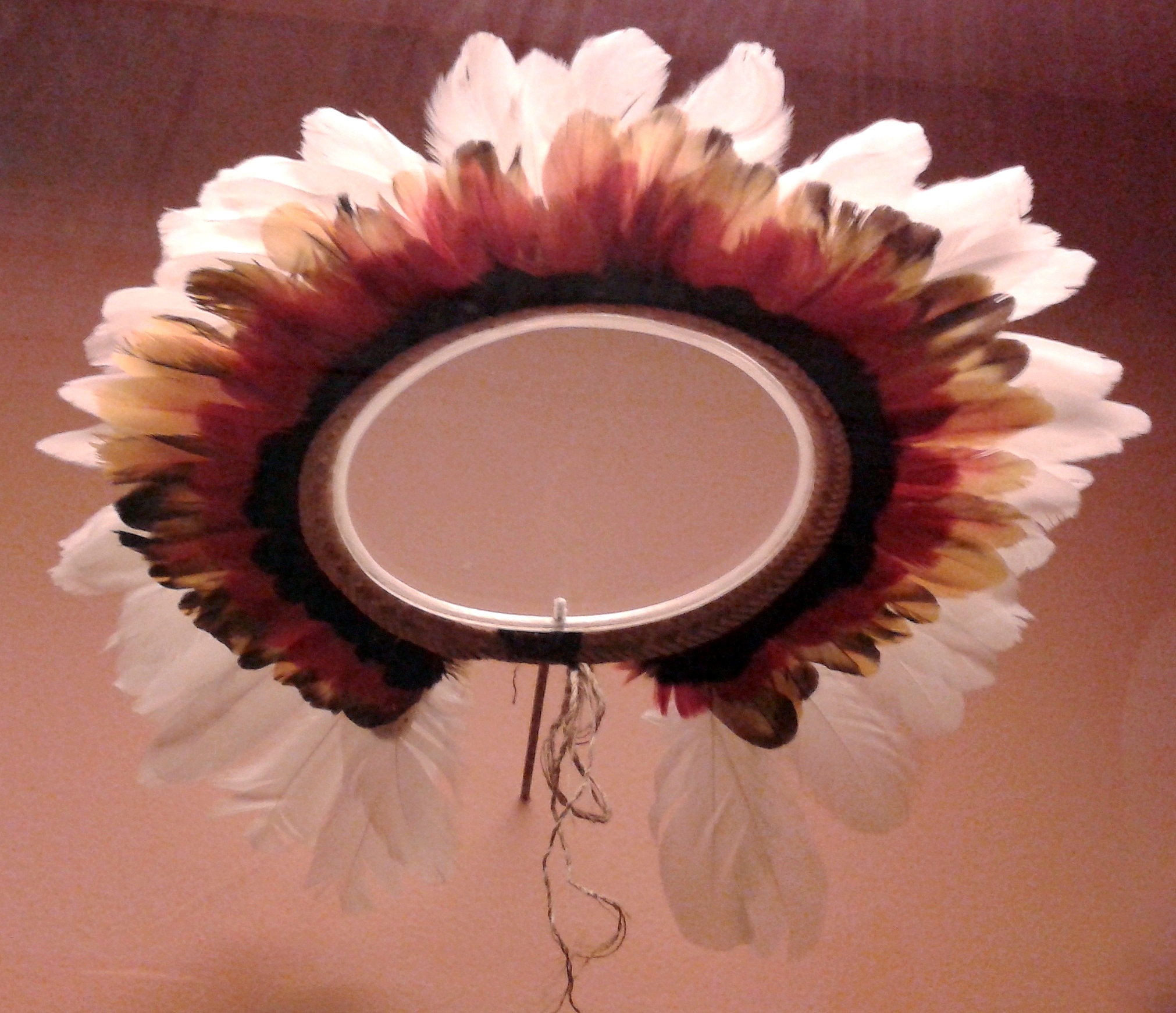
Índios Ricbactas. Coroa radial, s.d.
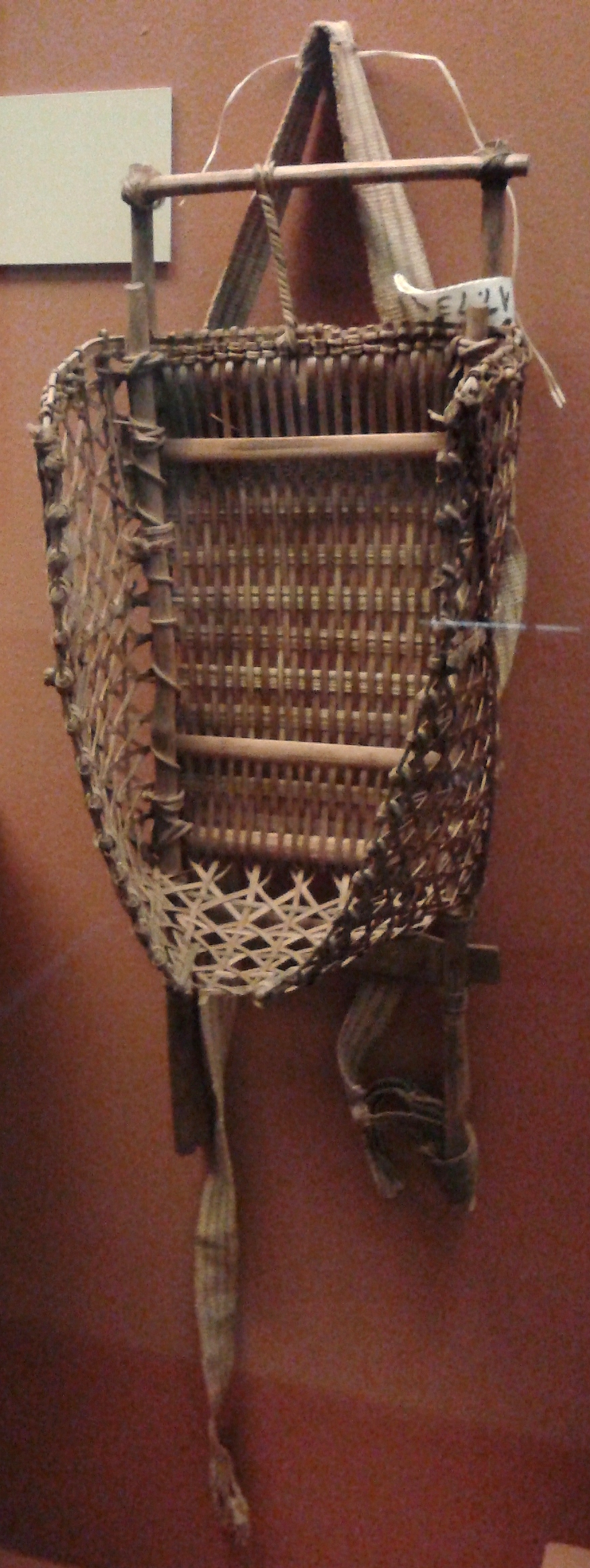
Índios Tembés. Cesto cargueiro, s.d.
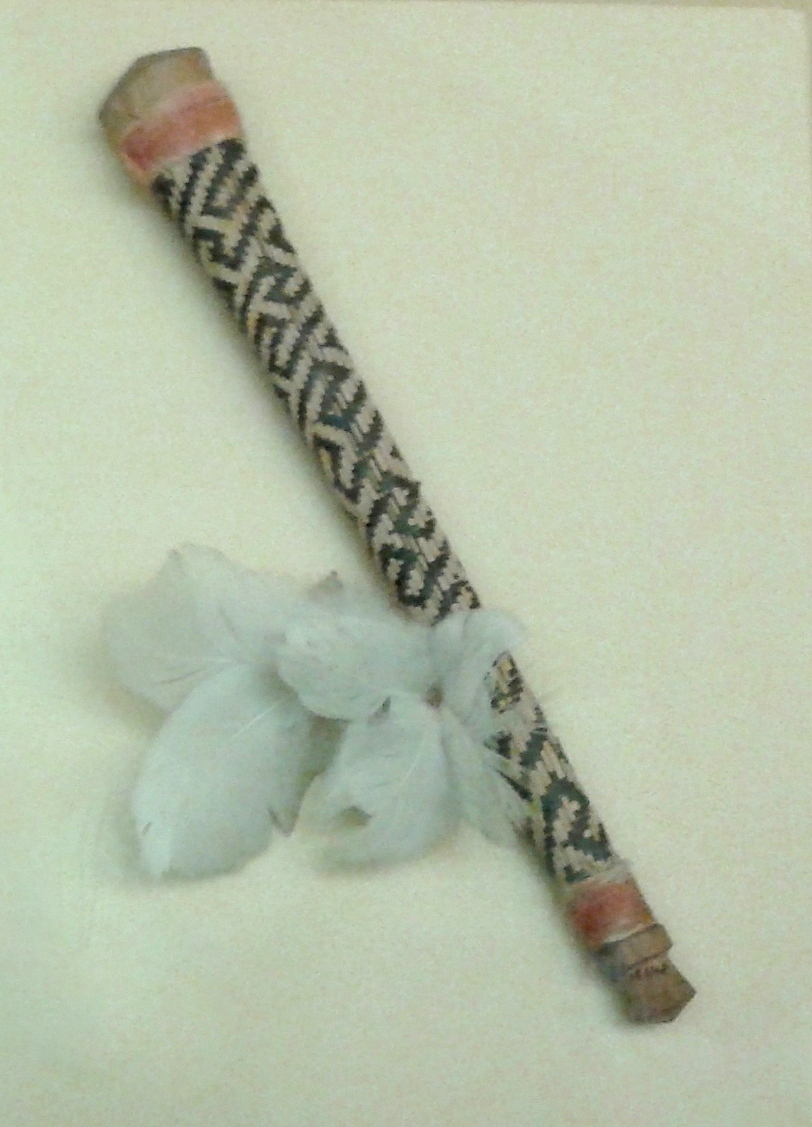
Índios Carajás. Borduna de madeira, s.d.
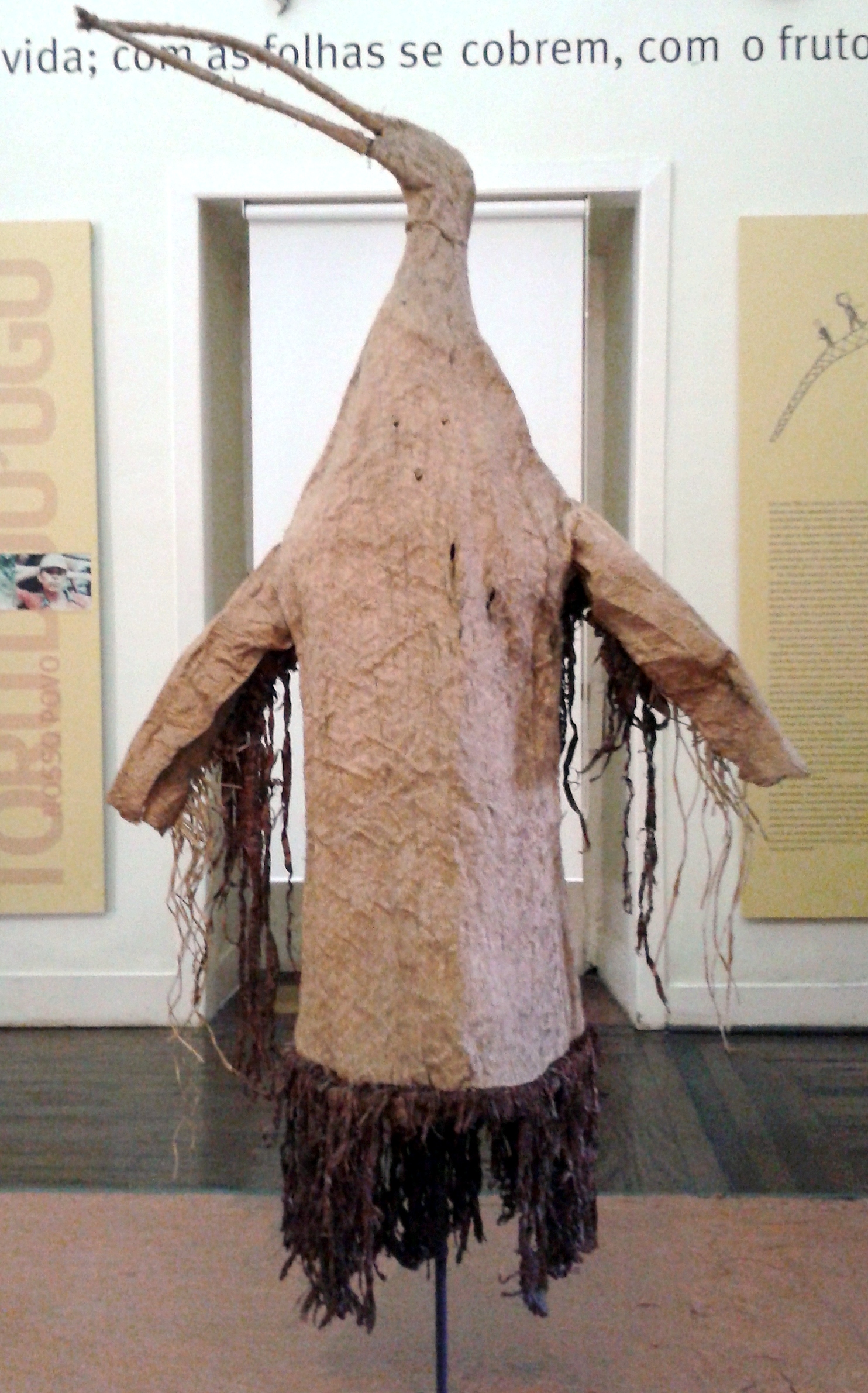
Índios Ticunas. Traje ritual (representação de beija-flor). s.d.

#### Etnologia africana e afro-brasileira

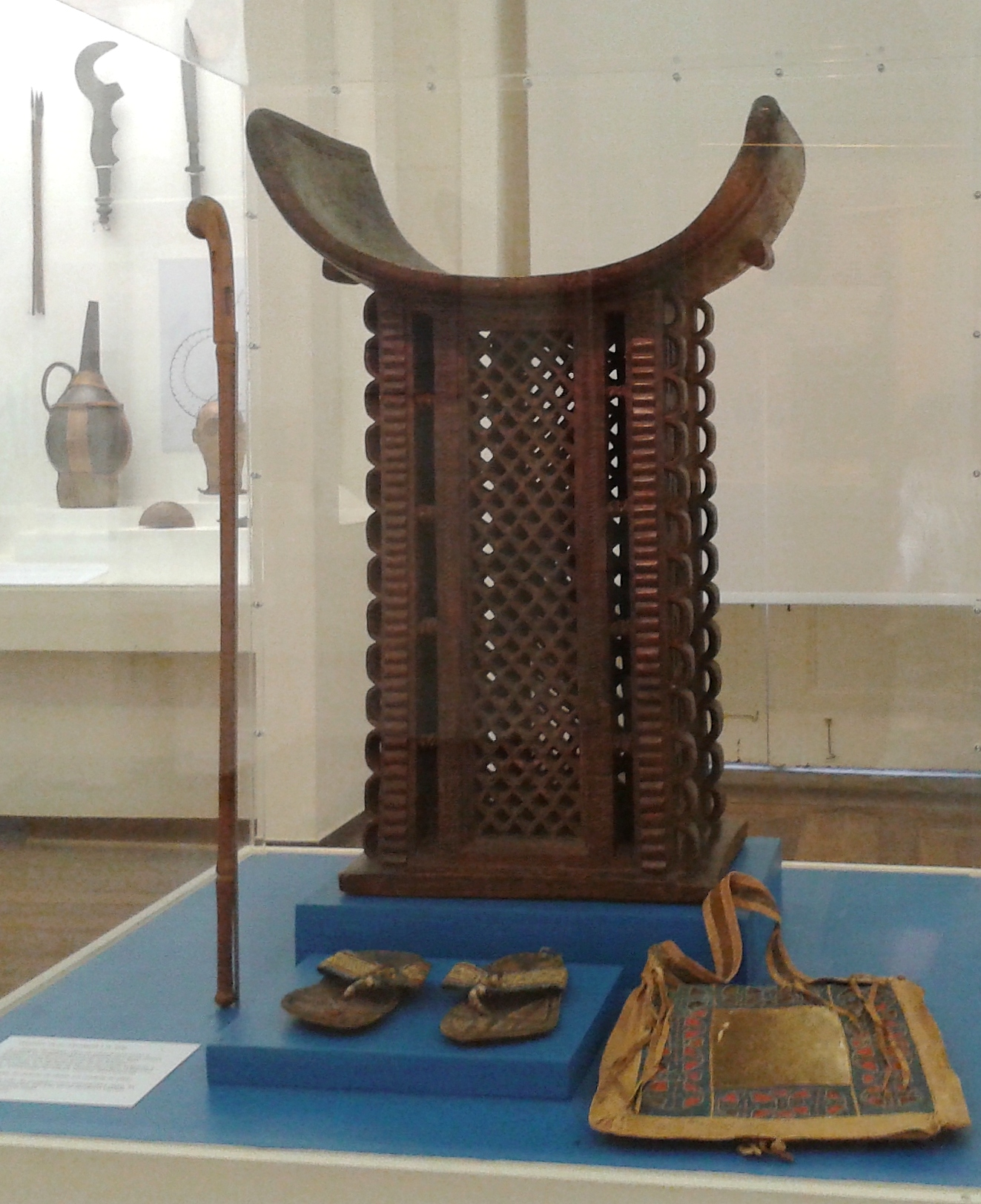
Trono do Reino do Daomé (século XVIII/XIX), ofertado a D. João VI pelo rei Adandozan

A coleção de etnologia africana e afro-brasileira do Museu Nacional era constituída por aproximadamente 700 objetos. Abrangia tanto exemplares produzidos por povos de diferentes regiões do continente africano quanto testemunhos das manifestações culturais dos descendentes dos povos africanos no Brasil. O núcleo de objetos africanos foi majoritariamente constituído entre 1810 e 1940, remetendo em sua origem às coleções das famílias reais portuguesa e brasileira, posteriormente enriquecidas por outros legados, compras e transferências. A coleção afro-brasileira, por sua vez, foi formada entre 1880 e 1950, a partir de um núcleo de objetos transferidos dos depósitos das forças policiais locais (responsáveis por confiscá-los, quando a prática do candomblé era proibida no Rio de Janeiro), à qual se somou a importante coleção de Heloísa Alberto Torres, constituída por itens adquiridos junto aos mais importantes terreiros de candomblé do Recôncavo Baiano ao longo da década de 1940.
O núcleo de etnologia africana abarca, na maior parte, peças produzidas no século XIX pelos povos africanos da costa ocidental, englobando tanto etnias que não tiveram contato com o Brasil quanto outras historicamente relacionadas à diáspora africana nesse país. Inclui artefatos de uso cotidiano (adereços e trançados), objetos rituais (máscaras e estatuetas), instrumentos musicais (flautas, chocalhos, tambores, lamelofones), armas de caça e guerra, etc., ademais de peças que se destacam pelo valor histórico ou pelo contexto em que foram adquiridas — como o conjunto de presentes ofertados ao príncipe-regente Dom João VI pelo rei Adandozan, do antigo Reino do Daomé (atual Benim), entre 1810 e 1811, que formou parte da coleção inaugural do Museu Nacional. A peça central do conjunto é o trono de Daomé, datado provavelmente da passagem do século XVIII para o XIX, uma réplica do assento real de Kpengla, avô de Adandozan. Completam o conjunto de presentes uma bandeira de guerra de Daomé (mostrando as vitórias do rei Adandozan nas guerras contra seus inimigos), o par de sandálias reais, bolsas de coro, uma bengala de passeio, abanos reais e uma placa de tabaco.

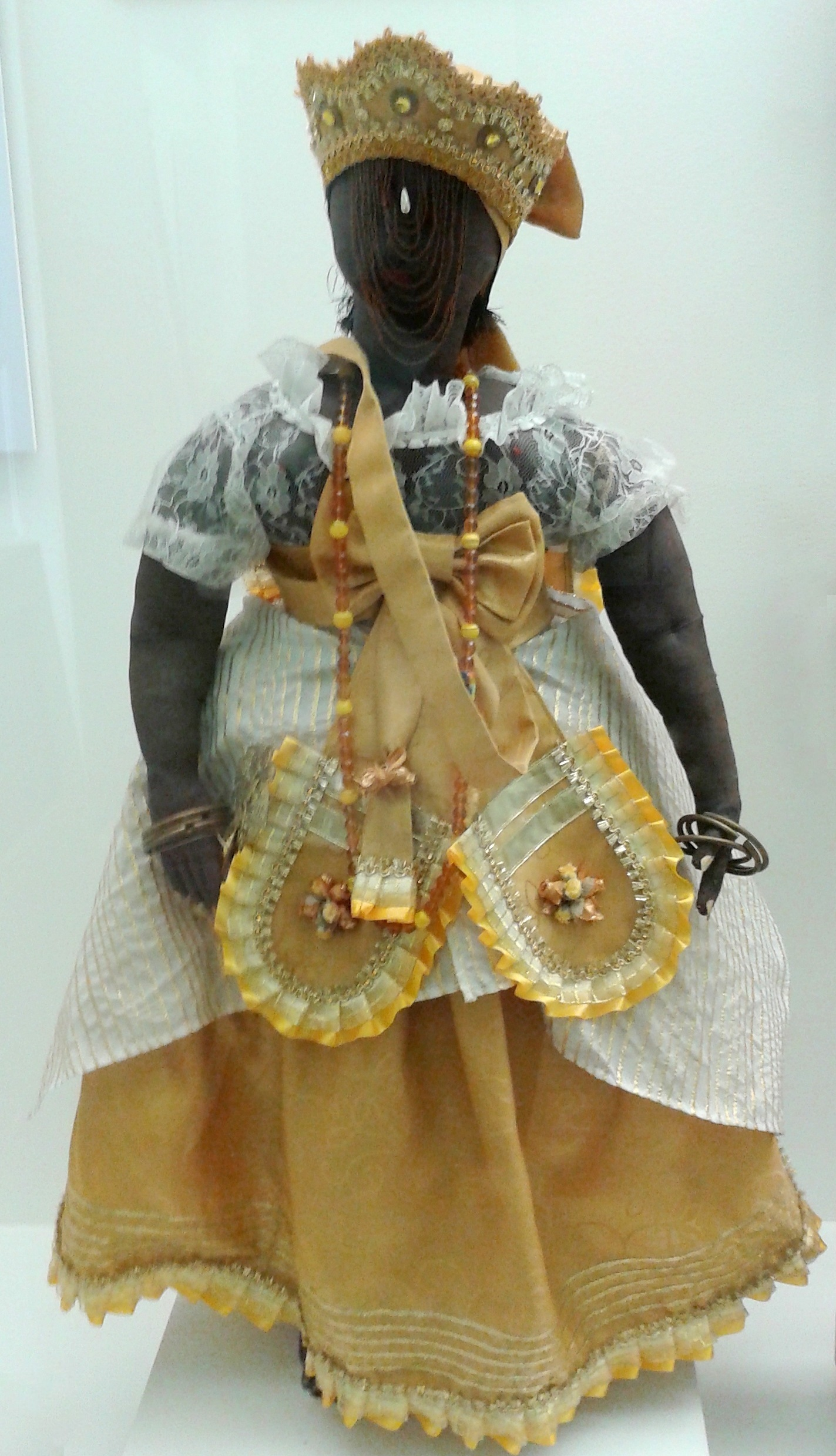
Boneca de pano com traje de orixá, feita para Exposição de Etnologia Regional de 1949

Ainda no contexto de artefatos de origem africana, o museu conserva máscaras rituais de sociedades secretas dos Iorubás e Ecóis, exemplares da cestaria de Angola e Madagascar, bastões cerimoniais dos Côkwe, objetos musicais adquiridos junto ao rei de Uganda, estatuetas religiosas antropomorfas e zoomorfas, exemplares de alaka (tecidos africanos feitos em tear e importados da costa ocidental para o Brasil). Destaca-se, por fim, o conjunto doado ao Museu Nacional por Celenia Pires Ferreira, missionária da Igreja Congregacional da cidade de Campina Grande, em 1936. A coleção é composta por objetos de uso doméstico e ritual, coletados pela missionária durante sua estadia no Planalto Central de Angola entre 1929 e 1935.
O núcleo de etnologia afro-brasileira documenta hábitos, crenças e técnicas de produção dos descendentes dos povos africanos no Brasil, bem como o histórico de violência da escravidão, a repressão religiosa e as formas de organização social das comunidades negras no período pós-abolição. A religiosidade afro-brasileira é o aspecto mais fartamente ilustrado no acervo. Grande parte dos objetos religiosos encontravam-se originalmente nos espaços conhecidos como zungus ou terreiros de candomblé, locais de culto dos inquices (Bantus), orixás (Iorubás) e voduns (Jeje Maí). Tais templos eram constantemente invadidos e tinham seus objetos confiscados e levados para os depósitos da polícia, como provas materiais da prática de rituais então proibidos. Por iniciativa do ex-diretor do museu, Ladislau Neto, esses objetos passaram a ser transferidos para a instituição, após o reconhecimento da importância histórica, sociológica e etnológica de tal acervo.
Um segundo importante conjunto de objetos no acervo de etnologia afro-brasileira provém da doação feita por Heloísa Alberto Torres, antropóloga e ex-diretora do Museu Nacional. Durante suas viagens à Bahia na década de 1940, Heloísa adquiriu uma série de objetos nas principais casas de candomblé da região do Recôncavo, além de exemplares de artesanato, produção têxtil e da cultura popular, nomeadamente os orixás esculpidos em madeira por Afonso de Santa Isabel e as esculturas em cedro com pinturas a óleo adquiridas no Ateliê da Rua Taboão. O acervo ainda inclui peças feitas sob encomenda do próprio Museu Nacional, para figurarem na Sala de Etnografia Regional Brasileira, parte integrante da Exposição Permanente do Museu Nacional em 1949 (primeira mostra permanente de objetos e cultos afro-brasileiros, com o objetivo de apresentar as diferenças regionais da cultura nacional), como as bonecas de pano vestidas com trajes de orixás.

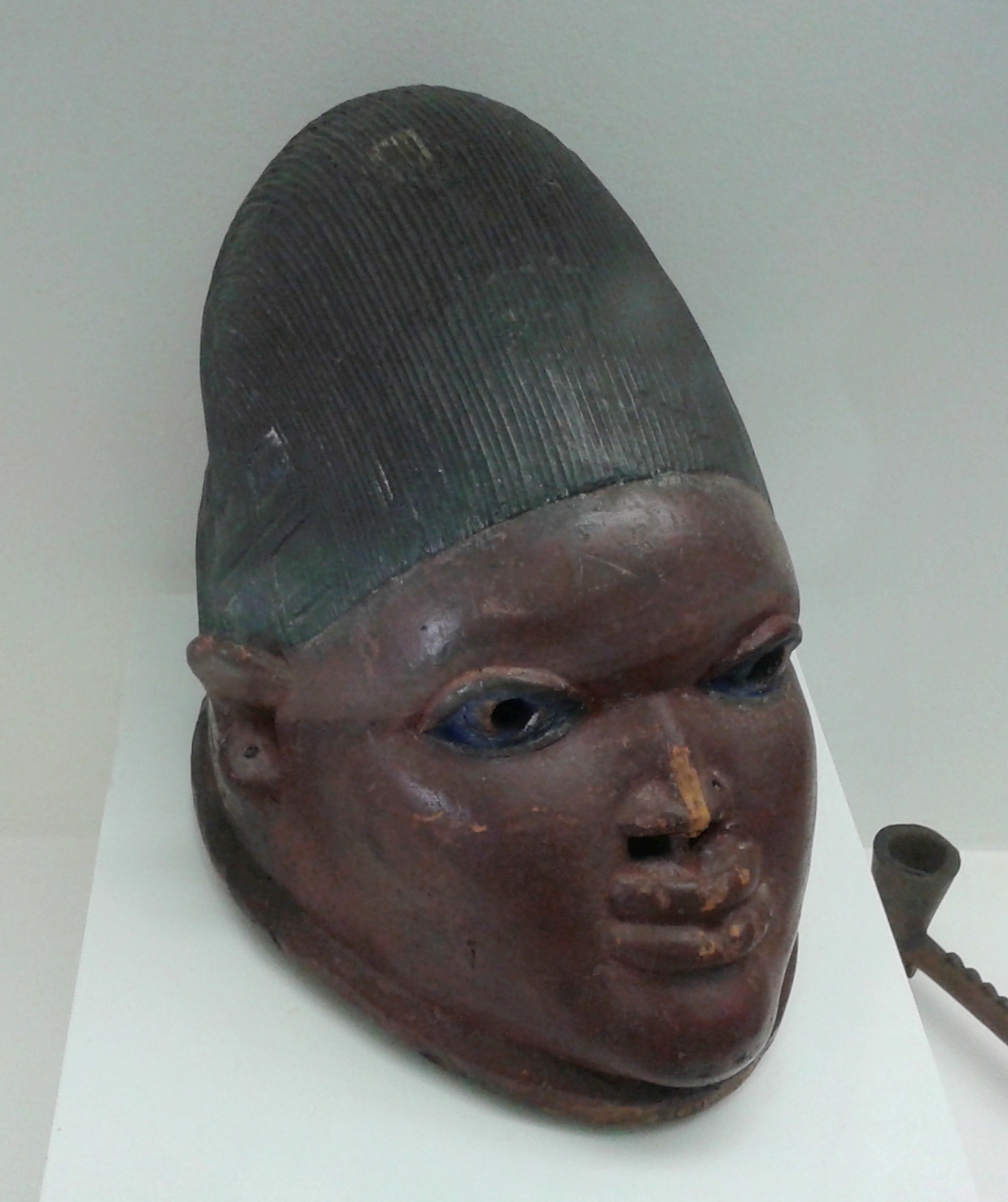
Povo Iorubá. Máscara da sociedade secreta feminina Gelede, s.d.
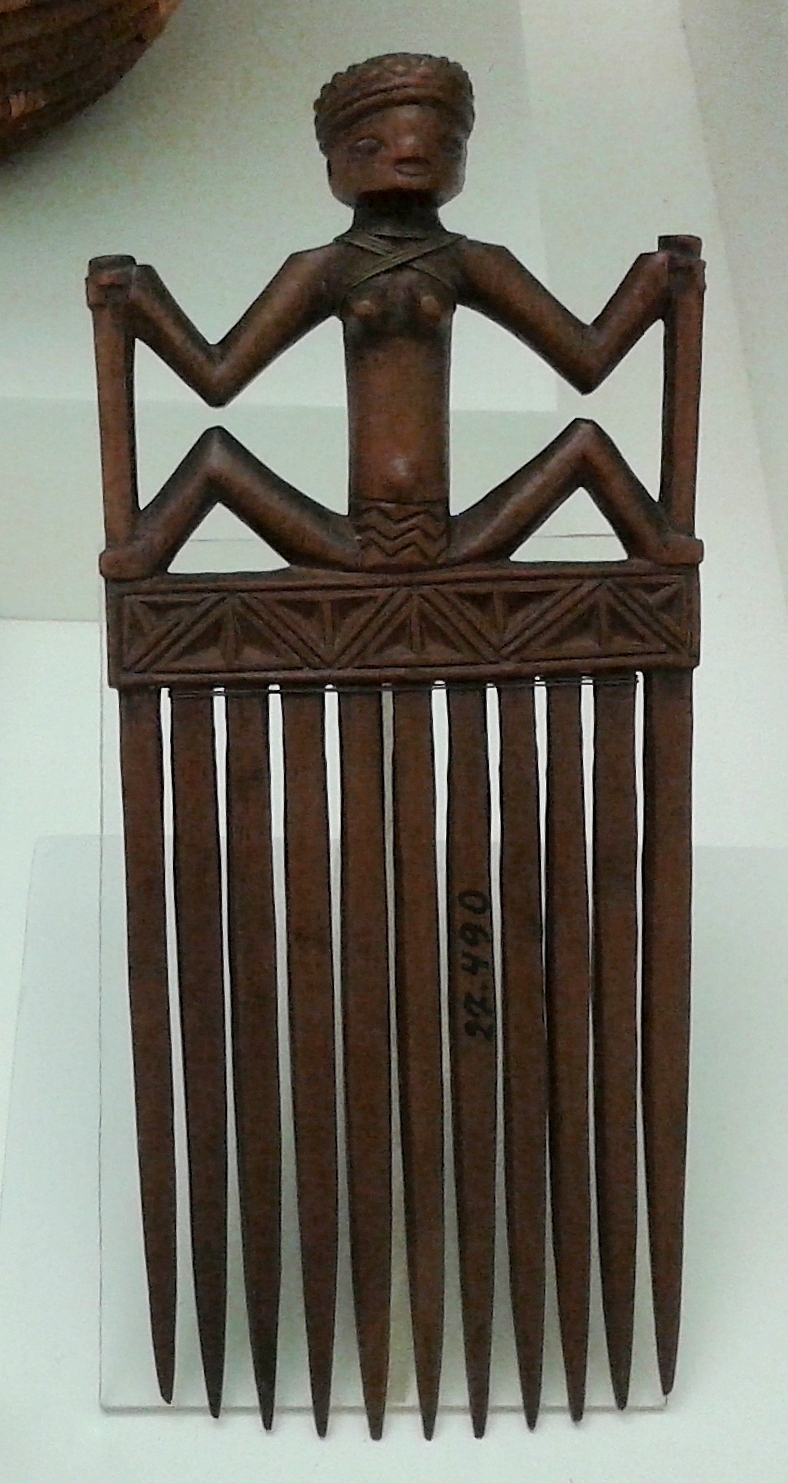
Povo Côkwe. Pente esculpido em madeira, s.d.
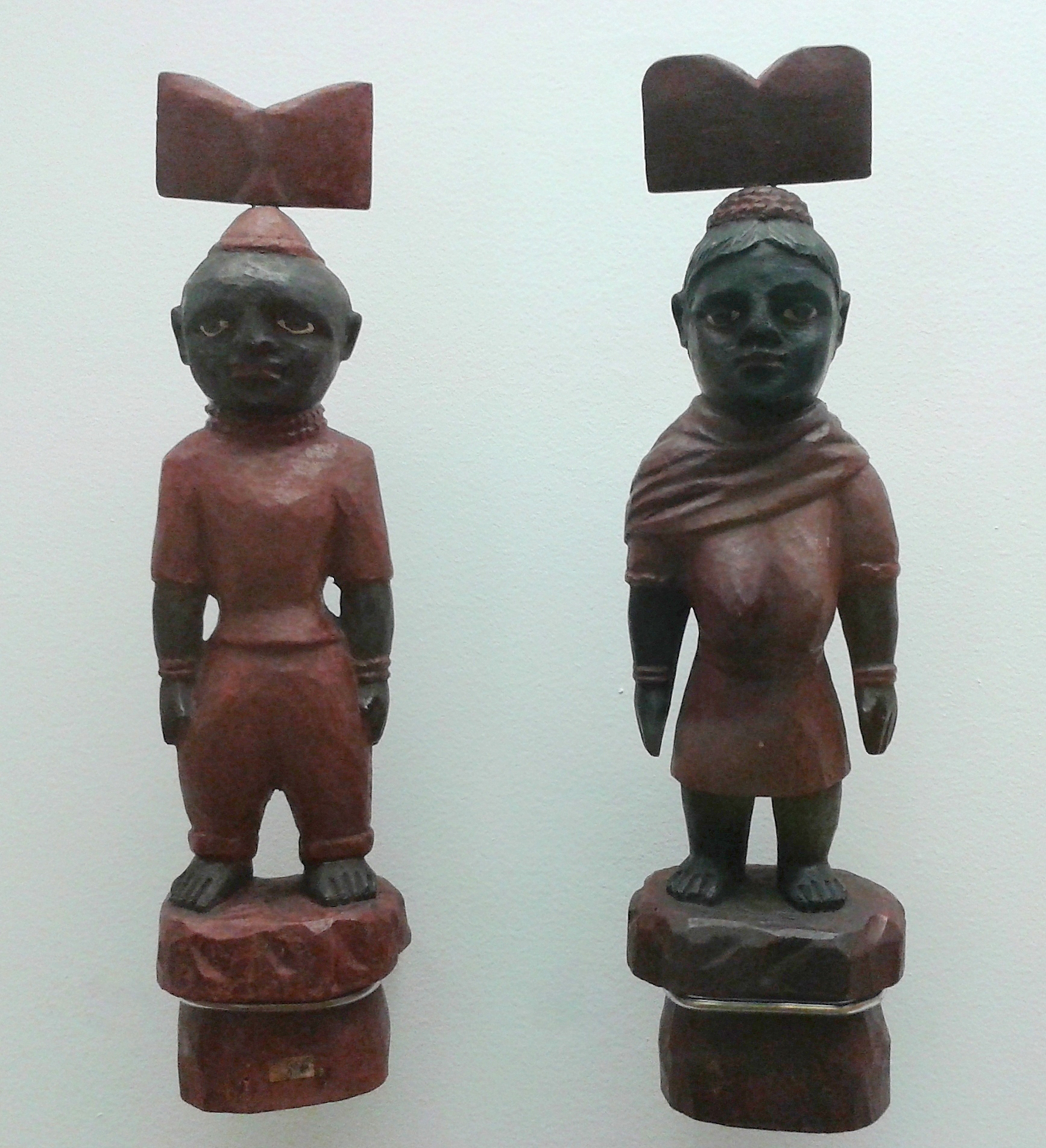
Cultura afro-brasileira. Representações de Xangô e Bayani, s.d.
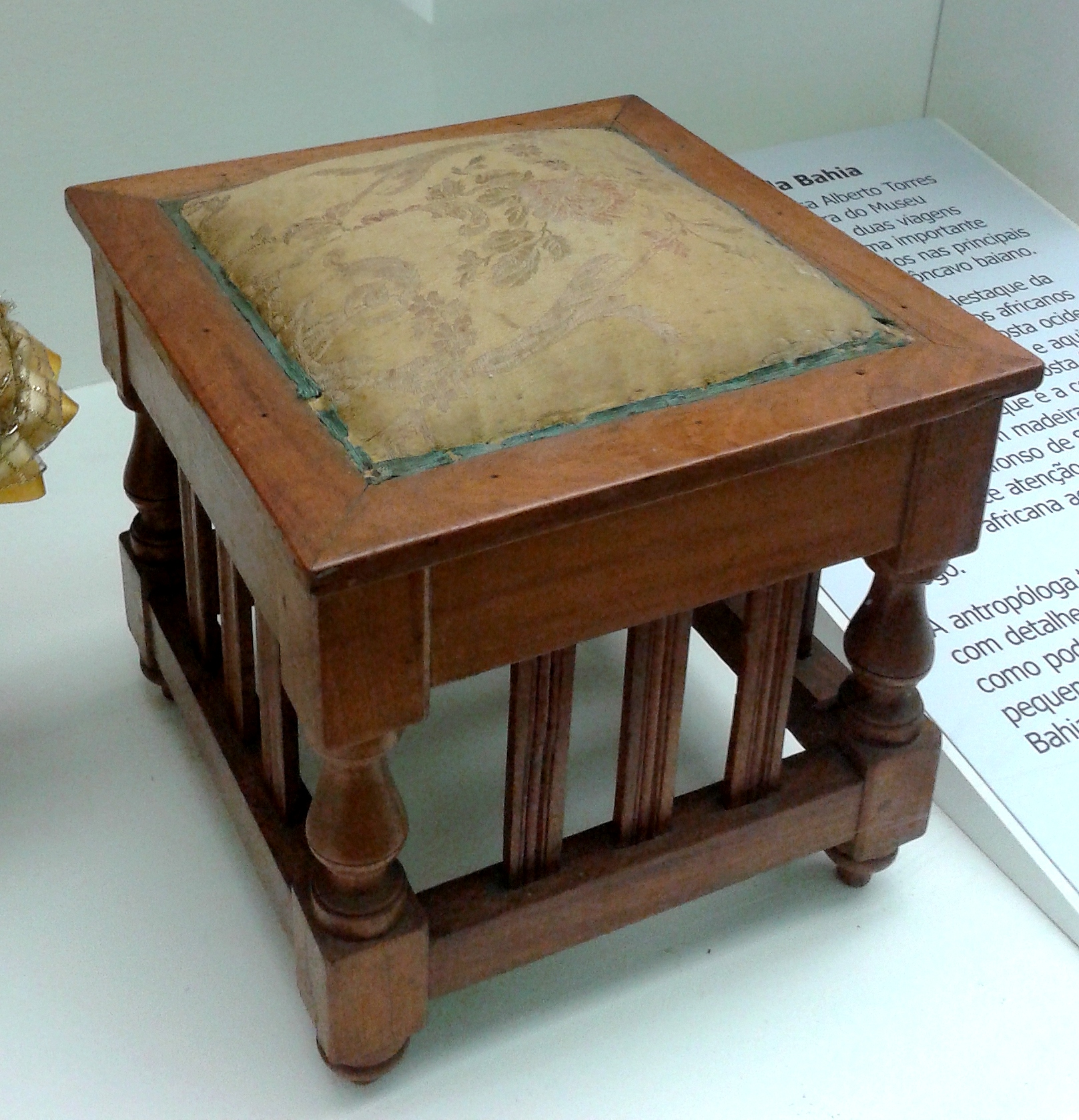
"Banquinho de igreja", assento para mulheres em casas de candomblé, s.d.

#### Culturas do Pacífico

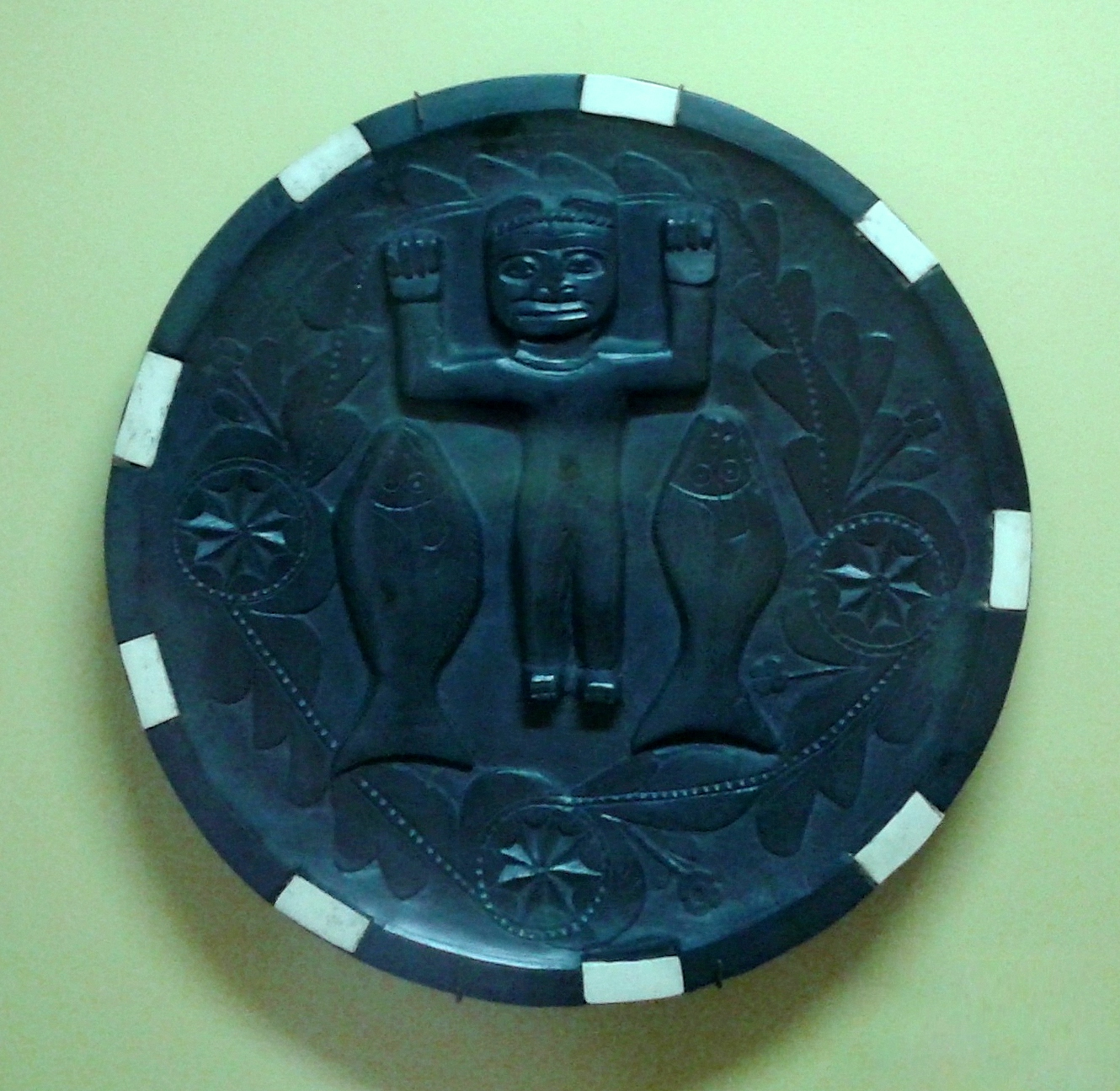
Bandeja esculpida, lavrada em basalto. Proveniente de Vancouver, Costa do Pacífico

O acervo de objetos provenientes dos povos do Oceano Pacífico é uma das coleções estrangeiras mais antigas do Museu Nacional. Sua origem remonta à coleção de Dom Pedro I, legada ao museu e posteriormente ampliada por intermédio de doações e compras. O acervo reúne objetos de uso cotidiano, artefatos religiosos e armas de caça e de guerra da Polinésia, da Nova Zelândia e da Nova Guiné (na Oceania) e das Ilhas Aleutas e Costa do Pacífico (na América do Norte). Dentre os artefatos existentes na coleção inicial do museu, encontram-se o manto e colar reais Owhyeen, confeccionados com plumas, presentes ofertados pelo rei Kamehameha II e pela rainha Tamehamalu, do Reino do Havaí (ou Ilhas Sandwich) a Dom Pedro I, em 1824, quando o imperador recepcionou a família real havaiana e sua comitiva em sua chegada ao Rio de Janeiro.
Destacam-se ainda os seguintes núcleos:
- Artefatos da Polinésia: formado por objetos provenientes, em sua maioria, das Ilhas Cook. Compreende conjuntos de machados de pedra com cabos entalhados em madeira, remos, miniaturas de canoas, caiaques e embarcações usadas pelos nativos das ilhas feitas em couro e estatuetas de madeira de uso ritual.[84][125]
- Artefatos da Nova Zelândia: composto por ferramentas e armas de caça e guerra, incluindo exemplares de machados decorados com motivos antropomorfos, clavas, além de colheres esculpidas em osso, palitos de madeira decorados, recipientes de bambus ornamentados com grafismos, etc.[84][125]
- Artefatos da Nova Guiné: exemplares de machados de pedra, cigarreiras, brincos e adornos, objetos esculpidos em madeira, lanças, bumerangues e outras armas de arremesso.[84][125]
- Artefatos da Costa do Pacífico: composto por objetos cerimoniais, de uso cotidiano e instrumentos musicais, tais como chocalhos zoomorfos, bandejas, vasos policromados em formato de concha, etc. Destaca-se o bastão totêmico, com três figuras humanas, cada uma representando um antepassado, e uma armadura de madeira e couro, coletada na região de Vancouver, no Canadá.[84][125]
- Artefatos das Ilhas Aleutas: destacam-se dois raros exemplares de casacos de esquimós, um feito com intestino de foca e outro com pele de plumas, além de uma bolsa, também de intestino de foca.[84][125]

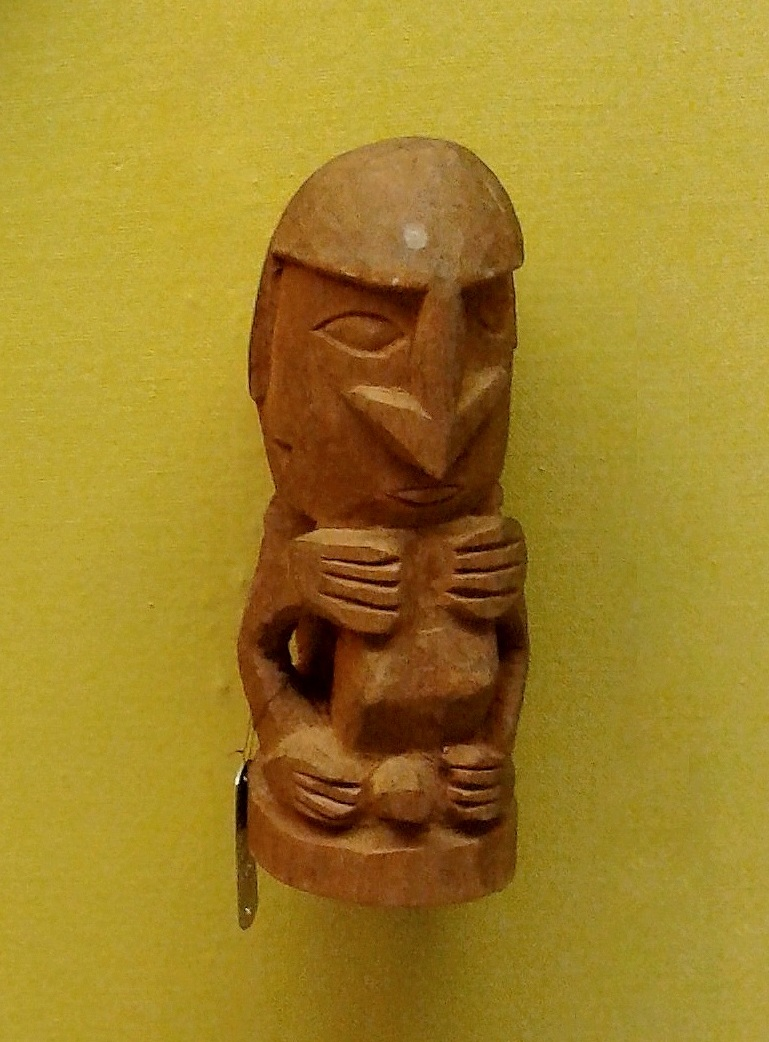
Figura esculpida em madeira. Nova Guiné, s.d.
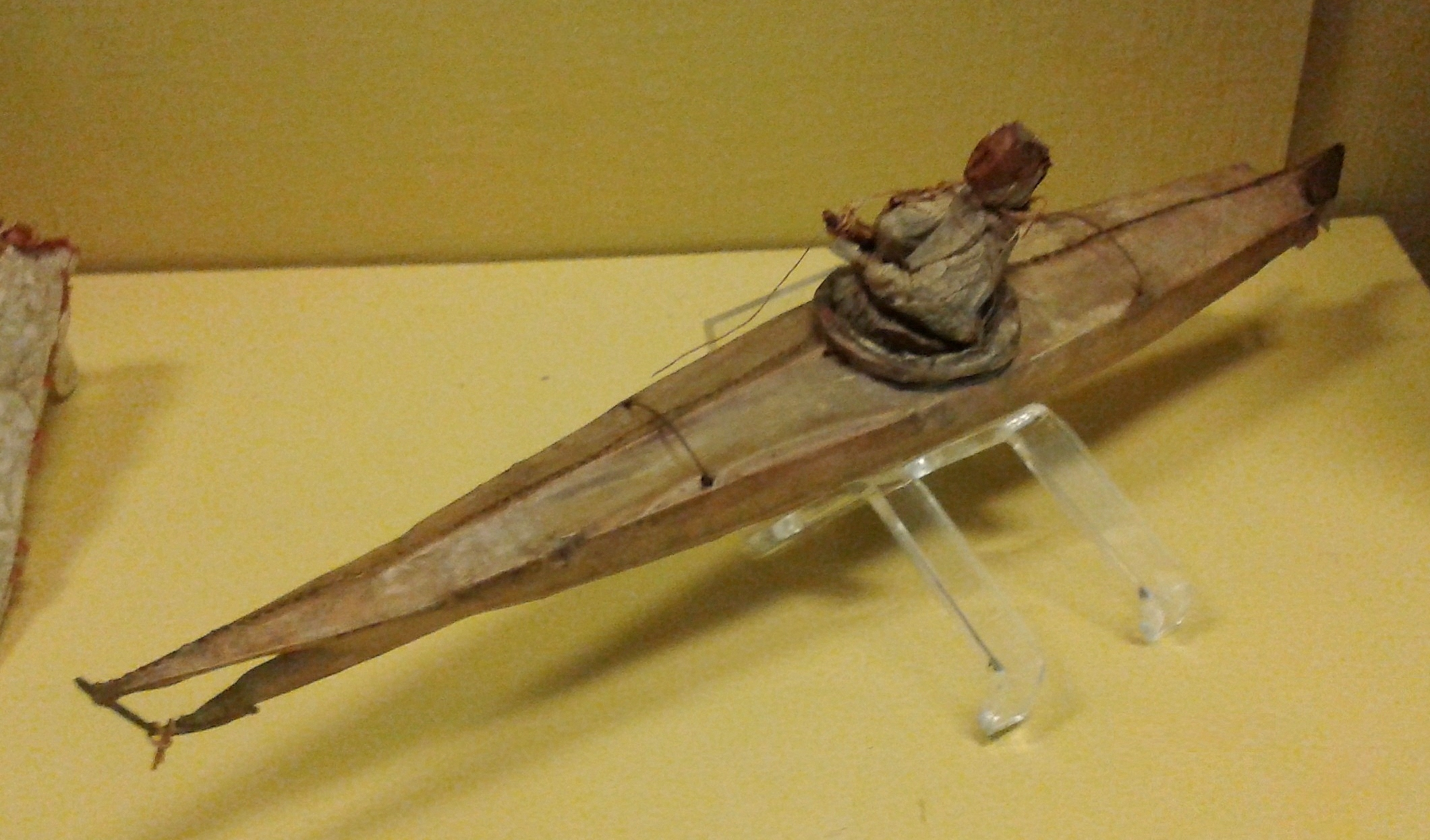
Miniatura de caiaque feita em couro. Ilhas Aleutas, s.d.
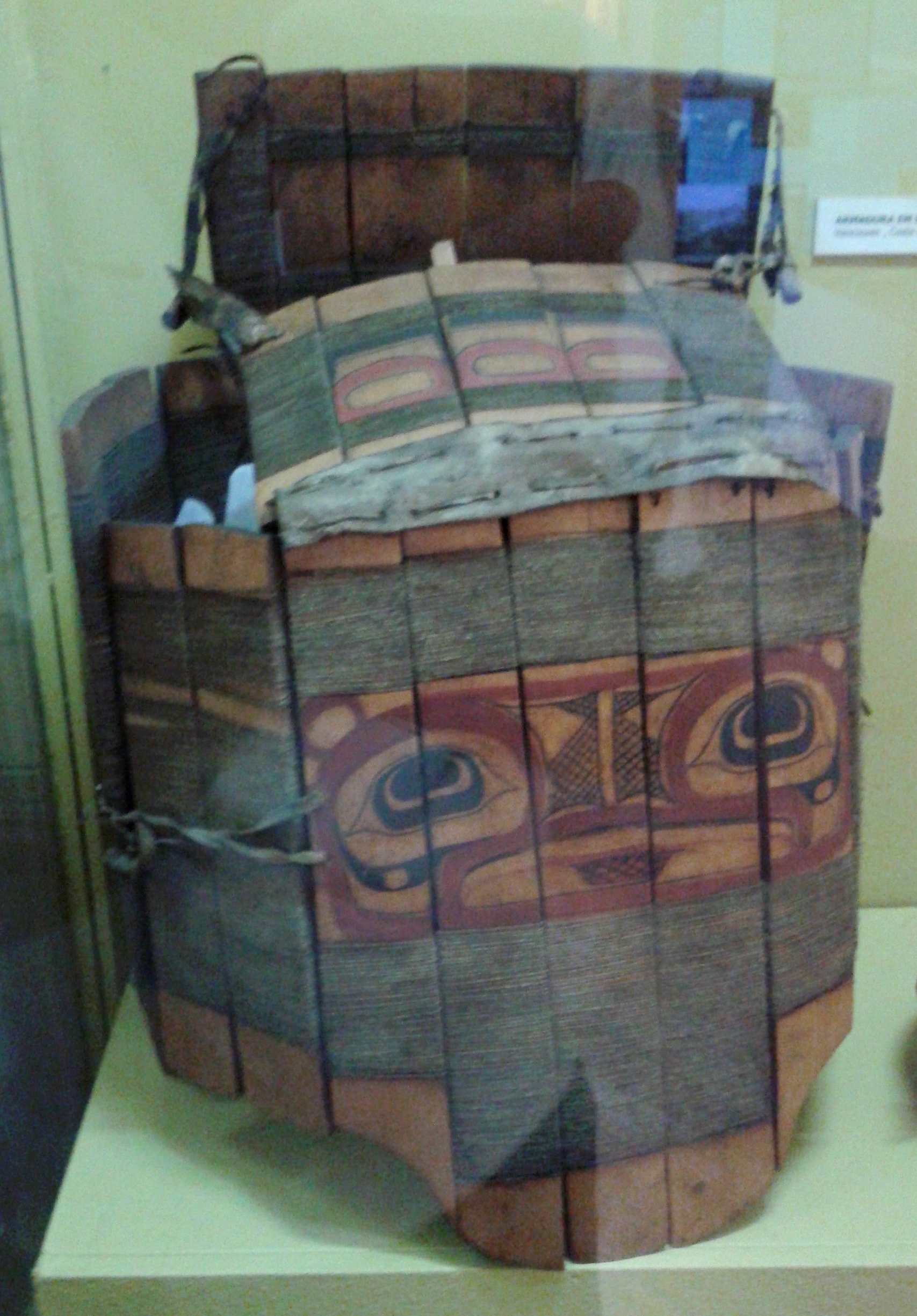
Armadura de madeira e couro. Costa do Pacífico, s.d.
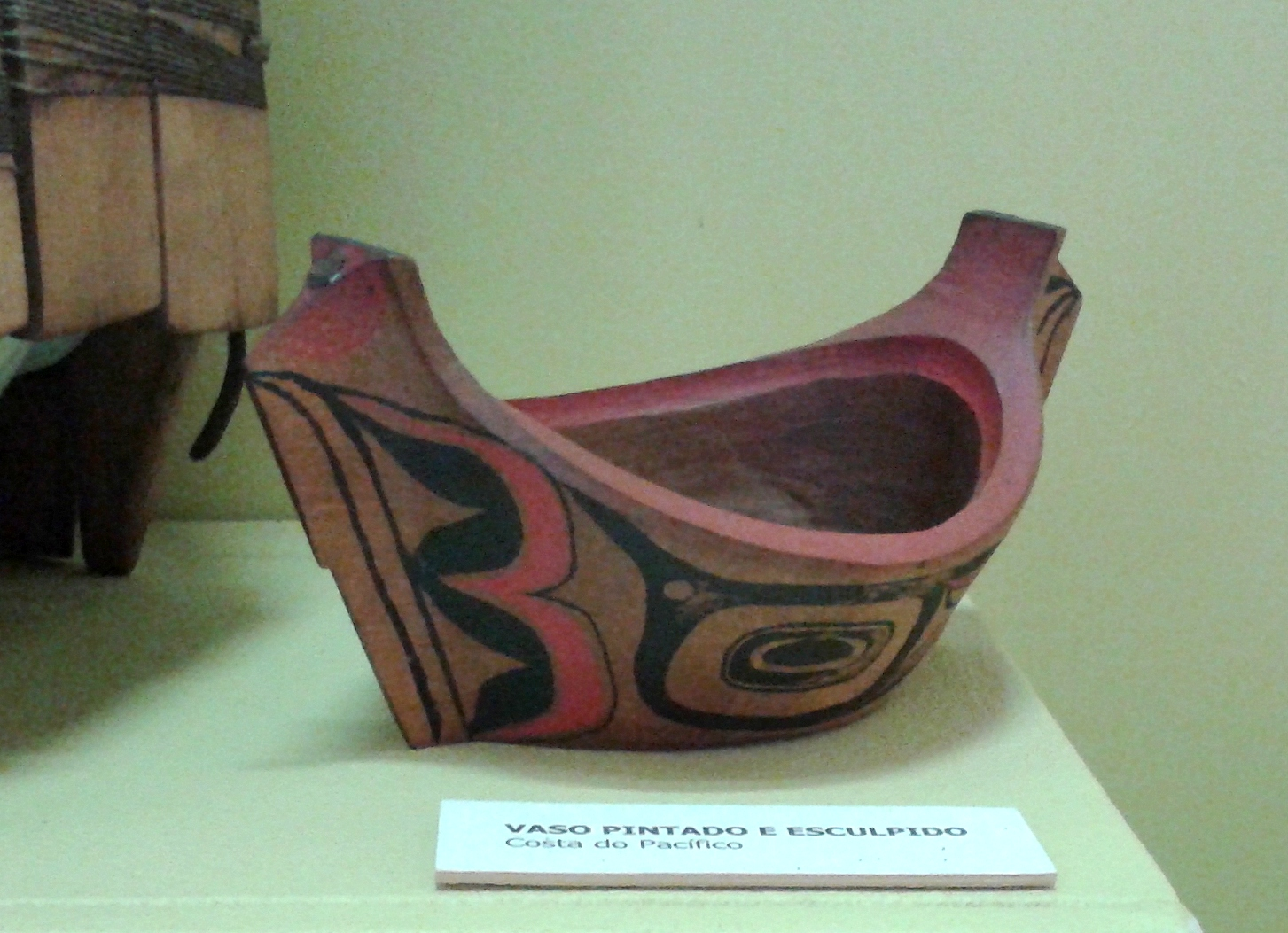
Vaso policromado em forma de embarcação. Costa do Pacífico, s.d.

## Ensino
O Museu Nacional oferece cursos de pós-graduação vinculados à UFRJ nas áreas de Antropologia Social, Arqueologia, Botânica, Geologia, Paleontologia e Zoologia.